# Moulin à vent
Pour le vin, voir moulin-à-vent (AOC).
Pour le jouet, voir Moulin à vent (jouet).

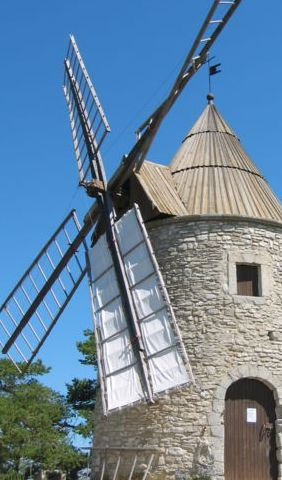
Moulin tour de Montfuron, Alpes-de-Haute-Provence.

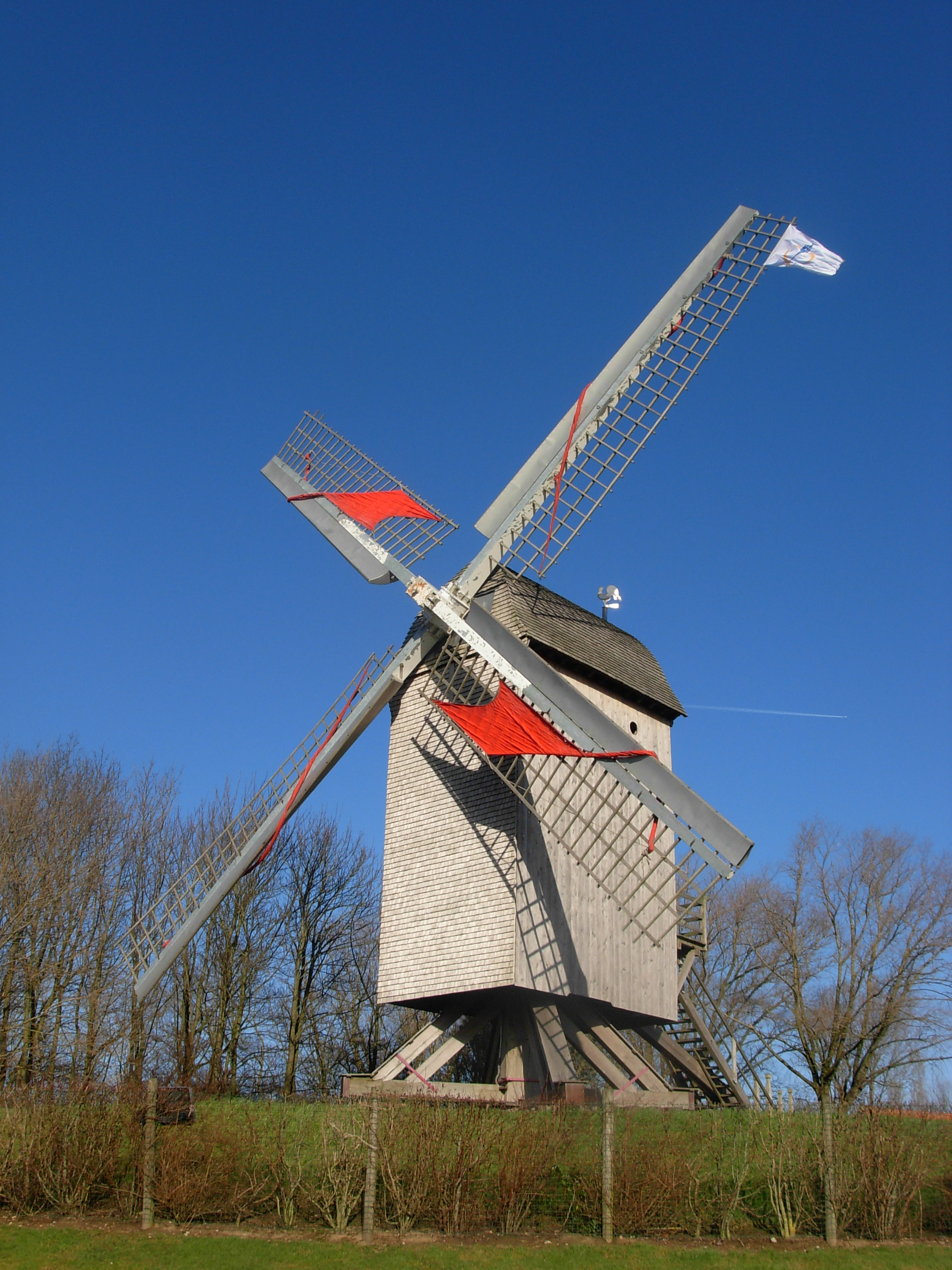
Moulin chandelier de la Roome à Terdeghem (France).

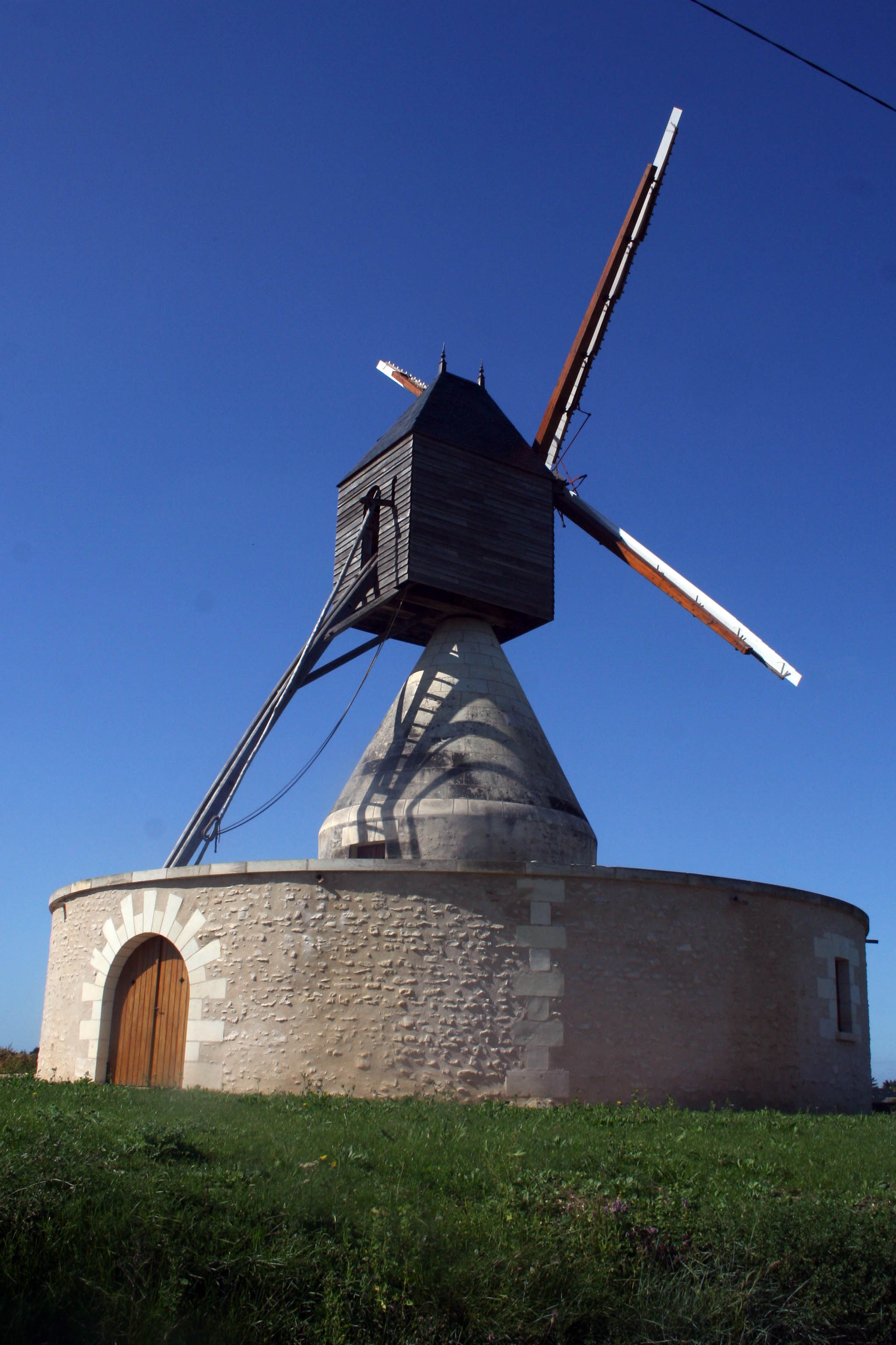
Moulin cavier des Aigremonts aux ailes Berton, Bléré (Indre-et-Loire).

Le moulin à vent est un dispositif qui transforme l’énergie éolienne (énergie cinétique du vent) en mouvement rotatif au moyen d’ailes ajustables. En tant que moulin (machine à moudre), il est utilisé le plus souvent pour moudre des céréales, broyer, piler, pulvériser diverses substances, presser des drupes ou écraser des olives pour produire de l'huile ; il a pu aussi servir à actionner une pompe, par exemple pour l’irrigation ou pour assécher les polders ; ou un groupe de scies (scierie à vent).

## Terminologie
Le terme moulin à vent n’est habituellement utilisé que pour les ouvrages relativement anciens des pays riches et les installations à techniques anciennes des régions moins développées. Abandonnés dans les pays développés avec la généralisation de l'électricité, il est l'ancêtre de l'éolienne et ne se distingue dans son principe que par l'existence d'un bâtiment servant de support aux ailes et d'abri pour les mécanismes et l'activité meunière. L'abandon de l'énergie éolienne pour mouvoir des meules et les débuts de son utilisation pour actionner des générateurs électriques sont concomitants à ce basculement de vocabulaire comme le montre la continuité de l'usage pour actionner directement des pompes. De même l'utilisation alternative des termes pale ou aile ne se justifie sans ambiguïté par aucun critère technique.

## Histoire
Le moulin à vent est utilisé en Perse pour l'irrigation dès le VIIe siècle. Il est apparu en 620 sur le territoire de l'ouest de l'actuel Afghanistan, notamment à Nashtifan (en), dans la province du Khorassan, surnommée l'« ancienne ville des moulins ». Les moulins perses, découverts en Palestine par les Croisés, n'étaient pas du même type que les moulins européens. Ils étaient constitués d'une éolienne à axe vertical, confinée à l'intérieur du moulin— un dispositif connu sous le nom de panémone. Des orifices dans les parois du moulin permettent à l'air de s'engouffrer pour actionner l'éolienne.

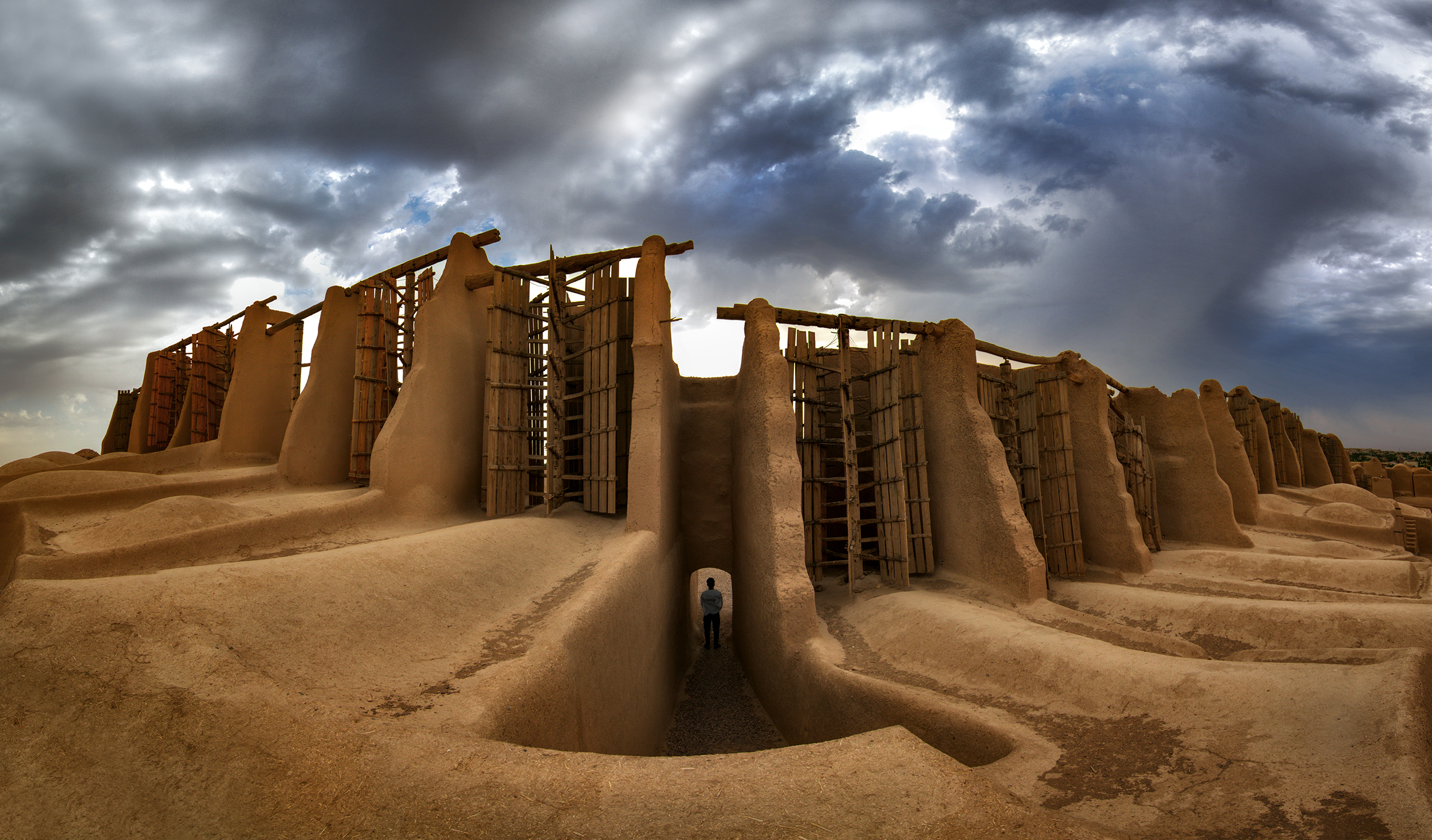
Complexe des moulins à vent de Nashtifan (en). Iran, juillet 2021.
Moulin horizontal (à axe vertical), Perse.

Le moulin à vent s'est généralisé en Europe vers le XIIe siècle, d'abord sur les côtes maritimes des pays du Nord : Grande-Bretagne, Pays-Bas, puis dans les pays de la bordure atlantique : Portugal, France, de la mer du Nord et de la mer Baltique : Belgique, Allemagne, Danemark, et dans les îles, y compris en mer Méditerranée. On les trouve sur des éminences, soit isolés, soit groupés en série, ainsi que dans des lieux éloignés des cours d'eau. La première attestation de moulin à vent en France, en 1170, figure dans une charte de la ville d'Arles. Il se développe au XIIe siècle dans les régions à côte venteuse (Cotentin, Pays de Caux, Bretagne) même si certains seigneurs sont réticents à remplacer le moulin à eau, banalité plus robuste. En France, les seigneurs profitèrent de la construction des moulins à vent pour exiger un « droit de vent » qui fut contesté. Jean François Finot note dans son Journal, début novembre 1779, que le propriétaire d'un moulin à vent construit à Mertrud (Champagne) « n'en paie aucun cens au seigneur parce qu'il a été jugé depuis peu que le vent étant un élément libre, il n'appartenait pas aux seigneurs mais à tout le monde. » (Cahiers haut-marnais.2009).

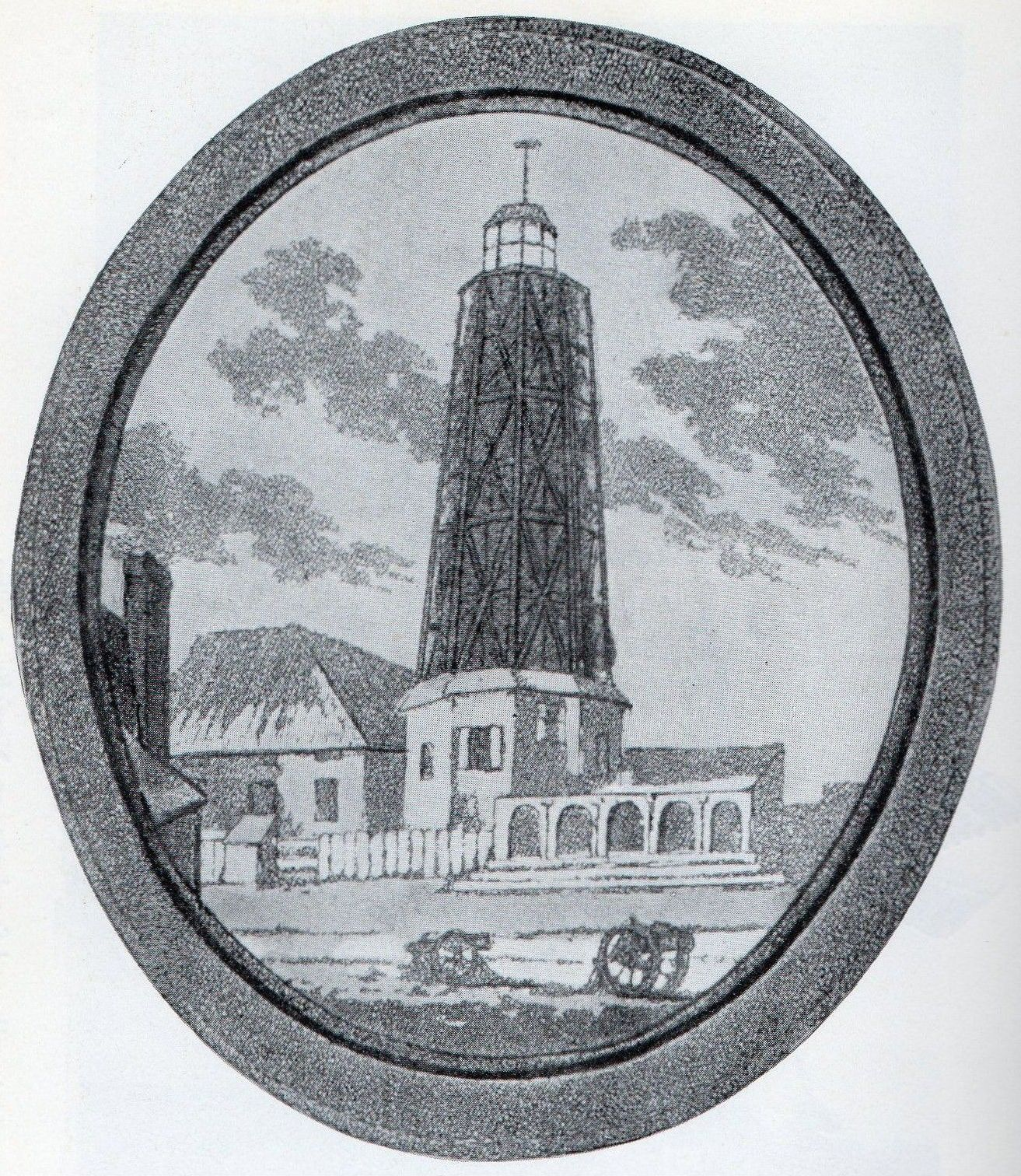
Moulin horizontal : Hooper’s mill, Margate, Kent, XVIIIe siècle.
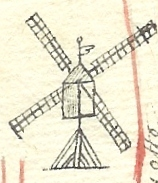
Moulin à chandelier assis par terre, plan terrier 49220 Brain-sur-Longuenée, année 1750.
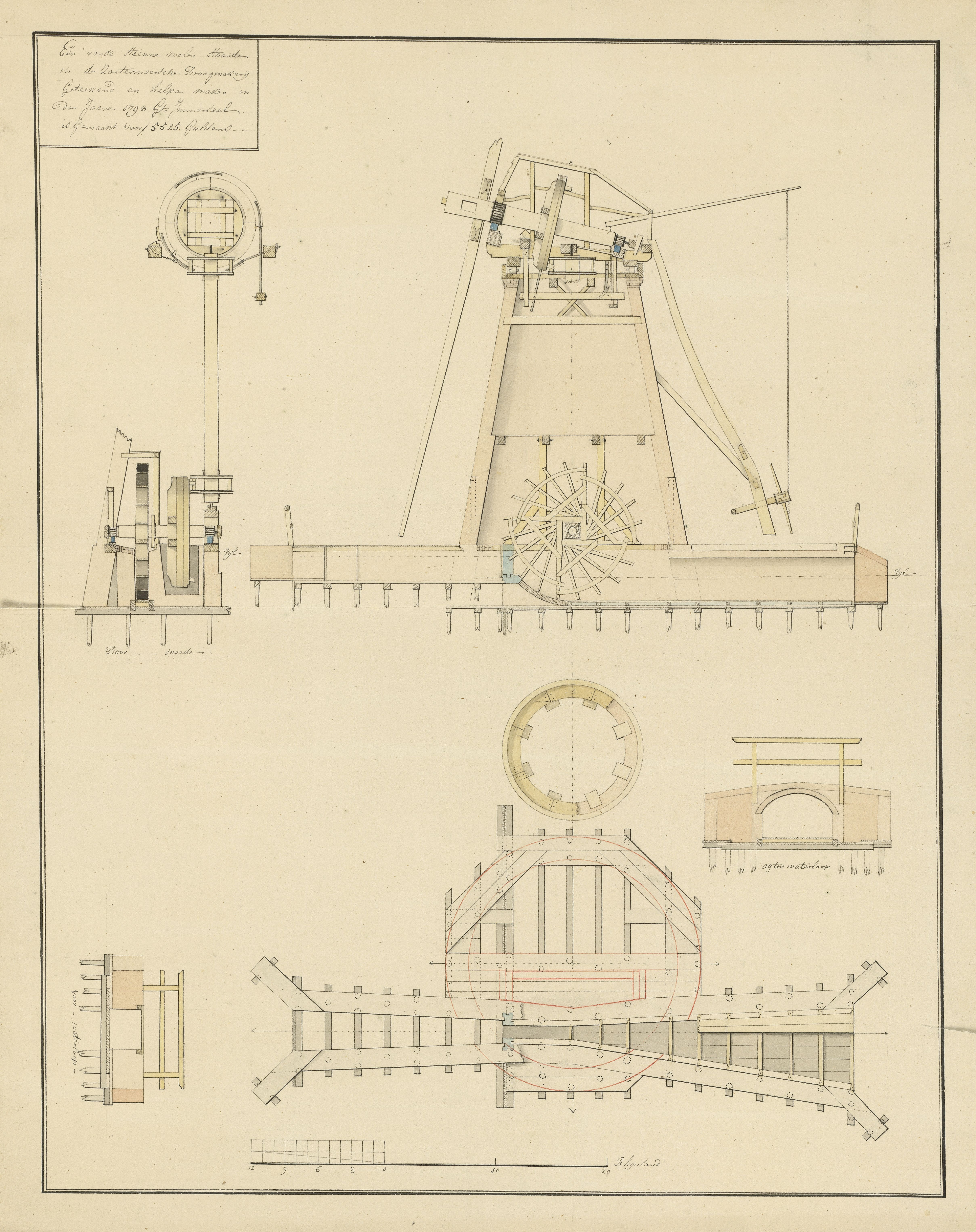
Dessin technique d'un moulin néerlandais, 1793.
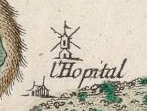
Symbolisation d'un moulin à vent en bois sur la Carte de Cassini.
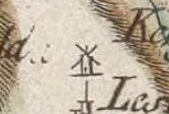
Symbolisation d'un moulin à vent en pierre sur la Carte de Cassini.
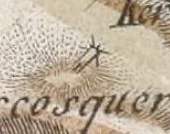
Symbolisation d'un moulin à vent en pierre ruiné sur la Carte de Cassini.

Les Pays-Bas sont probablement le pays qui a compté le plus grand nombre de moulins à vent. Éléments caractéristiques du paysage, ils sont représentés notamment dans la peinture flamande. Les moulins à vent de Kinderdijk ont été inscrits sur la liste du patrimoine mondial de l'UNESCO.

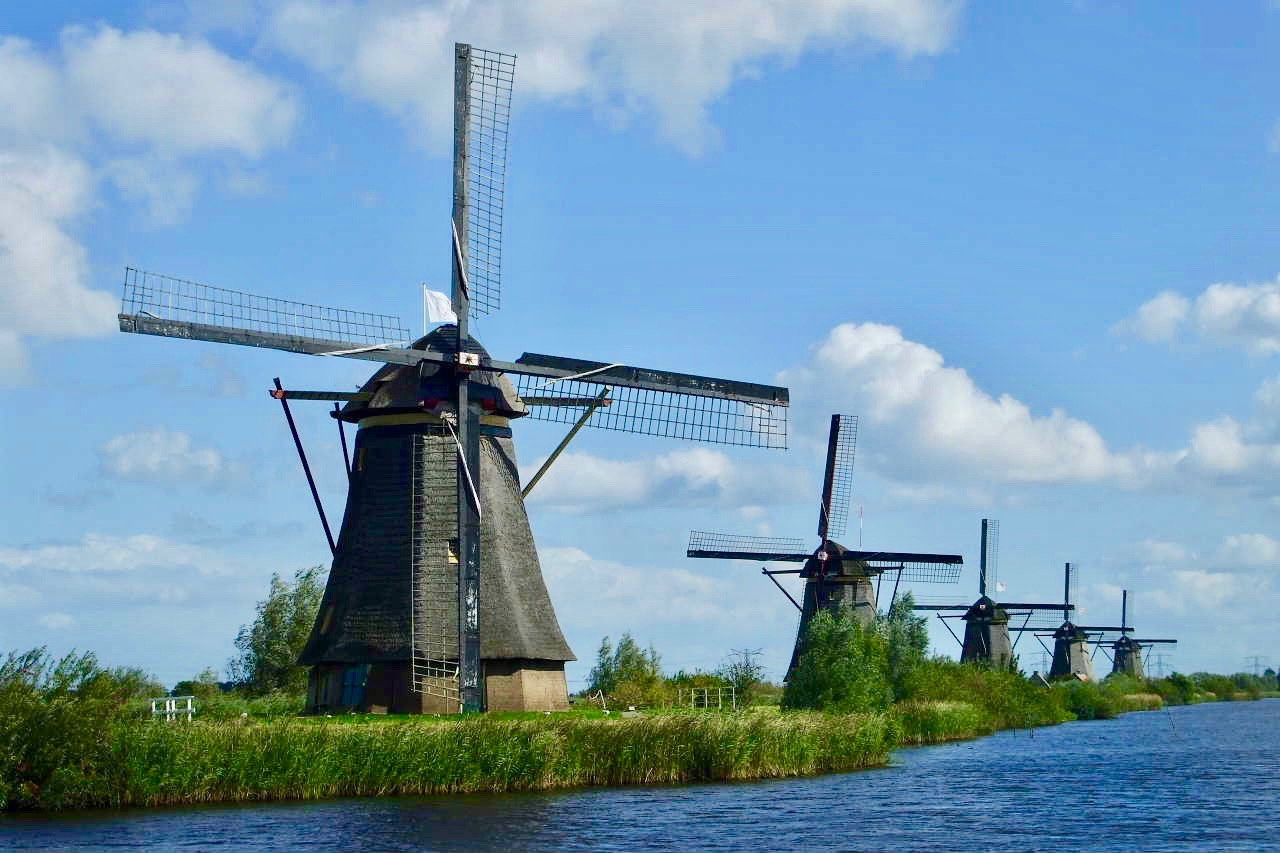
Les moulins de Kinderdijk, inscrits au patrimoine mondial par l'UNESCO.
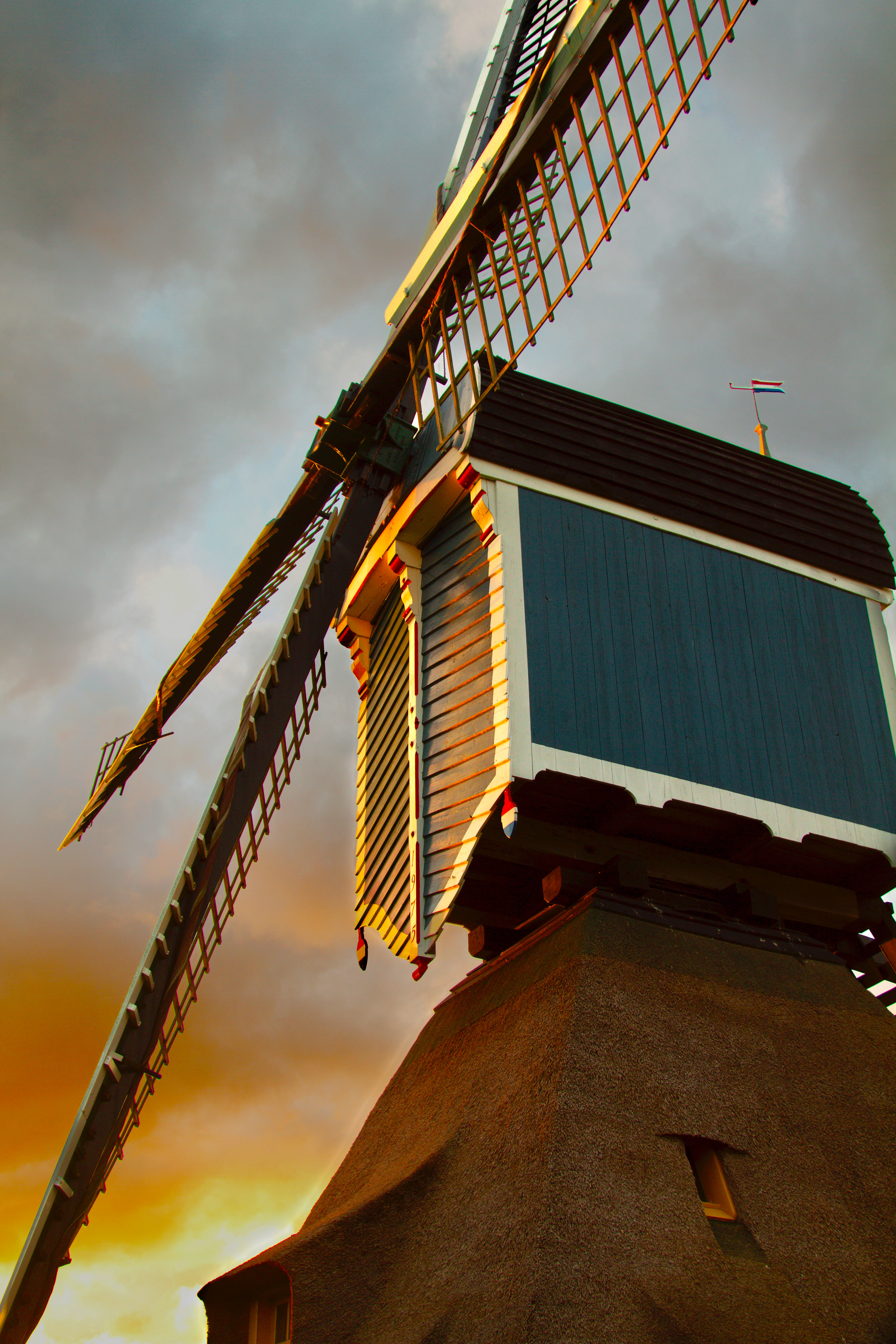
Moulin néerlandais.

Le système des ailes Berton se répand dans les régions de France les plus productrices (Beauce, Anjou, Bretagne, etc.) mais arrive trop tard pour une meunerie déjà en déclin ailleurs.
La généralisation de l'électricité dans les campagnes, et l'apparition de la minoterie industrielle, ont entraîné un rapide déclin des moulins à vent au cours du XXe siècle. Ils ont en outre été défavorisés par la dureté du métier de meunier et par les périodes de chômage imposées souvent par l'absence de vent.
L'apparition de la roue éolienne à pales nombreuses, inventée aux États-Unis, les a rendus complètement obsolètes.

## Description

### Bâtiment
L’architecture du bâtiment d’un moulin répond aux exigences de son usage et des conditions locales de topographie et de climat. La condition première est la meilleure exposition au vent : le moulin est bâti sur une hauteur, et dans ce cas la bâtisse elle-même ne nécessite pas une grande hauteur. En revanche, dans les pays de plaine, le moulin doit être assez élevé pour prendre le vent malgré les obstacles que peuvent représenter les arbres ou les constructions voisines.

#### Moulin-tour
Le moulin à vent classique est constitué d'une tour en maçonnerie, surmontée d’une calotte orientable dans le sens du vent, qui supporte les ailes fixées à un axe horizontal ou légèrement incliné vers le haut et un toit en bardage ; c'est le « moulin-tour ».
Le type de construction de la tour dépend des régions. Elle peut être cylindrique, tronconique, polygonale. Le matériau de construction peut être la pierre, la brique, le bois. En Bretagne, un type de moulin appelé « petit-pied » présentait une base cylindrique en granit, surmontée d’une tour en encorbellement de plus grand diamètre.
Quand la tour est peu élevée, la porte d’accès se trouve généralement du côté opposé à la direction des vents dominants, afin de ne pas être gênée par les ailes en rotation ; ou bien il y a deux portes diamétralement opposées, et on utilise alors celle qui n’est pas dans le plan de rotation des ailes.
La toiture en charpente comportant l’axe des ailes et le mécanisme de renvoi, le frein, etc. est conique, avec une pente plus ou moins accentuée selon les régions, et est couverte en bardeaux de bois.

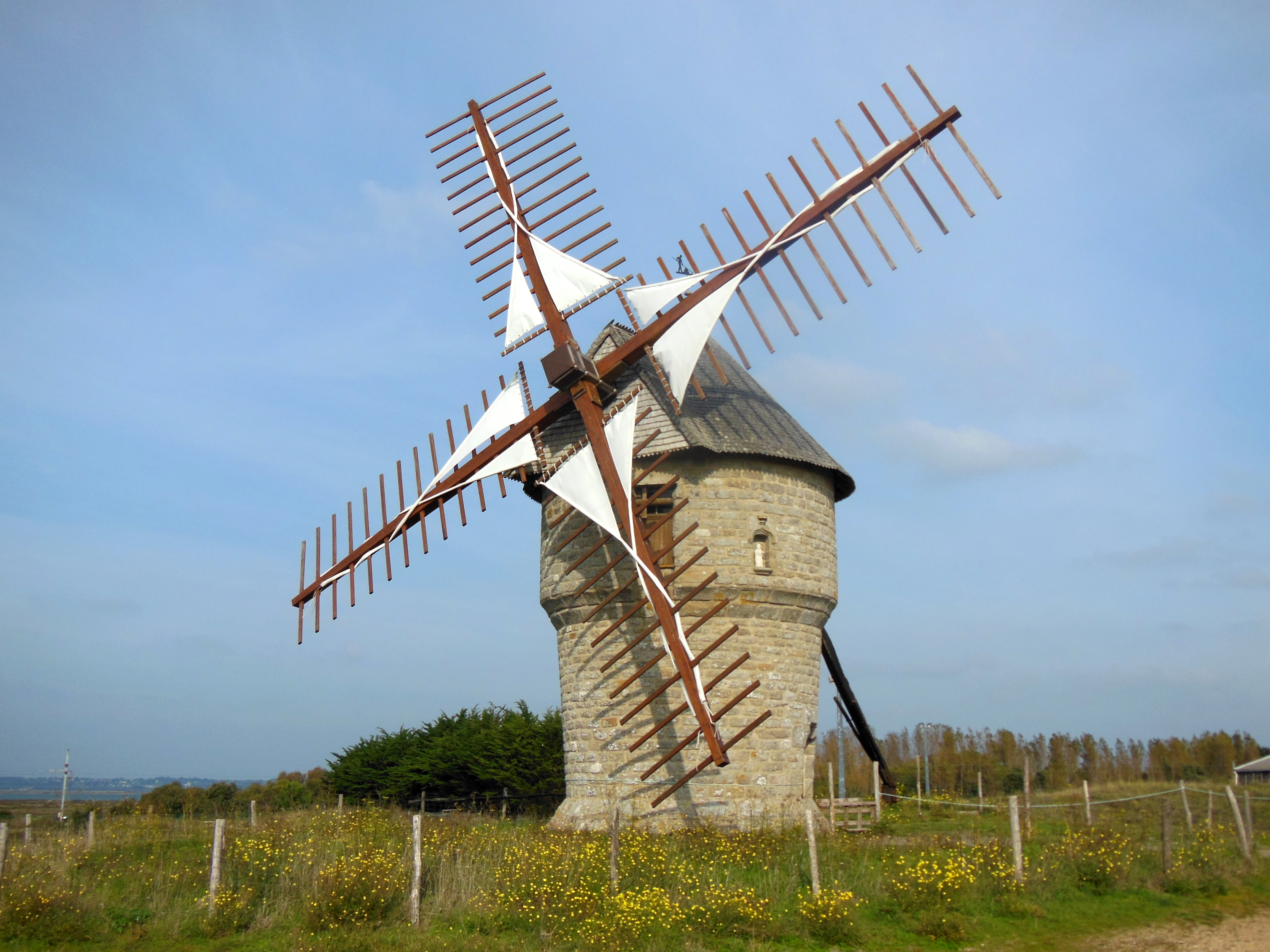
Moulin-tour de type « petit-pied » breton. Moulin de la Falaise de Batz-sur-Mer
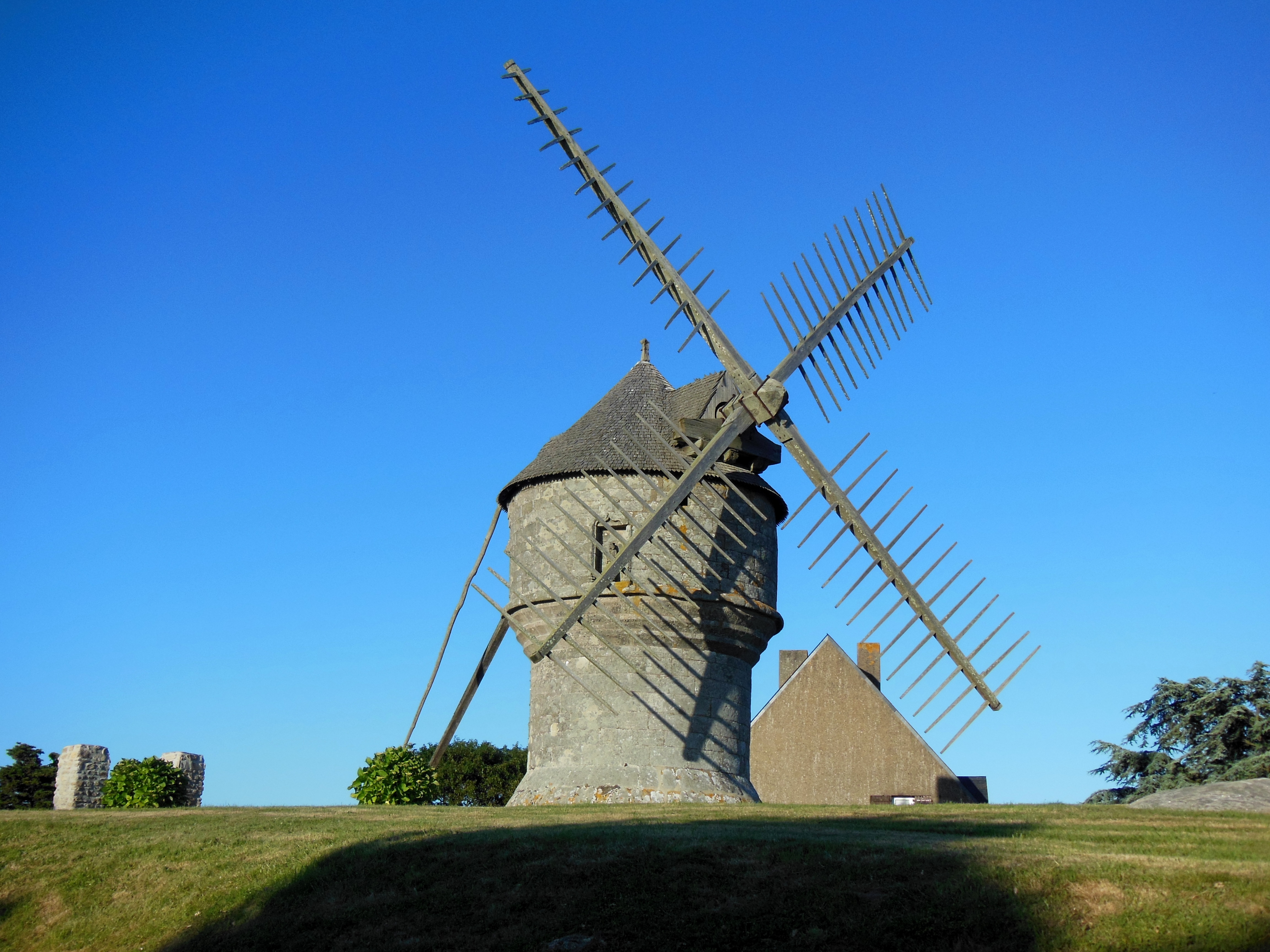
Moulin-tour de type « petit-pied » guérandais. Moulin de Crémeur de Guérande,
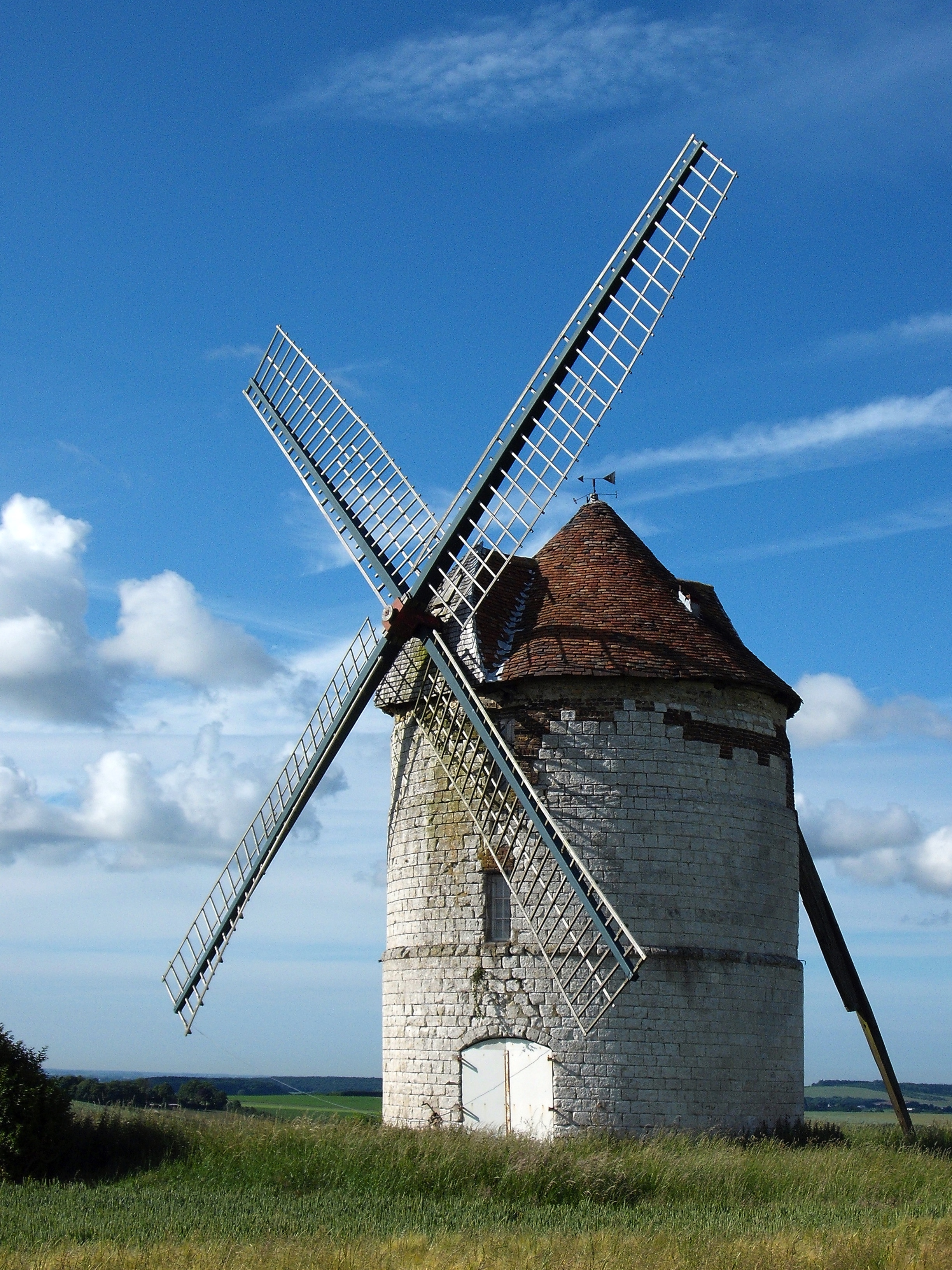
Moulin tour cylindrique en pierre. Moulin Lebriez (Mentque-Norbécourt).
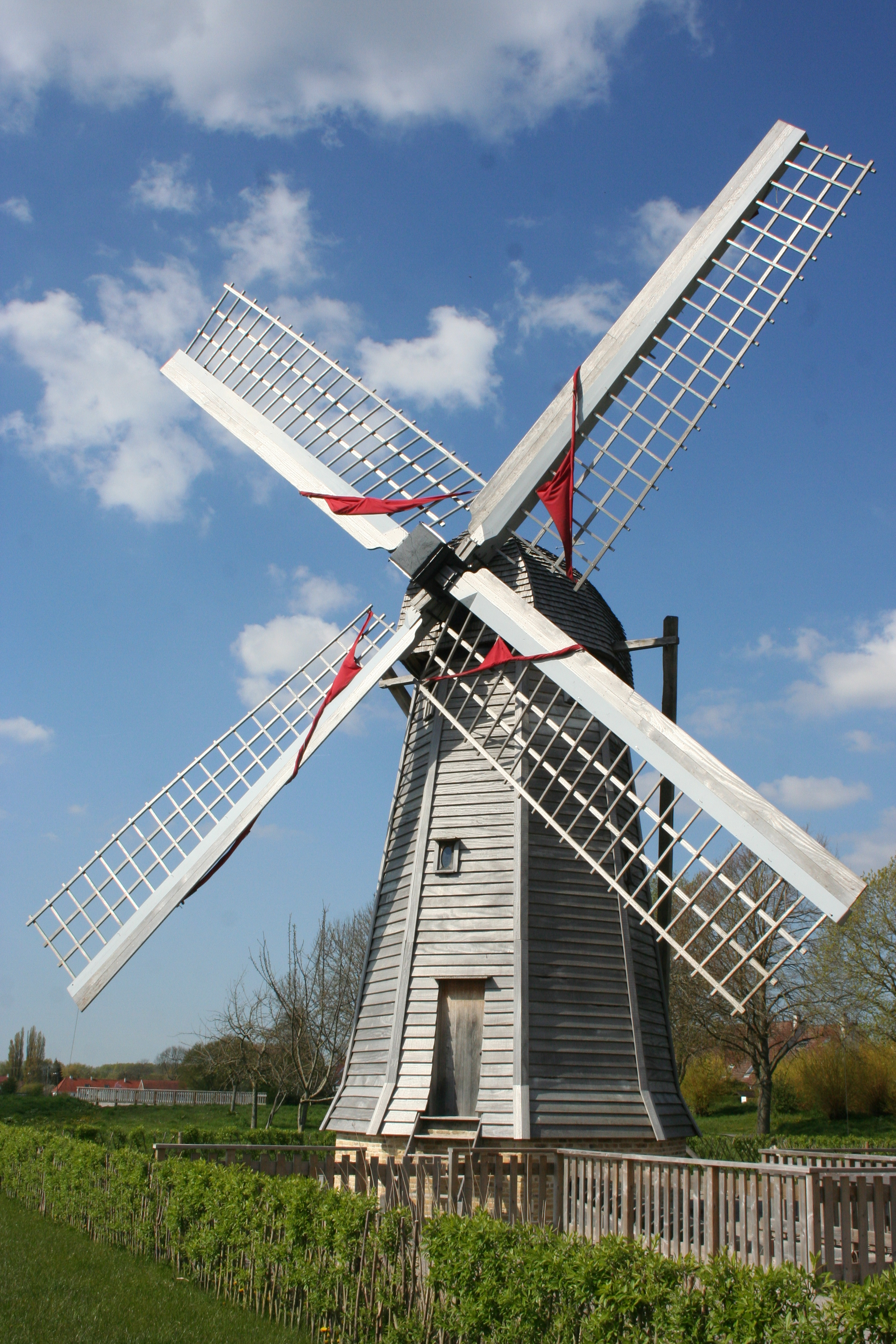
Moulin tour octogonale en bois. Moulin de l'Aile (Saint-Omer).
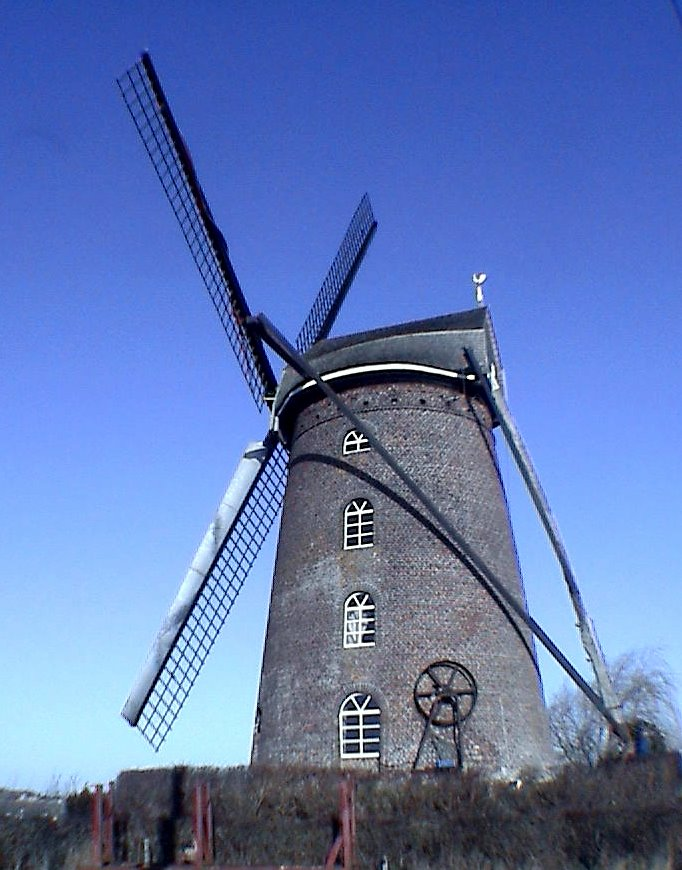
Moulin tronconique en briques. Steenmeulen (Terdeghem).

#### Moulin sur pivot, ou chandelier
Parfois, c'est tout le corps du moulin, construit en bois, qui s'oriente selon le vent : c'est le « moulin sur pivot » aussi appelé « chandelier » dans certaines régions de France, ou « post mill » en Angleterre, « standaardmolen » en néerlandais. Il repose sur un socle en bois, formé par deux poutres en croix, la « croisée », et par des « liens » obliques. Il peut reposer sur une base maçonnée (les dés) ou être « assis par terre », c’est-à-dire reposer uniquement sur son socle en bois. Le corps du moulin est généralement parallélépipédique, avec parfois une excroissance latérale ou arrière, le toit est en bâtière ou à un seul versant. Beaucoup de moulins chandeliers ont été démontés et reconstruits ailleurs suivant les déplacements de leur propriétaire. Par leur structure en bois, ils étaient aussi souvent victimes d’incendies ou, en temps de guerre, de destructions volontaires car constituant des repères et des moyens de communication par signaux (ce fut le cas par exemple du moulin de Valmy lors de la célèbre bataille).

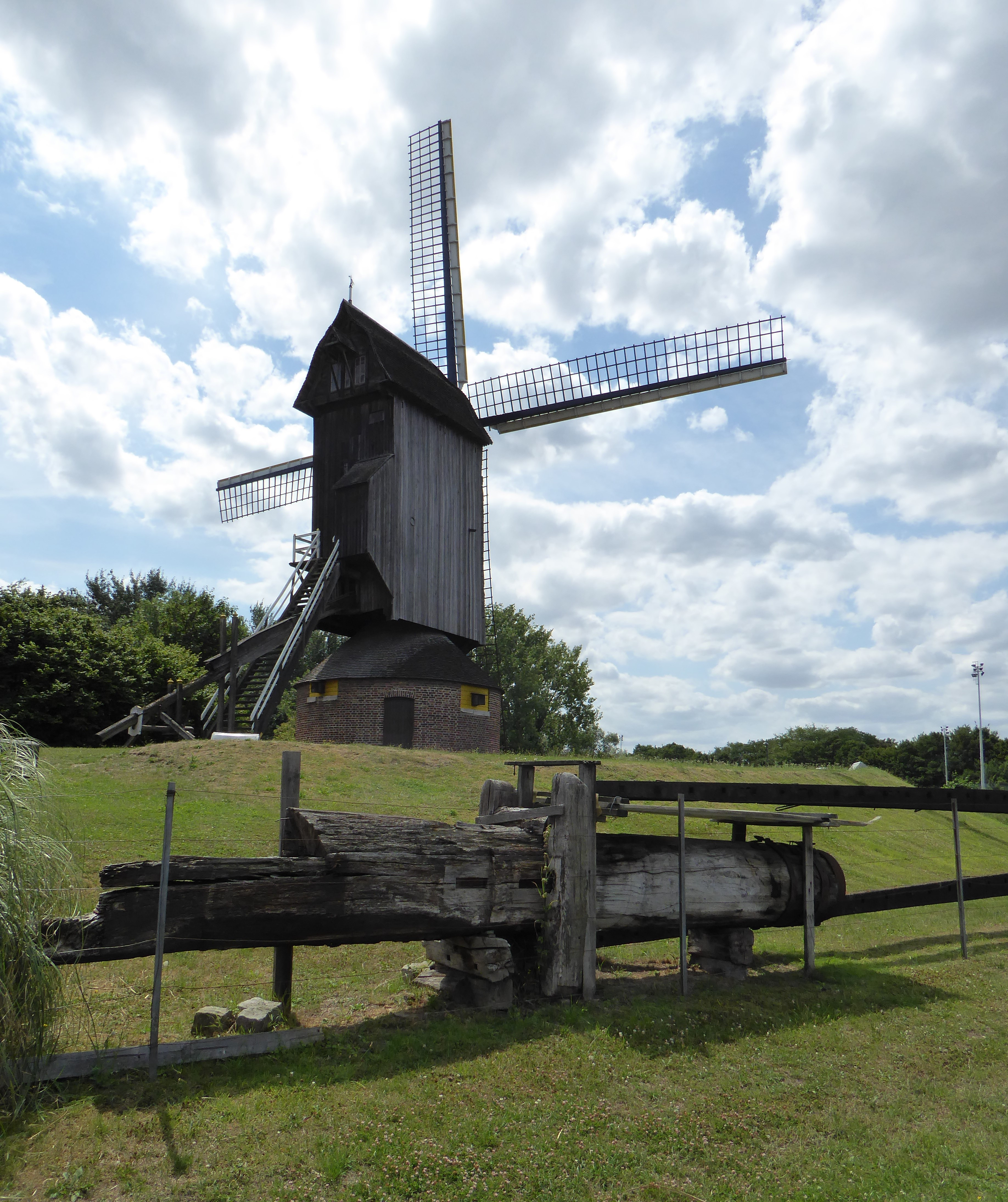
Moulin en bois sur pivot - Moulin des Olieux (Villeneuve-d'Ascq).
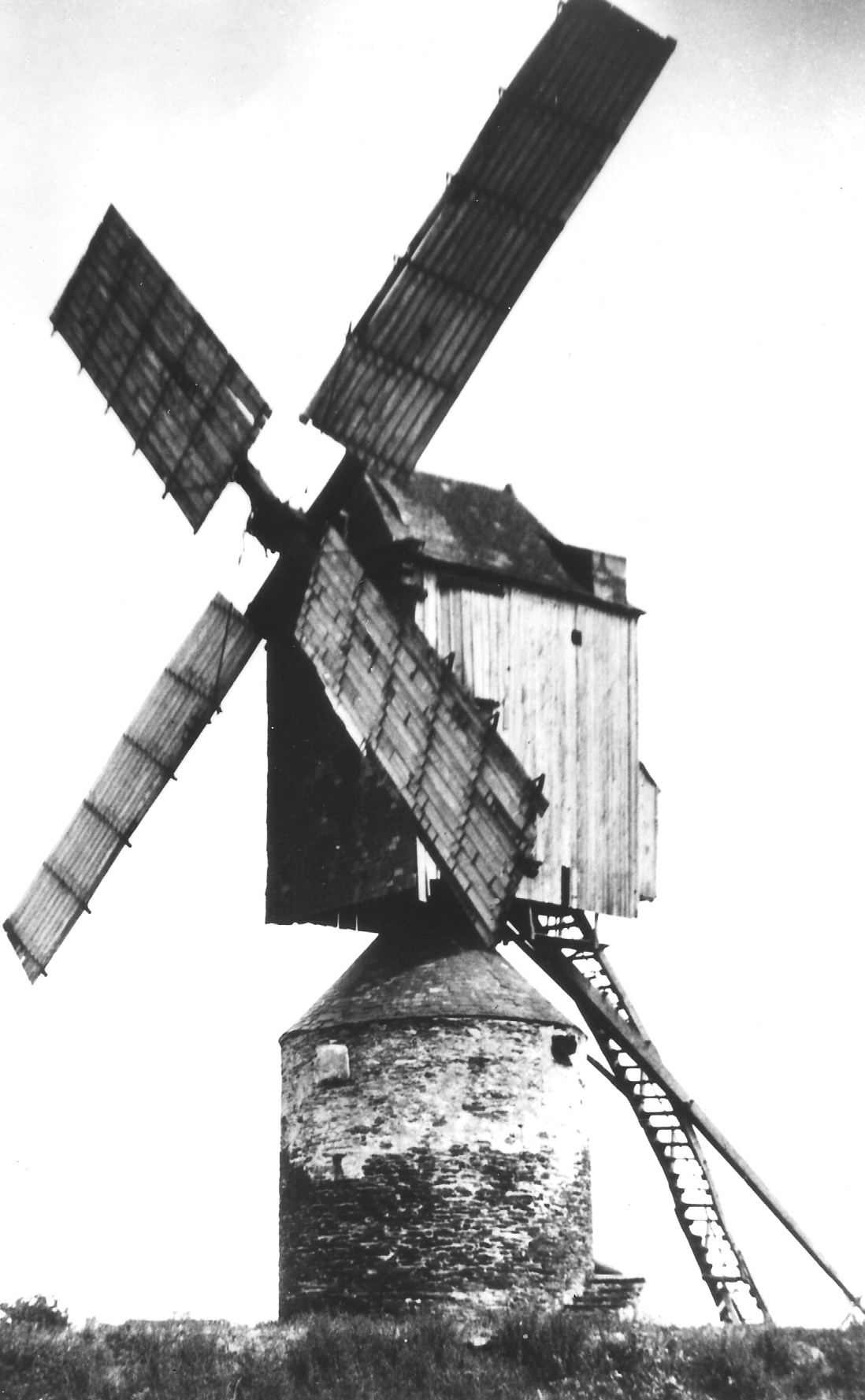
Moulin chandelier sur une tour maçonnée, La Lande, La Pouëze.
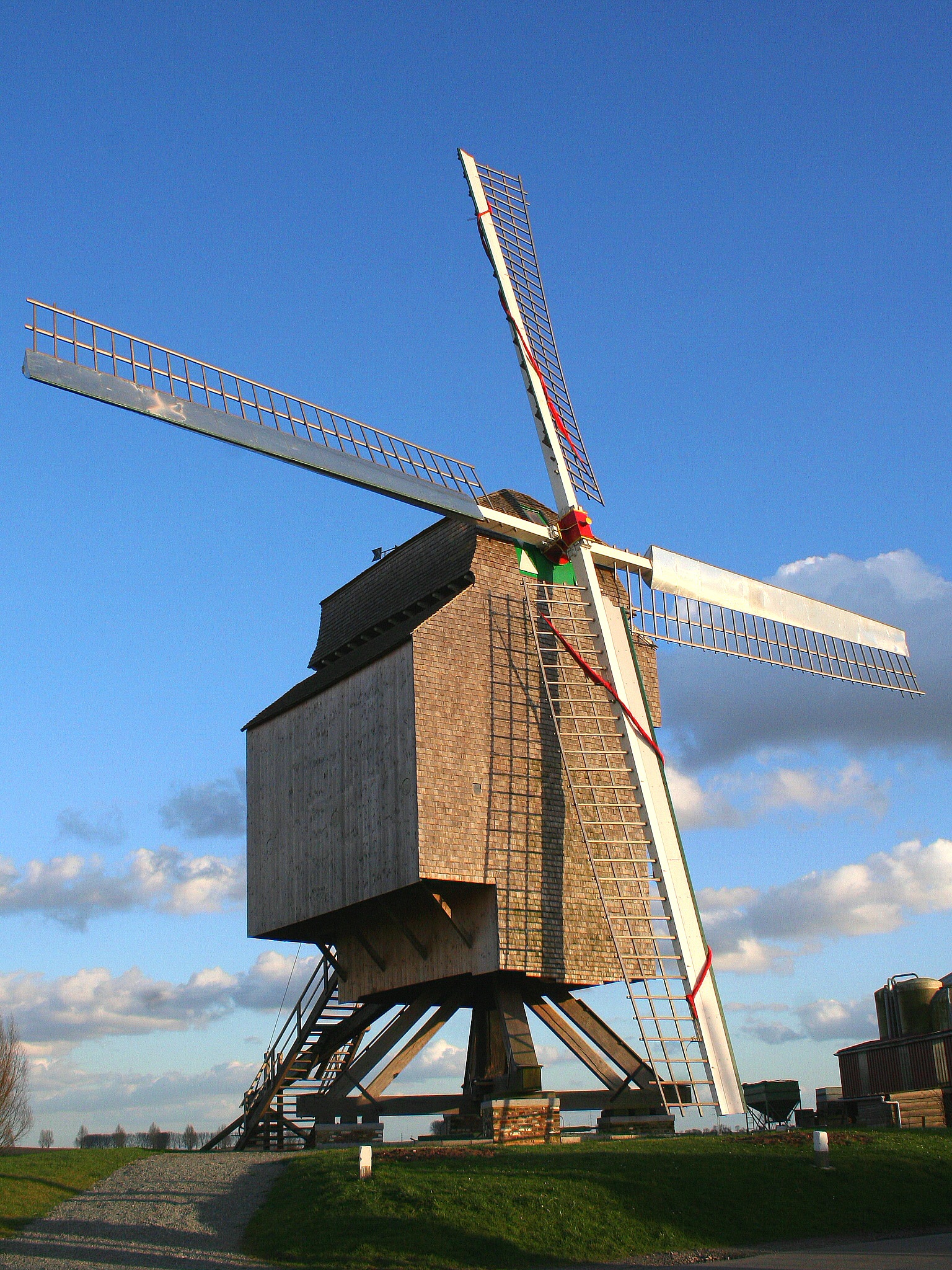
Moulin chandelier assis par terre, Moulbaix, Belgique.

##### Moulinkandelou
Le kandelou ou kandelour est une variante de moulin chandelier qu’on trouve en Bretagne (Finistère, île d’Ouessant). C’est un moulin de petites dimensions, qui se compose d’une hucherolle en bois, carrée ou cylindrique, reposant sur une base de maçonnerie également cylindrique. Nombreux vers la pointe du Van (une dizaine) et Ouessant (une quarantaine), ils furent en usage jusque dans les années 1950. Ceux qui subsistent ont été restaurés ou reconstitués.

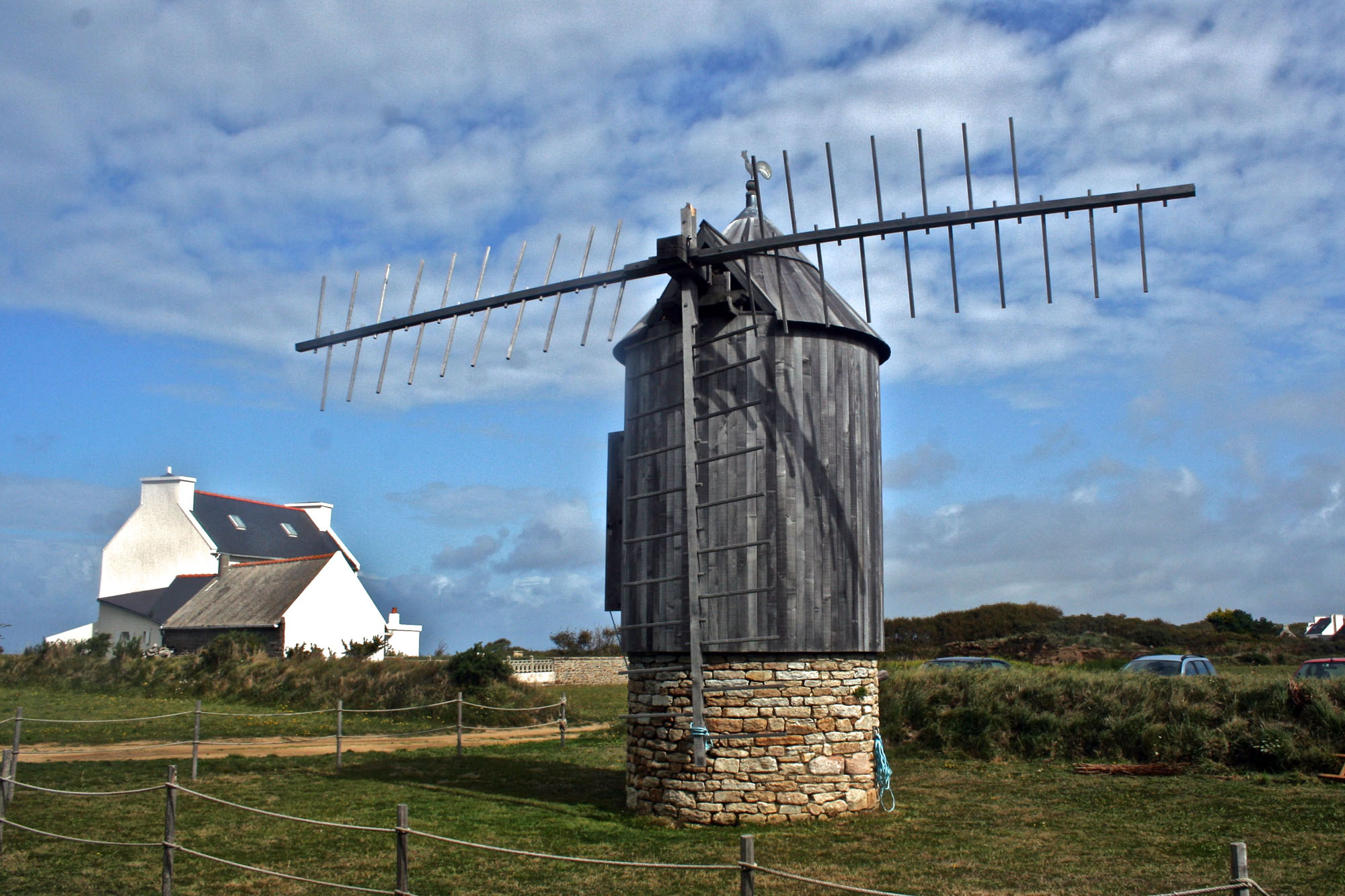
Kandelou de Trouguer (Finistère), avant restauration.
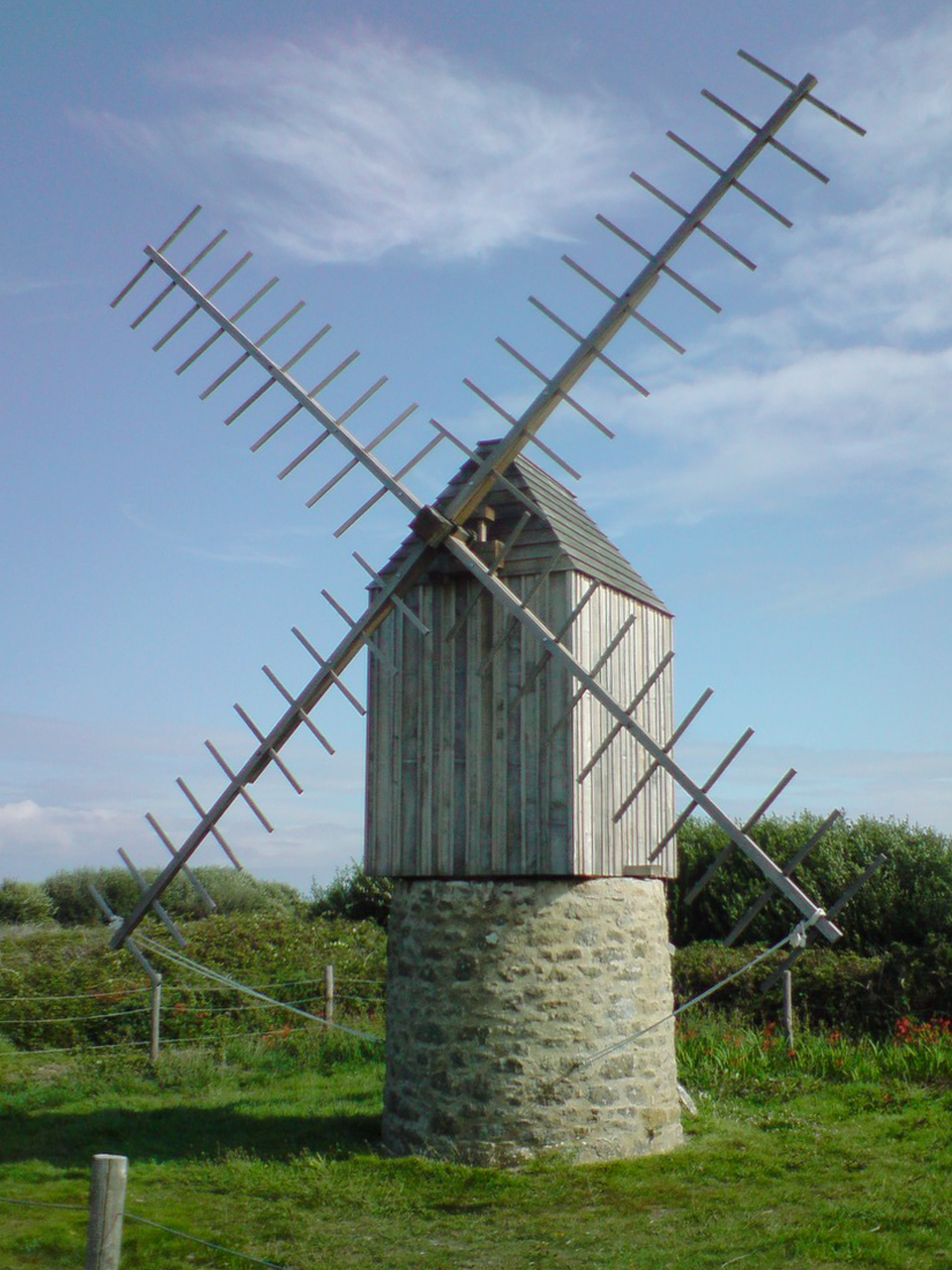
Moulin de Karaes à Ouessant.

#### Moulin cavier
Le moulin cavier, répandu en Anjou et les Pays de Loire, est intermédiaire entre les types précédents ; dans ce cas, seul tourne un corps mobile en bois supportant les ailes et le système d'engrenage, la « hucherolle ». La hucherolle repose sur un cône en maçonnerie en tuffeau, reposant lui-même sur le massereau, pièce centrale où se trouvent les meules. Cette tour est entourée d’une construction plus basse, voûtée, parfois troglodytique, semi-enterrée ou remblayée, servant de stockage, de cave, voire d’habitation pour le meunier : la masse. La partie supérieure de la masse formant terrasse circulaire, accessible par un escalier extérieur, sert à l’orientation. L’échelle qui sert d’accès à la hucherolle y est fixée et joue le rôle de timon. Selon la tradition, un âne était attelé en permanence au timon : en cherchant naturellement à se mettre à l’abri du vent, il orientait la hucherolle et les ailes face au vent.
Le moulin cavier permet de gagner de la hauteur pour prendre le vent, tout en ayant une partie mobile de moindre encombrement.

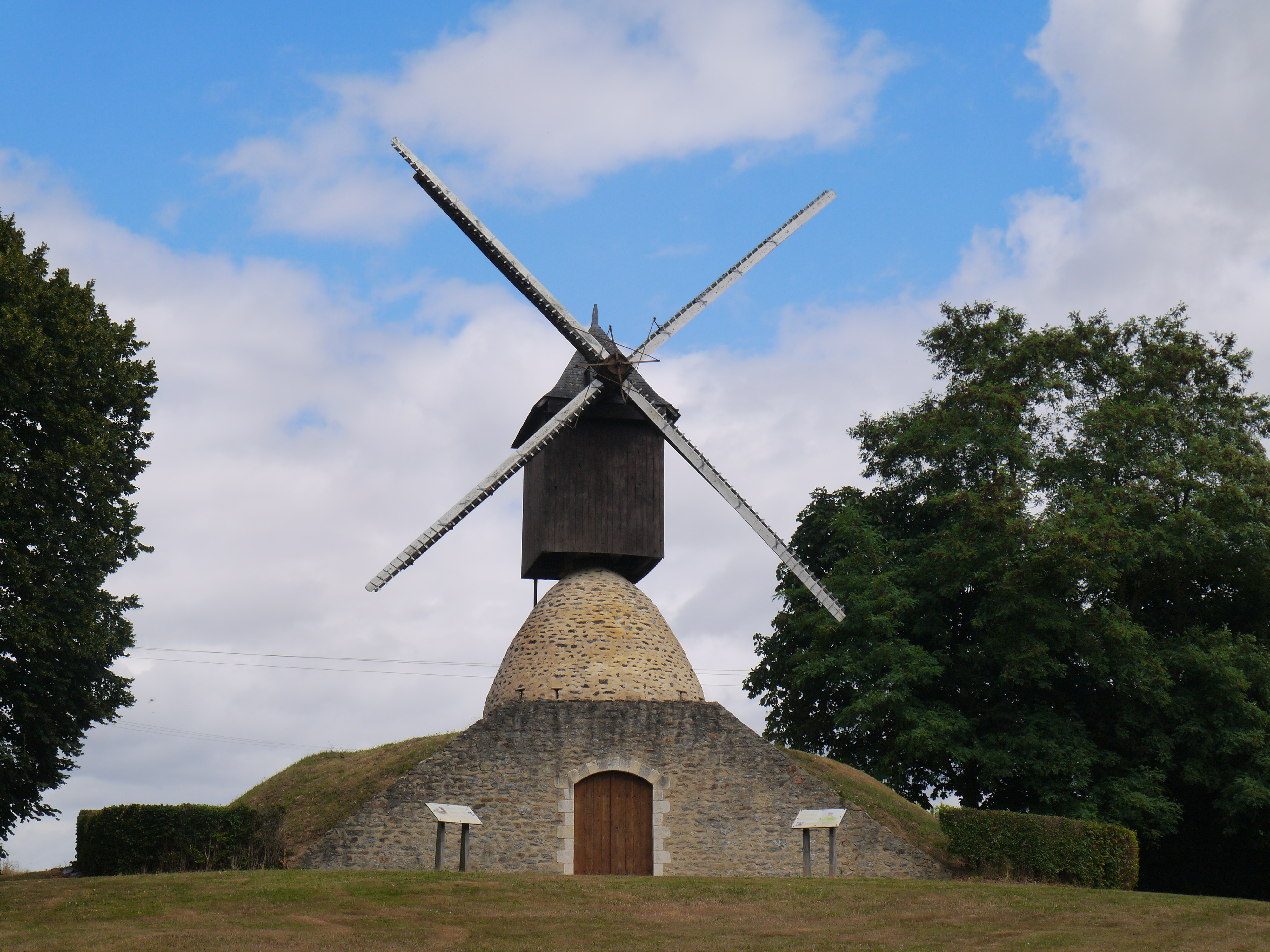
Moulin cavier La Guénaudière.

#### Moulin à jupe, à galerie

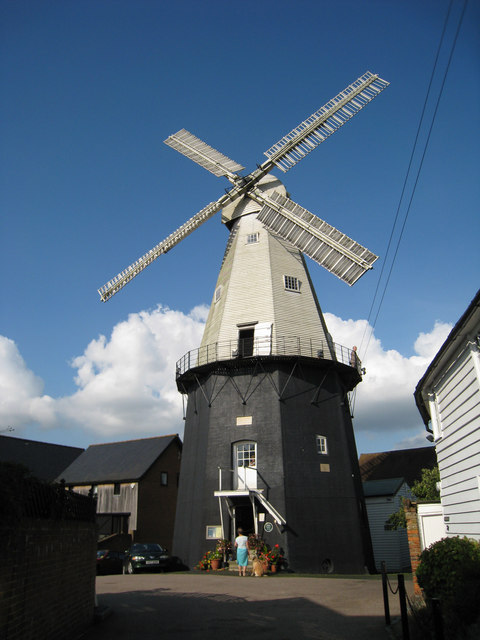
Union Mill (Cranbrook, Angleterre du Sud-Est)), plus haut moulin entièrement en bois.

Ce type de moulin, dit aussi « moulin à plateforme », « moulin à jupe (en) » ou « moulin blouse » (traduction de l’anglais smock mill, en raison de sa forme générale), « moulin hollandais » car largement utilisé aux Pays-Bas, est un moulin de type cavier, de dimensions restreintes bien qu’il puisse atteindre de grandes hauteurs pour prendre le vent. La partie basse est généralement maçonnée, la partie supérieure de la tour est en bois, de section octogonale (parfois hexagonale) ou en maçonnerie évasée vers le bas, et est souvent ceinturée d’une galerie qui permet au meunier d’orienter la calotte supportant les ailes, lorsque la hauteur ne permet pas de le faire depuis le sol. Ces moulins pouvaient être construits sur des sols peu propices à une construction traditionnelle, comme les polders. Ils sont apparus en Europe occidentale au XVIIe siècle et surtout en Angleterre, dans le Kent, où plusieurs sont encore visibles en dépit du fait que la construction en bois les rend sensibles aux intempéries. Les moulins à vent hollandais se répartissent généralement dans ce type, entre les grondzeiler, littéralement, « dont les voiles sont proches du sol », et les stellingmolen, moulins à galerie, donc plus hauts.

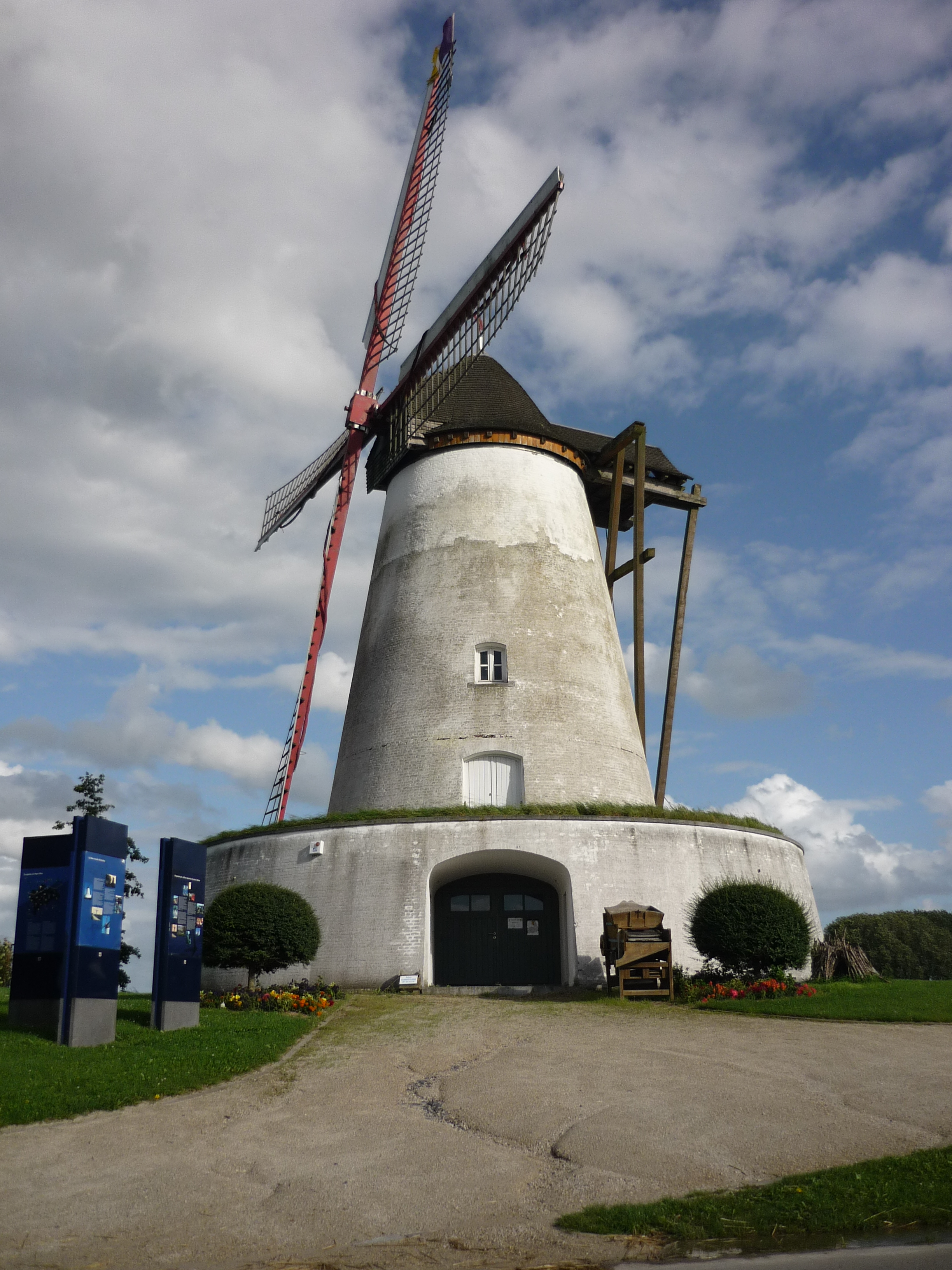
Moulin sur galerie en briques (Blanc-Moulin d'Ostiches).
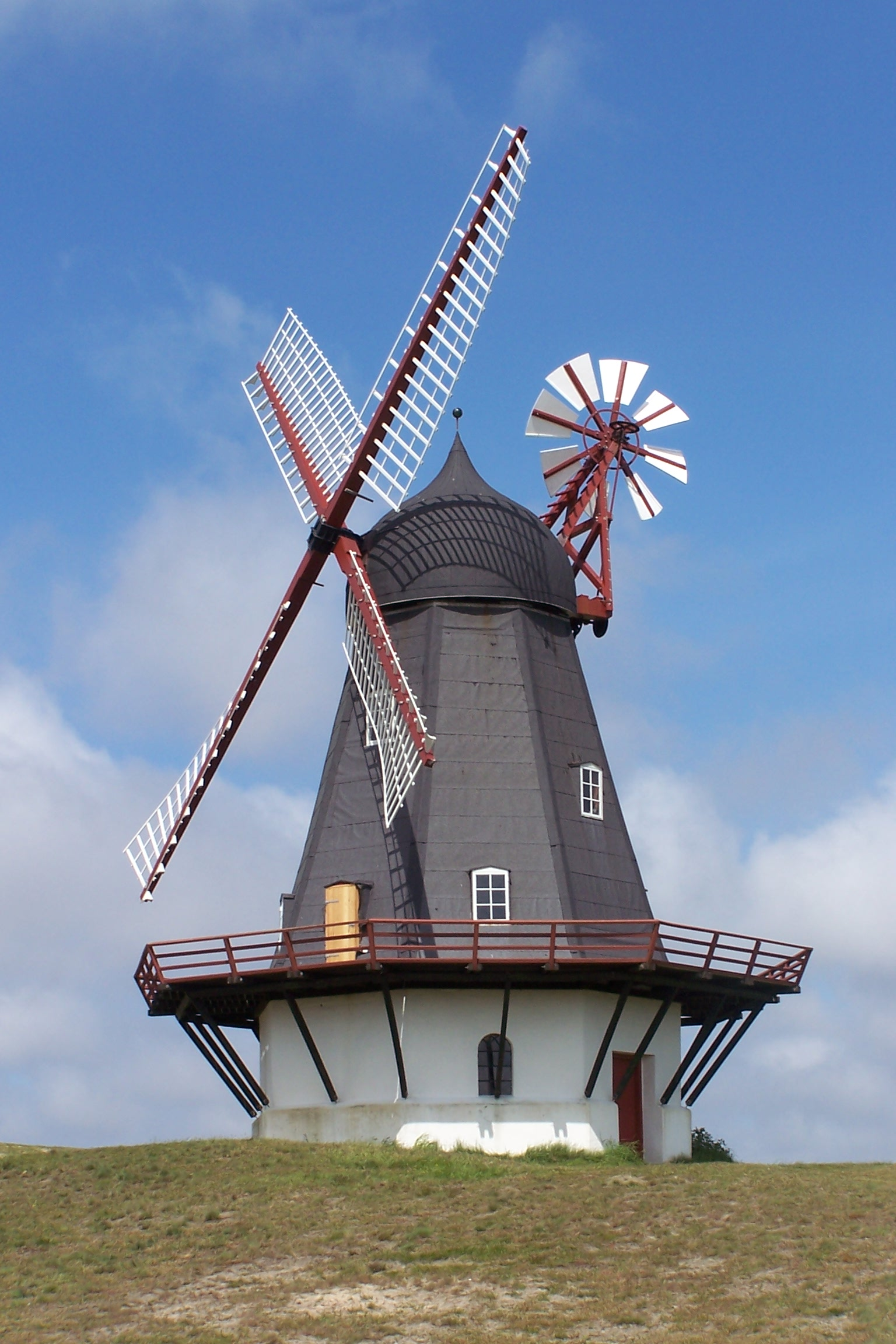
Moulin à galerie, ou moulin-blouse, île de Fanoe, Danemark, équipé d’un fantail.

#### Tjasker
Le tjasker représente la forme la plus simple du moulin à vent. Il est utilisé aux Pays-Bas, d’où il est originaire et utilisé depuis le XVIe siècle, exclusivement pour pomper l’eau. Il se compose d’un arbre incliné portant les ailes, reposant sur un pilier central, et prolongé vers le bas d’une vis d’Archimède. L’eau est élevée à une faible hauteur, mais suffisante pour permettre son évacuation. Il n’y a pas de dispositif d’orientation, le moulin est simplement orienté manuellement vers les vents dominants. Aujourd’hui remplacé par des pompes motorisées, il en subsiste encore environ vingt-cinq aux Pays-Bas, dont onze en Frise, et quelques exemplaires en Allemagne.

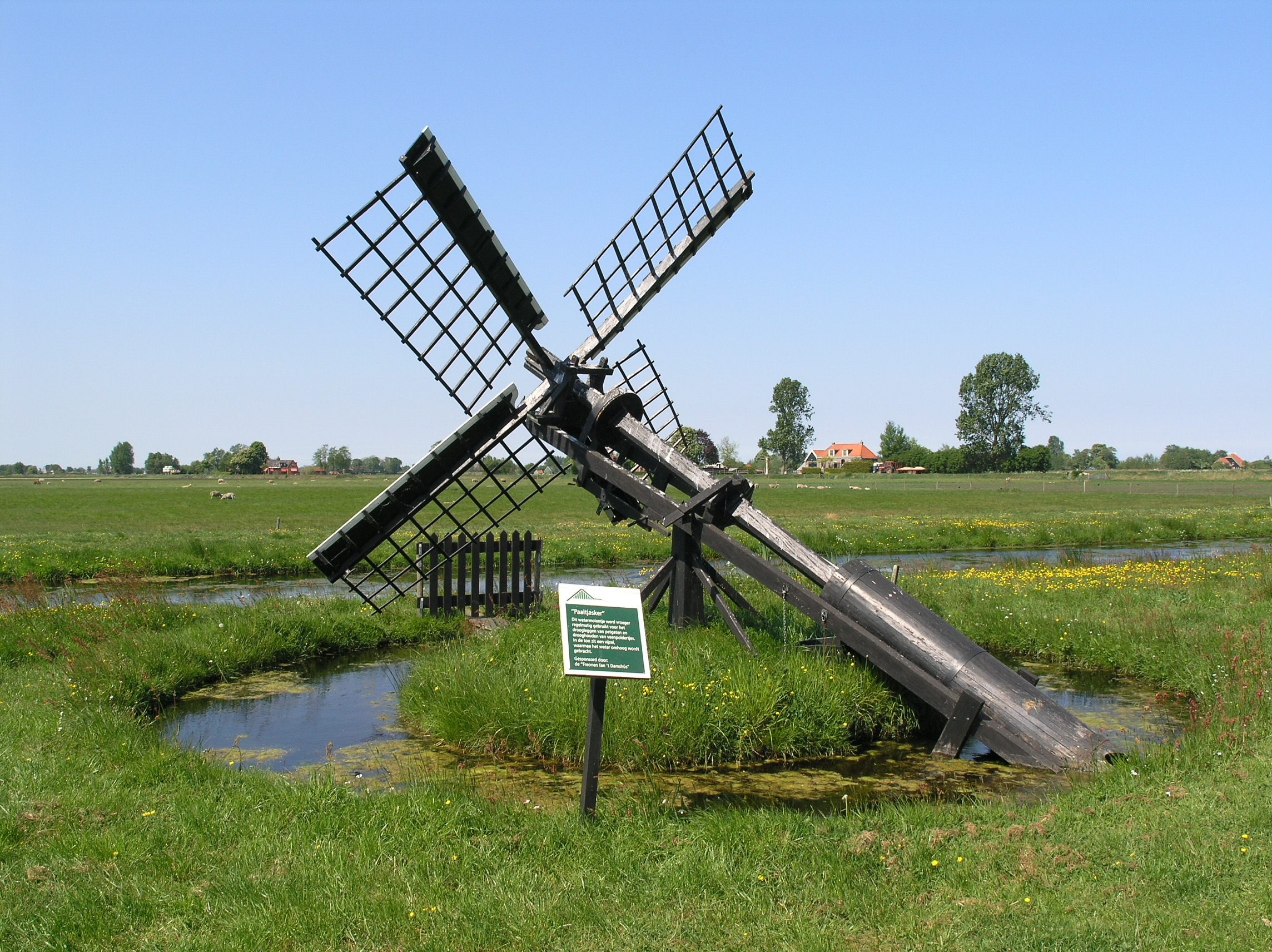
Nij Beets (Frise).
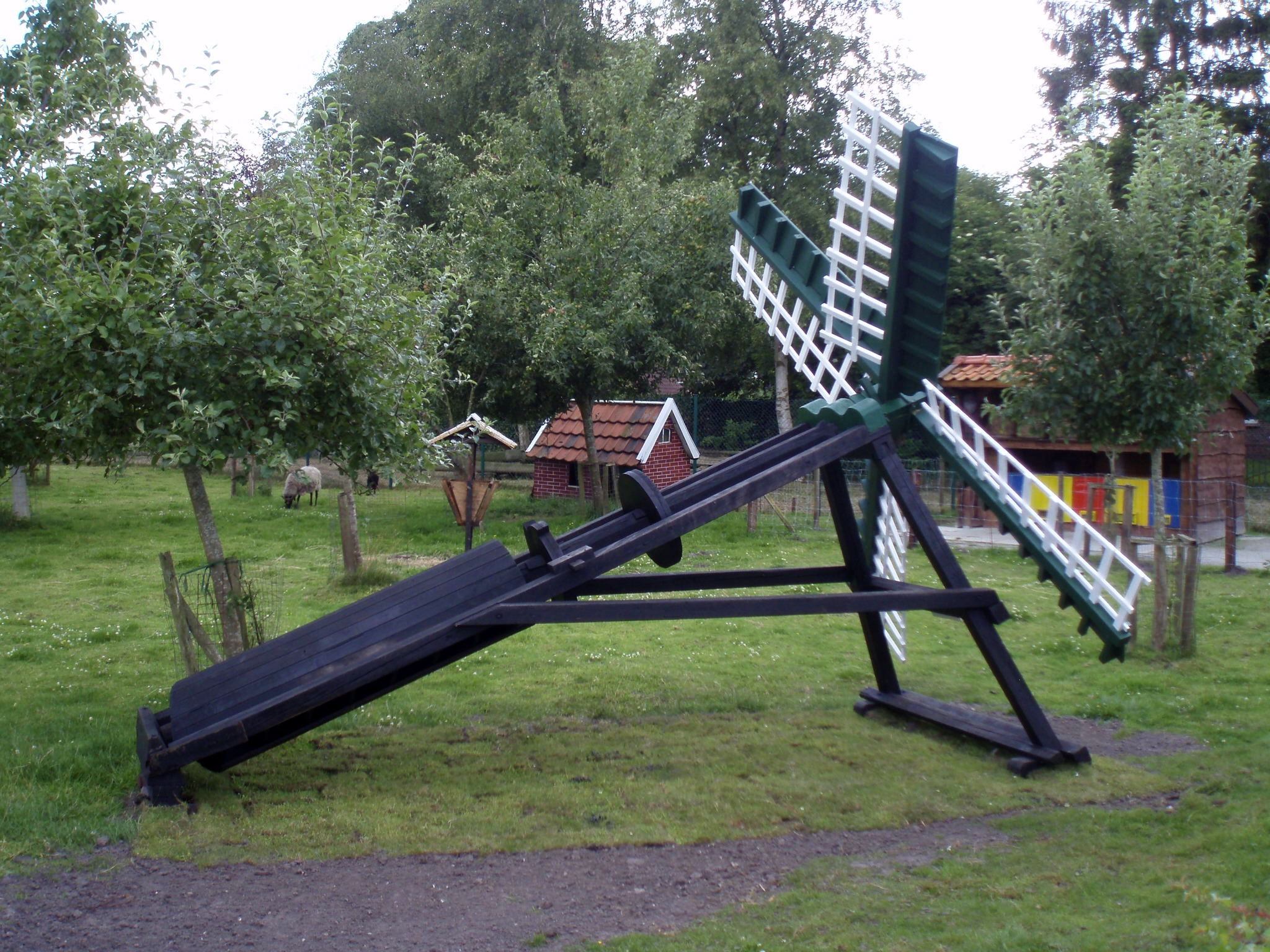
Tjasker, ou Fluttermühle, reconstitué au Münkeboe Dorfmuseum (Allemagne).

### Ailes
Traditionnellement, les ailes d’un moulin tournent à gauche (en regardant de face), c’est-à-dire dans le sens inverse des aiguilles d’une montre. Les ailes tournant à droite sont rares mais se trouvent parfois dans le cas de moulins groupés, afin d’éviter les remous. Les ailes, le plus souvent au nombre de quatre, sont généralement faites d'une armature en bois supportant une toile tendue.
Les formes et les matériaux utilisés sont très variables d'une région à l’autre. Les ailes sont composées de verges ou vergues : souvent deux verges qui se croisent, l’une devant l’autre, sur l’arbre moteur ; celle qui est la plus proche du bâtiment du moulin est la verge intérieure, l’autre étant la verge extérieure. Elles sont munies de barreaux transversaux, implantés dans les verges selon une inclinaison constante ou variable, par rapport au plan de rotation, qui donne aux ailes leur configuration hélicoïdale. Les extrémités externes des barreaux peuvent être libres, ou être reliées par des lattes ou cotrets, parfois doublés ou triplés.
Les toiles varient en forme selon les types d’ailes. Elles sont généralement rectangulaires, en lin, coton ou chanvre. Elles sont parfois tannées pour augmenter leur résistance et les rendre imputrescibles et imperméables. Le tannage est à base de cachou, ou d’écorces de chêne, d’huile de lin et d’eau, appliqué sur les deux faces au moyen d’une brosse.
Certaines ailes sont garnies de planchettes, parfois amovibles mais qui peuvent être laissées à demeure, qui offrent une prise au vent et ne demandent qu’un faible entoilage complémentaire : ces planches peuvent se trouver dans la partie centrale des ailes ou sur toute la longueur.
La conformation des ailes permet de varier l’entoilage en fonction de la force du vent. La toile est une longue bande de tissu que le meunier fait passer entre les barreaux en montant le long de l’aile. Les toiles sont au nombre de deux par aile, identiques pour les ailes symétriques, deux inégales ou une seule pour les ailes asymétriques. Le meunier choisit donc de mettre toutes les toiles, ou de n’en mettre qu’un nombre moindre, en les répartissant symétriquement sur les quatre ailes. Un moyen de réglage complémentaire consiste à resserrer plus ou moins la toile en l’attachant, de manière qu’elle offre moins de prise au vent.
Les moulins à six ailes sont rares en Europe occidentale : on cite le cas d’un meunier de Nailloux en Lauragais dont le moulin, se trouvant déventé par la construction d’une maison proche, lui installa six ailes, dispositif qui n’améliore pas le rendement, mais tend à le diminuer. Ce moulin, détruit vers 1915-1916, a été reconstruit avec ses six ailes et est devenu un emblème de la commune de Nailloux.

#### Ailes symétriques
Lorsque les barreaux sont également répartis de part et d’autre de la verge, les ailes sont symétriques. C’est le plus souvent le cas en France et en Europe du Sud. Les extrémités extérieures des barreaux peuvent être libres (« en arête de poisson ») ou reliées par des lattes ou cotrets.

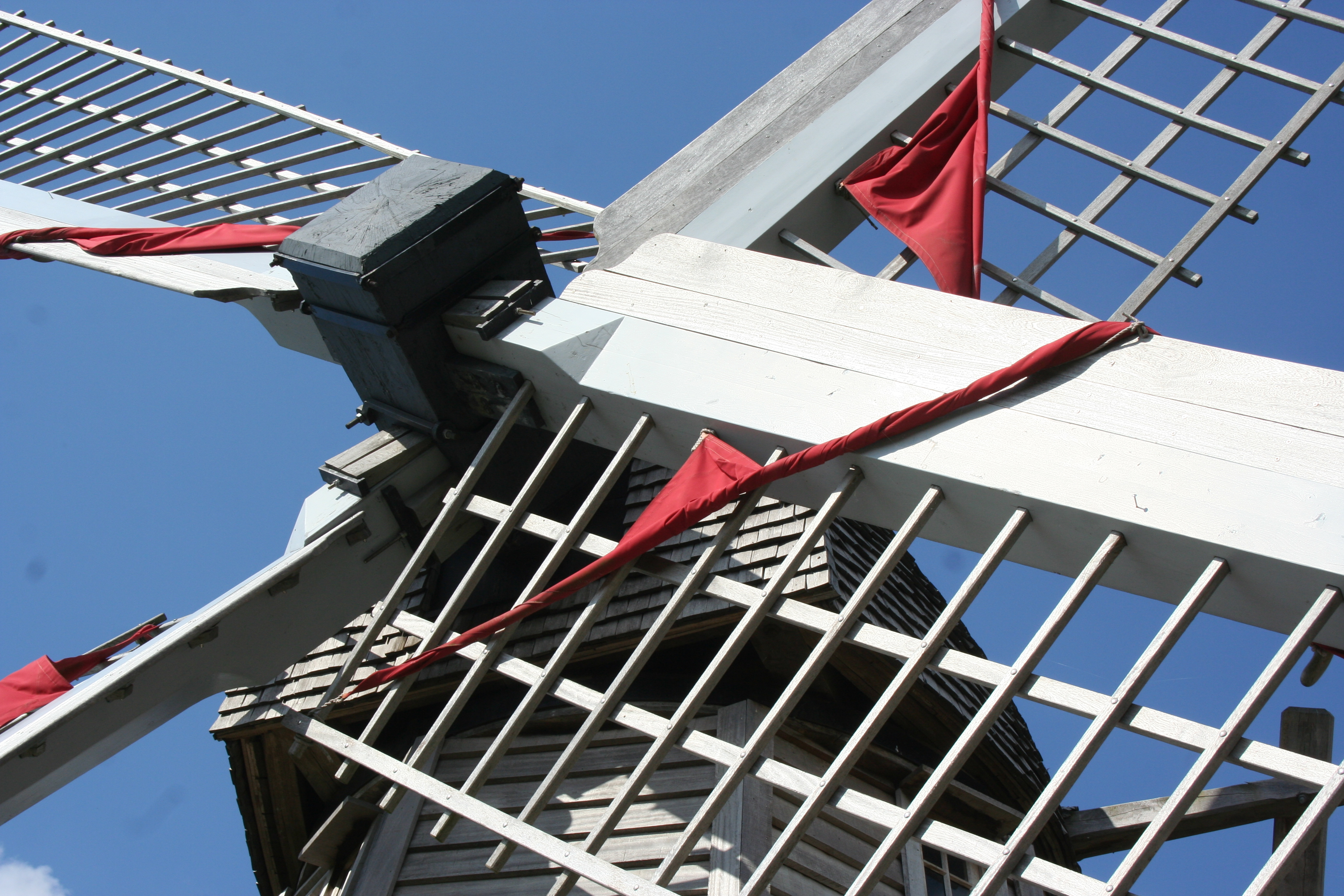
Ailes flamandes.

#### Ailes asymétriques: les ailes flamandes
Les ailes asymétriques portent les barreaux du côté gauche de l’aile. Dans l’Europe du Nord, les ailes sont plus souvent asymétriques (« ailes flamandes »). Dans le cas des ailes flamandes, le bord d’attaque métallique offre une portance au vent suffisante pour faire tourner l’aile à basse vitesse sans entoilage (on dit alors qu’il tourne « jambes nues »).

#### Moulins méditerranéens
Dans les pays méditerranéens (Grèce, Espagne, mais aussi Portugal) les ailes sont composées de verges de bois, au nombre de huit à douze, sans barreaux ni lattes, haubanées entre elles, entre lesquelles sont tendues des « voiles » triangulaires. Les toiles sont enroulées sur les quatre (au minimum) vergues extérieures, et leurs extrémités attachées aux vergues intérieures.

#### Ailes à voilures réglables
La nécessité de régler la voilure avec les ailes à l’arrêt a toujours été un inconvénient majeur. En 1772, le charpentier de moulins écossais Andrew Meikle (1719-1811) invente les ailes à jalousie (spring sails), qui permettent une régulation de la surface alaire en fonction de la vitesse du vent. Des volets de bois montés sur ressorts s’ouvrent plus ou moins selon la force du vent. Le meunier doit néanmoins arrêter le moulin pour régler la tension des ressorts. Ce système étant complexe, les ailes à jalousie sont souvent combinées avec des ailes traditionnelles, deux à deux. Les ailes à jalousie se répandent principalement au Danemark vers 1880.
L’aile à enrouleur (roller reefing sail) fut inventée en 1789 par Stephen Hooper. Sur le principe de l’aile à jalousie, ce sont des petits secteurs de toile qui sont enroulés et déroulés au moyen d’un système de leviers sans avoir à arrêter les ailes.
En 1813, William Cubitt invente un nouveau type (patent sail) qui combine les avantages des précédents. La manœuvre de volets s’effectue sans arrêter les ailes.
Une conséquence de l’adoption d’ailes à voilures réglables depuis l’intérieur du moulin, sans avoir à grimper sur les ailes, sont la possibilité de construire des bâtiments plus hauts pouvant se libérer des obstacles de l’environnement (arbres ou bâtiments).

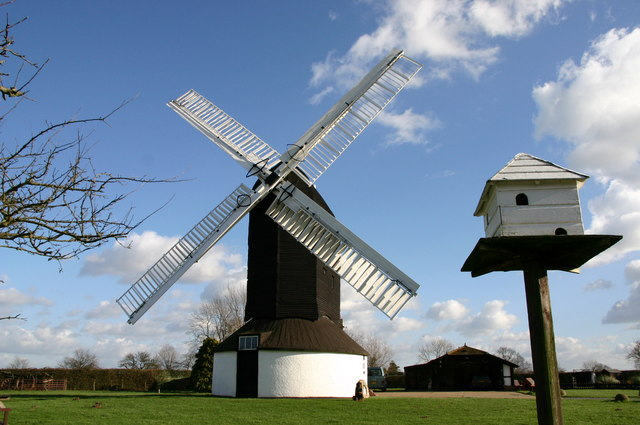
Moulin d’Outwood (Surrey), ailes à jalousie.
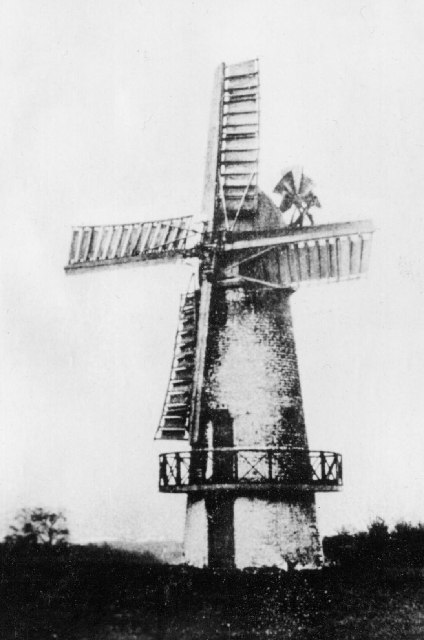
Moulin de Haig (Lancashire), ailes à enrouleurs, vers 1900.
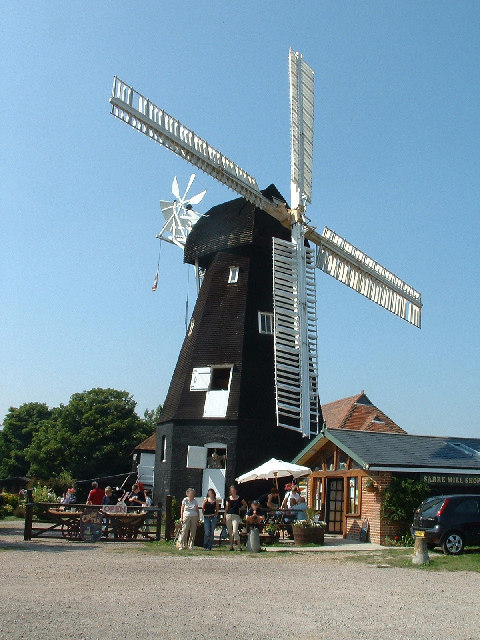
Moulin de Sarre (Kent), ailes patent sails.

#### Ailes Berton

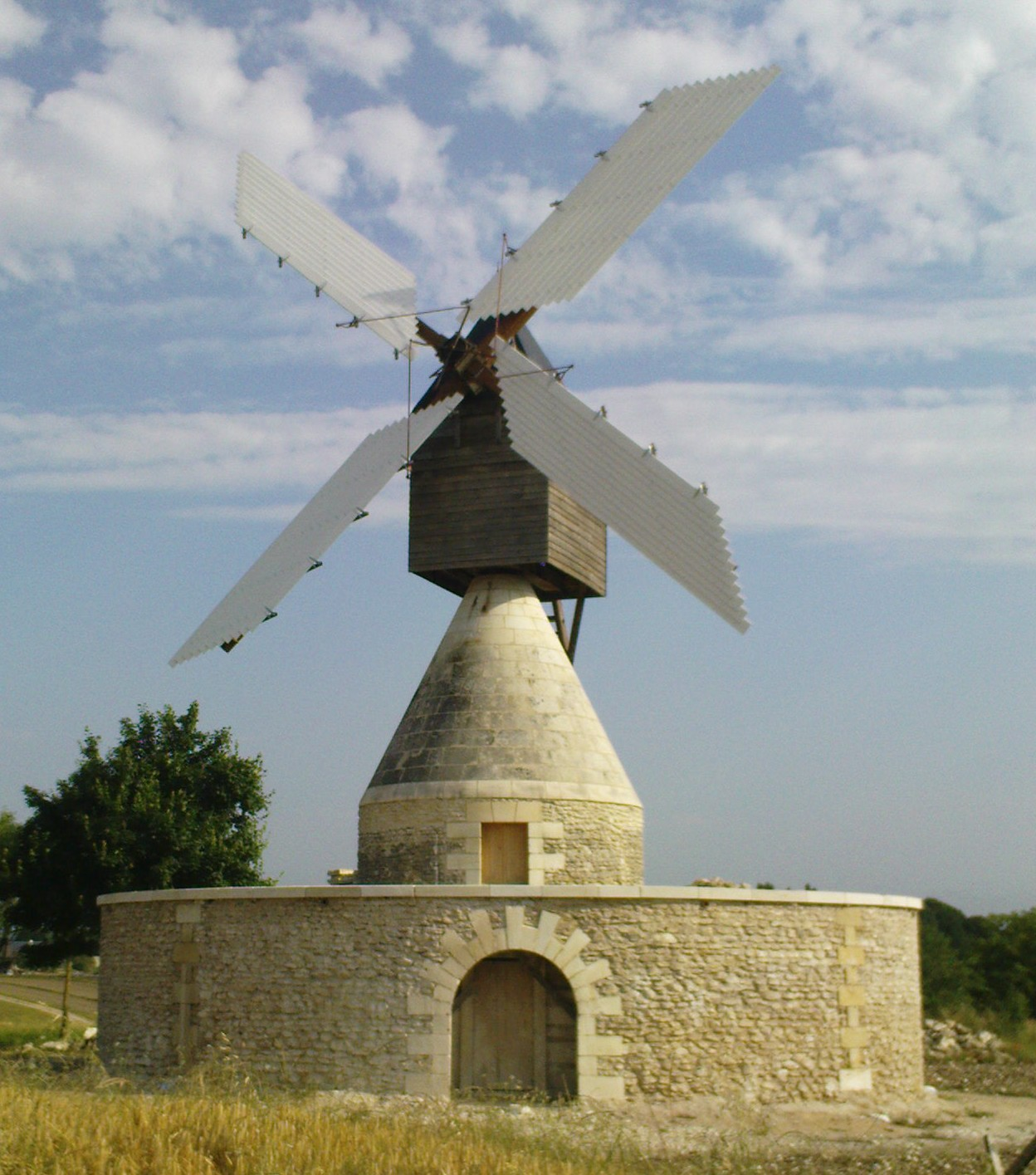
Ailes Berton déployées, moulin des Aigremonts à Bléré.

Dans les années 1840 apparaît l’aile Berton. Pierre Théophile Berton (Barbonne (Marne), 1803-Angers, 1861), ancien charron originaire de la Somme, est appelé à travailler sur les moulins à vent. Son fils, Pierre Théophile Berton fils (Barbonne, 1827-Angers, 1894), le seconde dans ses travaux. Constatant le faible rendement des moulins, dû à la contrainte permanente et dangereuse du réglage des voilures, il met au point un système d’aile à portance réglable. Il dépose le brevet en 1841 et s’installe en Anjou en 1852.
L’aile Berton se compose de planches de bois qui se superposent et coulissent latéralement pour offrir une surface variable au vent. Elles sont actionnées de l’intérieur par un mécanisme central, dispensant le meunier d’effectuer le difficile réglage des toiles en fonction du vent, qui l’oblige à grimper le long des ailes, avec les risques d’accidents qui en découlent. Ce système ingénieux ne fonctionne que lorsque le moulin tourne car il utilise la rotation de l’arbre, transmise aux manivelles qui actionnent le système Berton. Le premier modèle des ailes Berton, dit « à crémaillère », sera remplacé par le modèle définitif.
Une conséquence de l’utilisation des ailes Berton fut que l’on pouvait désormais augmenter la hauteur du moulin, pour faciliter sa prise de vent. Certains moulins, notamment en Bretagne, nommés « petits-pieds », parce que la tour reposait en encorbellement sur un soubassement de moindre diamètre, reçurent un corps plus large et plus haut sur la partie supérieure et devinrent des « grosses-têtes ».
Les ailes Berton se répandent à partir de l’Anjou, du Centre de la France, puis du Nord de la France et la Belgique, dans les années 1880, à une époque où la suprématie des moulins à vent commence à décliner face à la concurrence des minoteries industrielles. Il n’y a pratiquement pas d’ailes Berton dans le Sud de la France, hormis le cas cité par C. Rivals et A. Armengaud, d’un moulin à plâtre constitué d’une tourelle en bois élevée sur le bâtiment d’une usine.

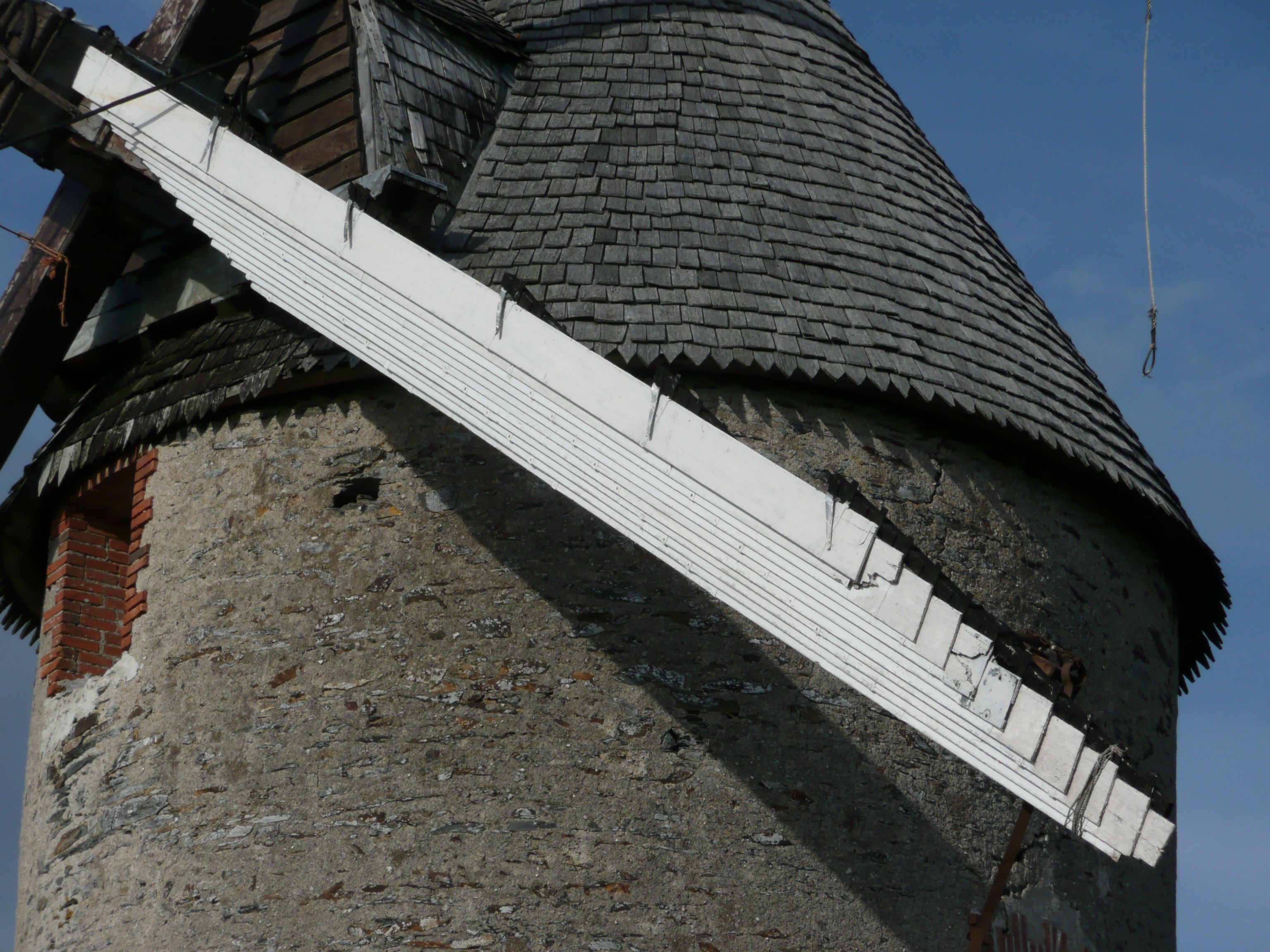
Aile Berton repliée (Moulin neuf, Angrie).
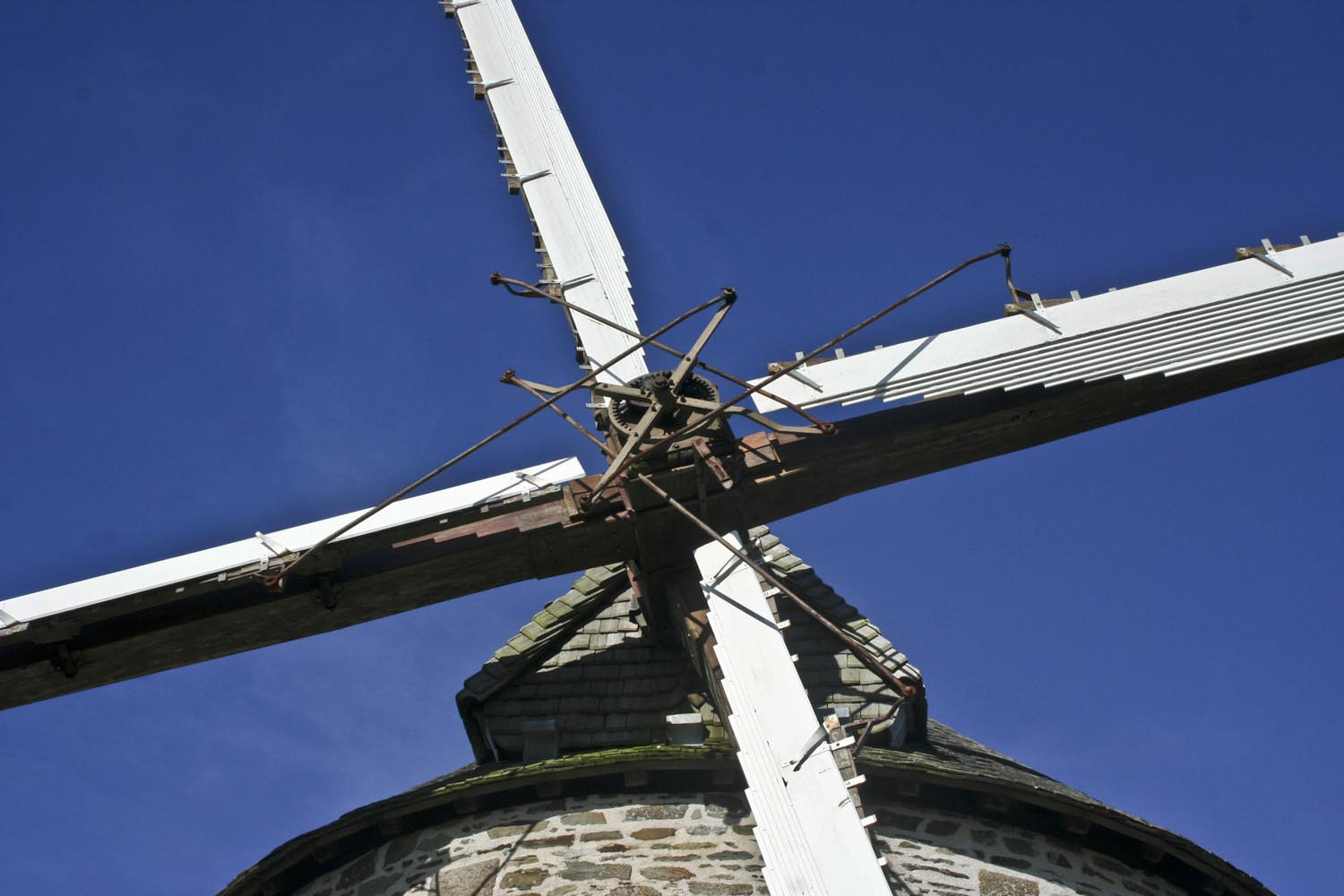
Mécanisme extérieur des ailes Berton (moulin de Moidrey, France).
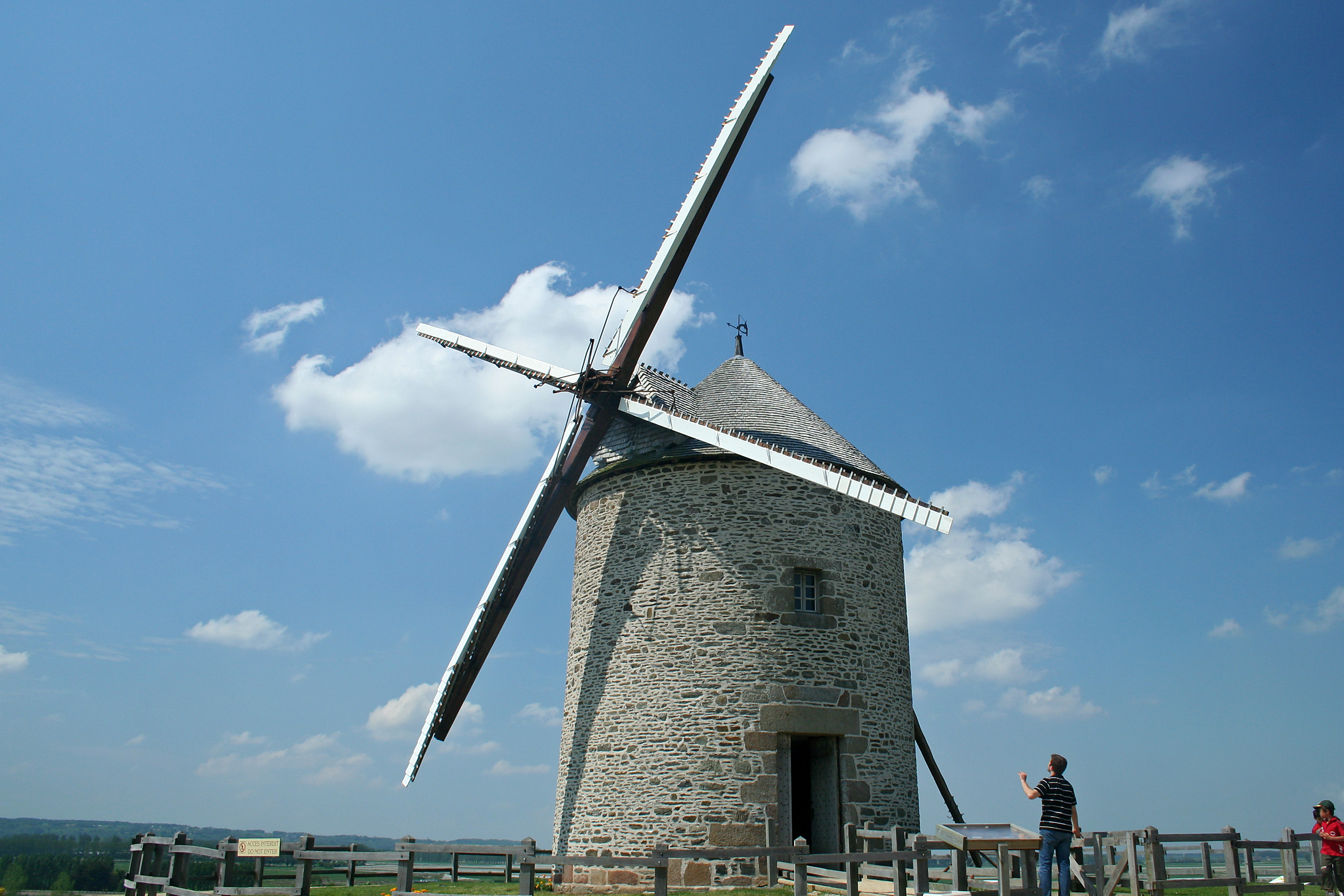
Ailes Berton repliées (moulin de Moidrey, France).
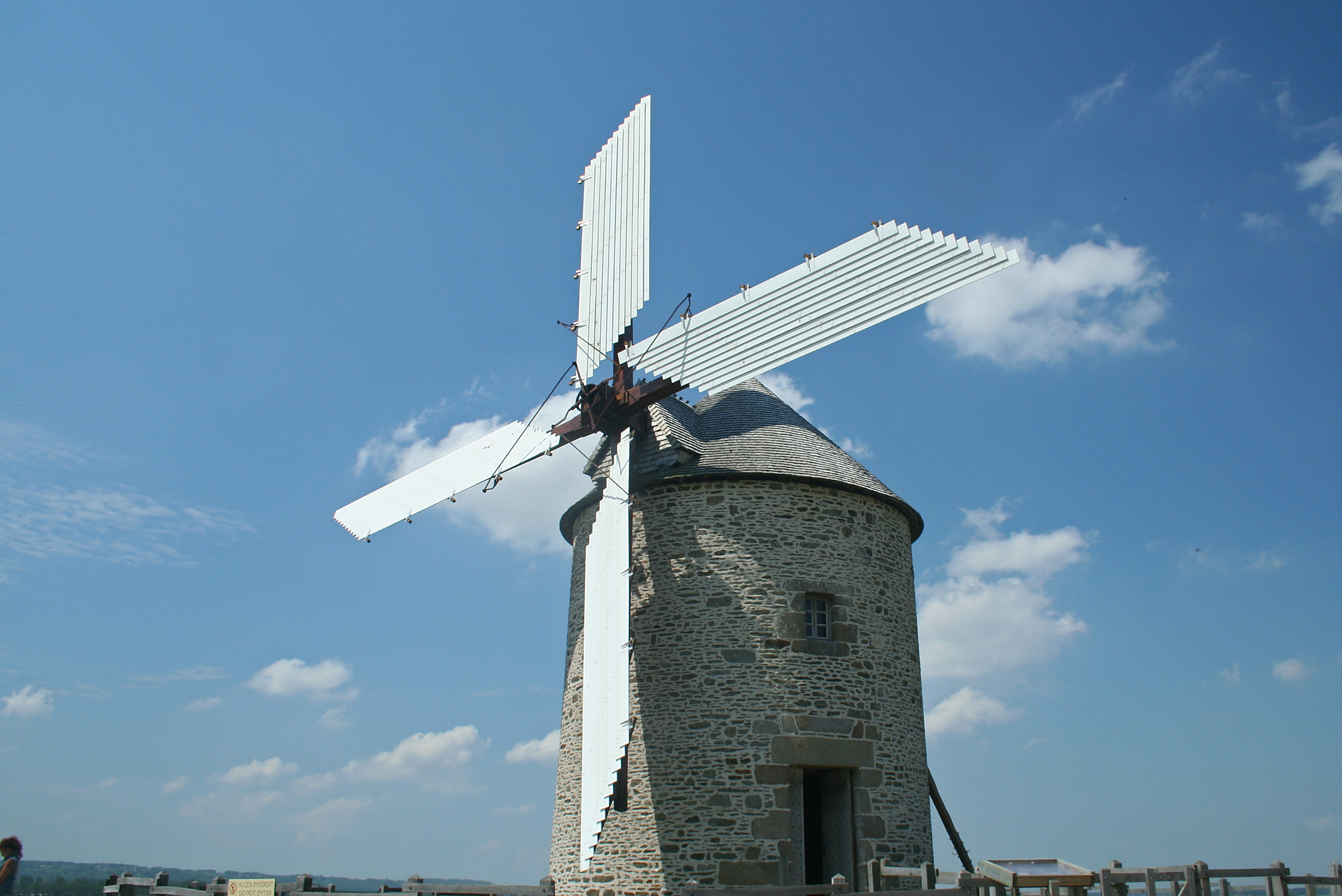
Ailes Berton déployées (moulin de Moidrey, France).
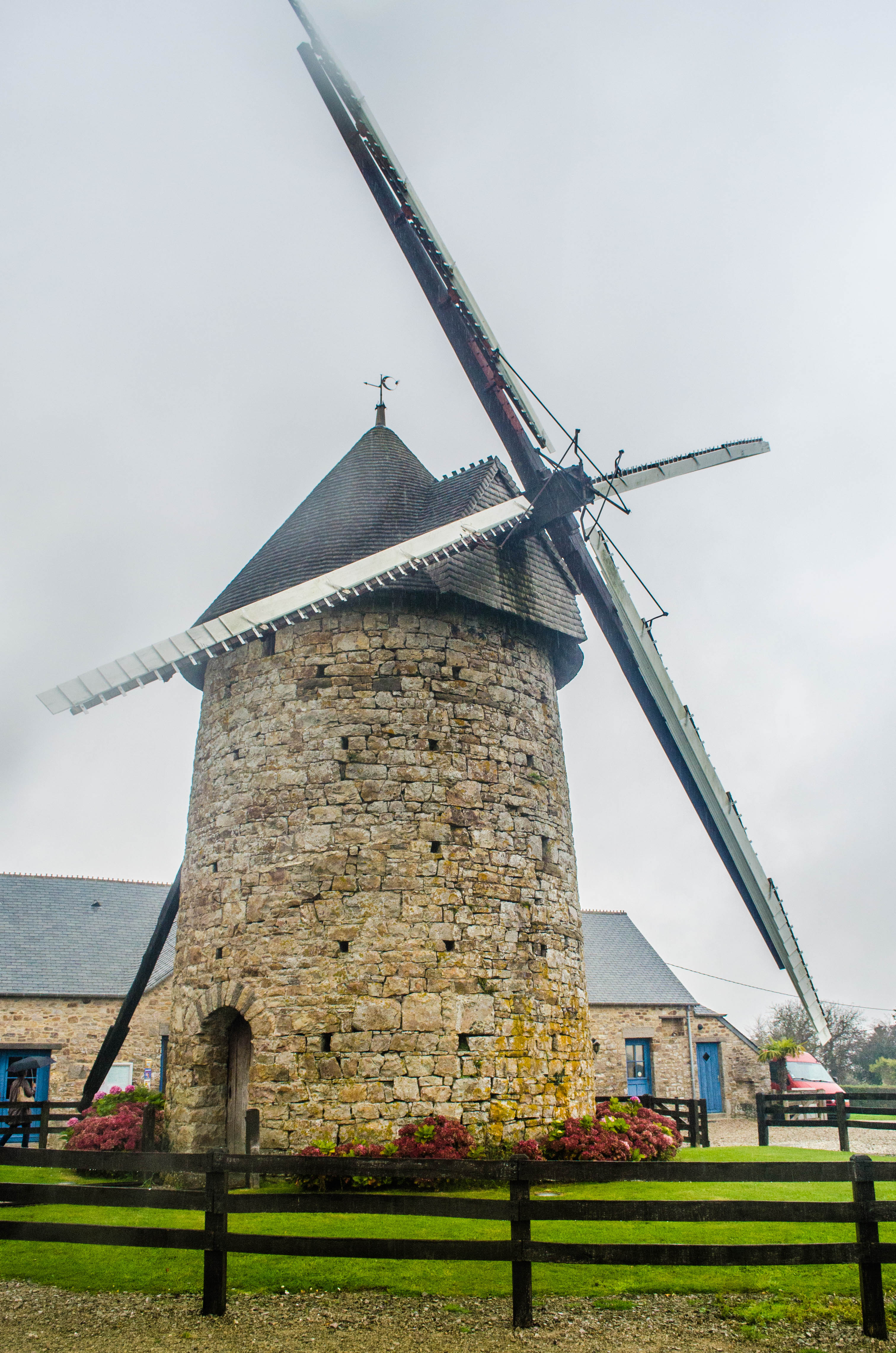
Moulin du Cotentin, Fierville-les-Mines.

#### Les ultimes perfectionnements
Au début du XXe siècle on voit de nombreux ingénieurs, dont certains travaillent dans l’industrie aéronautique, apporter des perfectionnements aux ailes de moulins encore nombreux en activité dans les pays du Nord, particulièrement les Pays-Bas (dont des ailes de type asymétrique). Différents systèmes peuvent se trouver combinés.
Le système Dekker (parfois appelé « quart » ou « demi Dekker »), inventé en 1927 par l’ingénieur néerlandais A. J. Dekker, de Leyde, est une feuille métallique, d’aluminium ou de zinc, qui enveloppe la partie droite de l’aile, à la manière d’une aile d’avion : l’aérodynamique dispense de tendre les toiles et peut même permettre de s’en passer totalement. Le système Dekker a été repris et amélioré par d’autres ingénieurs : Chris Van Bussel arrondit davantage le profil Dekker et ses ailes sont plus légères et moins coûteuses.
Ten Have imagine une aile garnie d’un bord d’attaque Van Bussel mais en plus, d’obturateurs mobiles longitudinaux (dans le genre des ailes Berton). Les ailes Ten Have sont souvent combinées deux à deux avec des ailes standards.
Le système Fok inventé par P. L. Fauël (1891-1993) est inspiré par le foc des voiliers. C’est en 1935, au cours d’une sortie en bateau, par vent très faible, qu’il en eut l’idée. Expérience faite sur le moulin d’un de ses amis, des focs de bateau fixés aux ailes à l’exclusion de toute autre toile, par vent très faible, mirent les ailes en mouvement. Fauël ne put reprendre ses études sur le système qu’après la Seconde Guerre mondiale. Le brevet fut déposé en 1944. Le bord d’attaque est composé de planches formant un arrondi, à la manière des ailes d’avion. Il peut fonctionner avec des vents de très faible intensité. En revanche, pour compenser les vents forts, il est muni d’aérofreins actionnés par force centrifuge.
Le système Bilau, mis au point par l’ingénieur aéronautique allemand Kurt Bilau (1872-1941), se répandit en Allemagne au XXe siècle. Il s’agit d’un bord d’attaque métallique qui se double d’un aérofrein, les deux formant voilure. L’aérofrein est ouvert automatiquement par la force centrifuge et peut aussi être manœuvré par le meunier. Un système similaire a été inventé par Van Riet de Goes (Zélande).

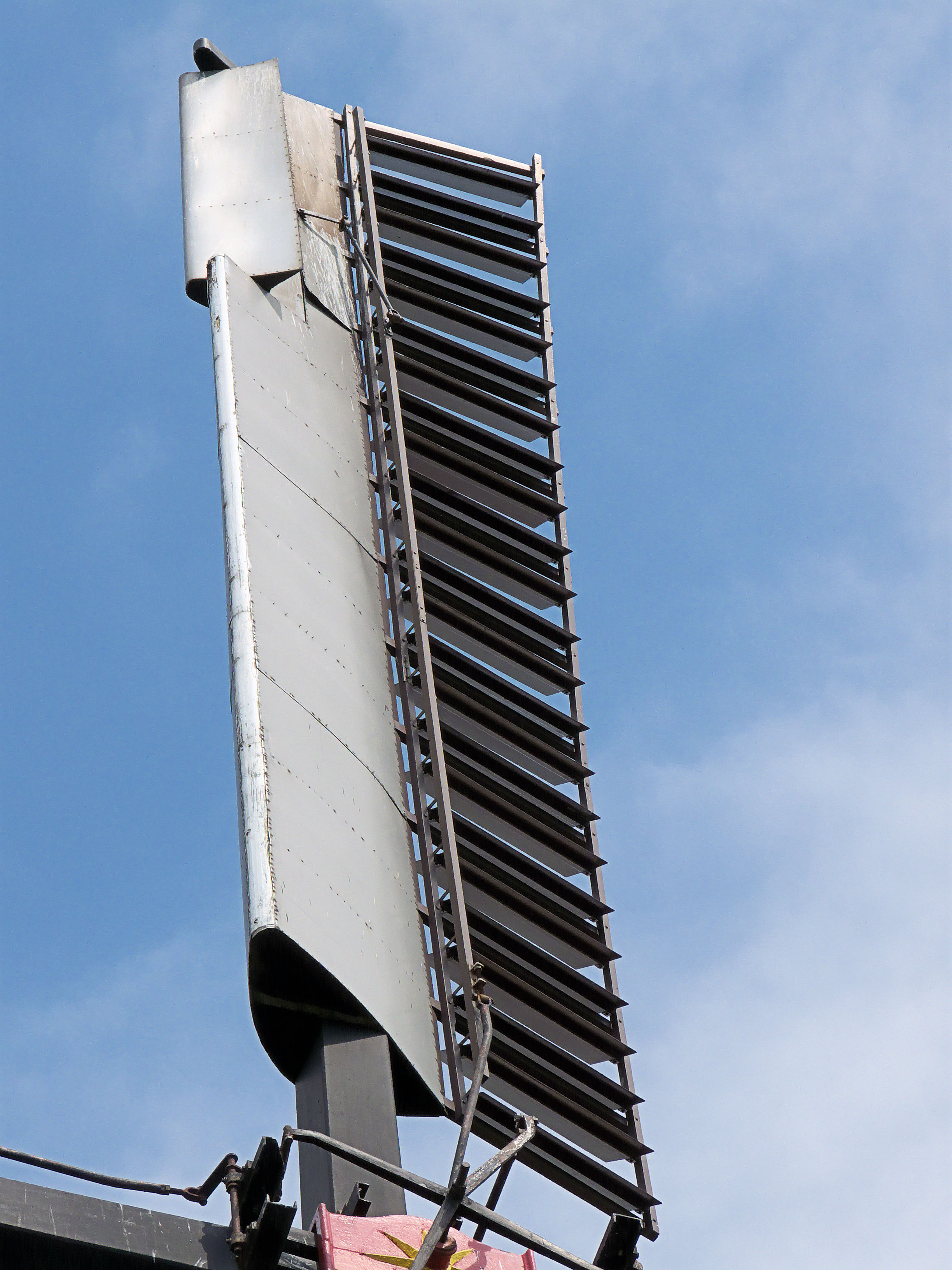
Aile profil Dekker avec aérofrein et système patent, moulin De Traanroeier, Oudeschild, Pays-Bas.
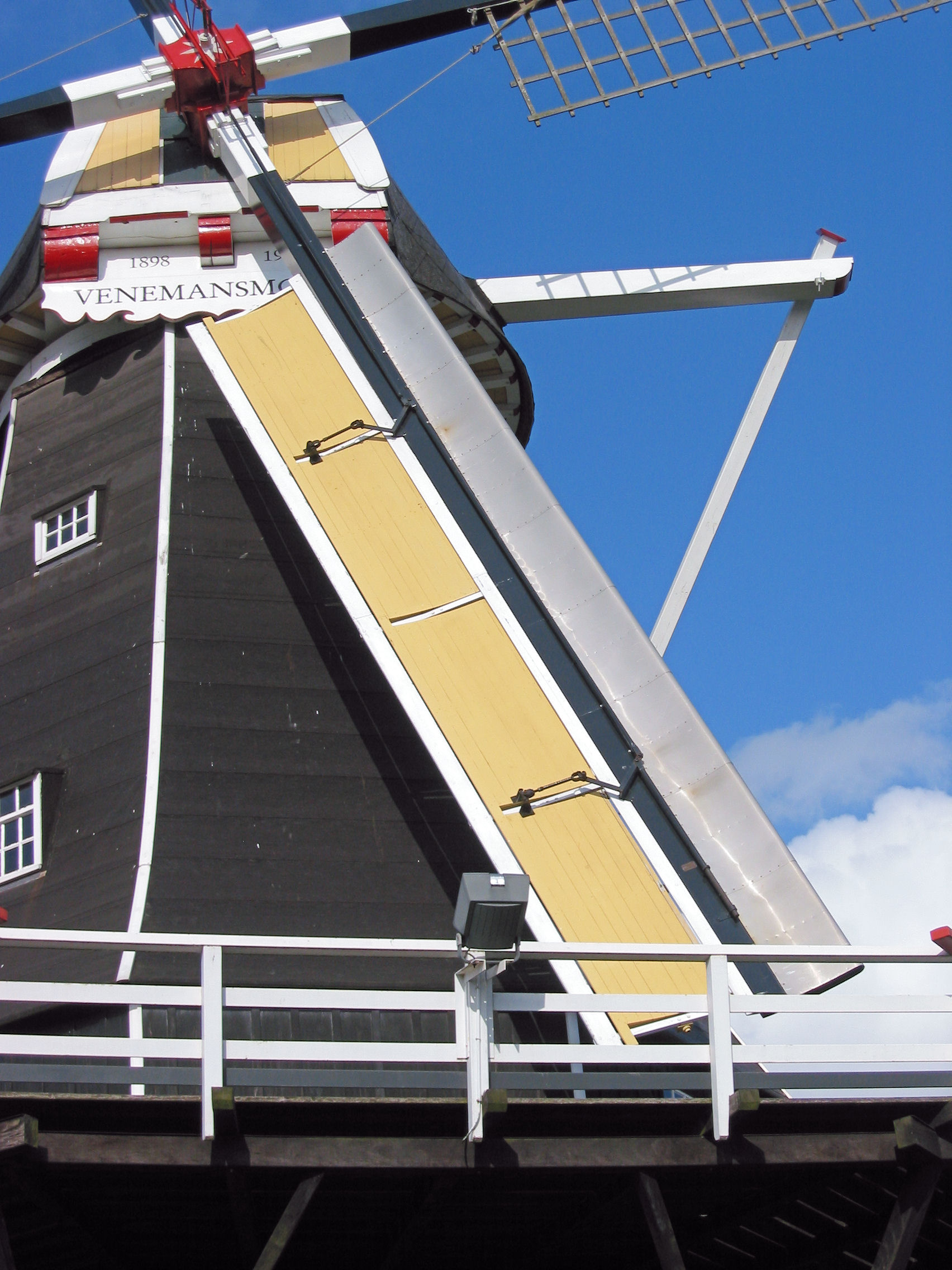
Aile mixte avec bord d’attaque Van Bussel (à droite) et système Ter Have (à gauche), Winterswijk, Pays-Bas.
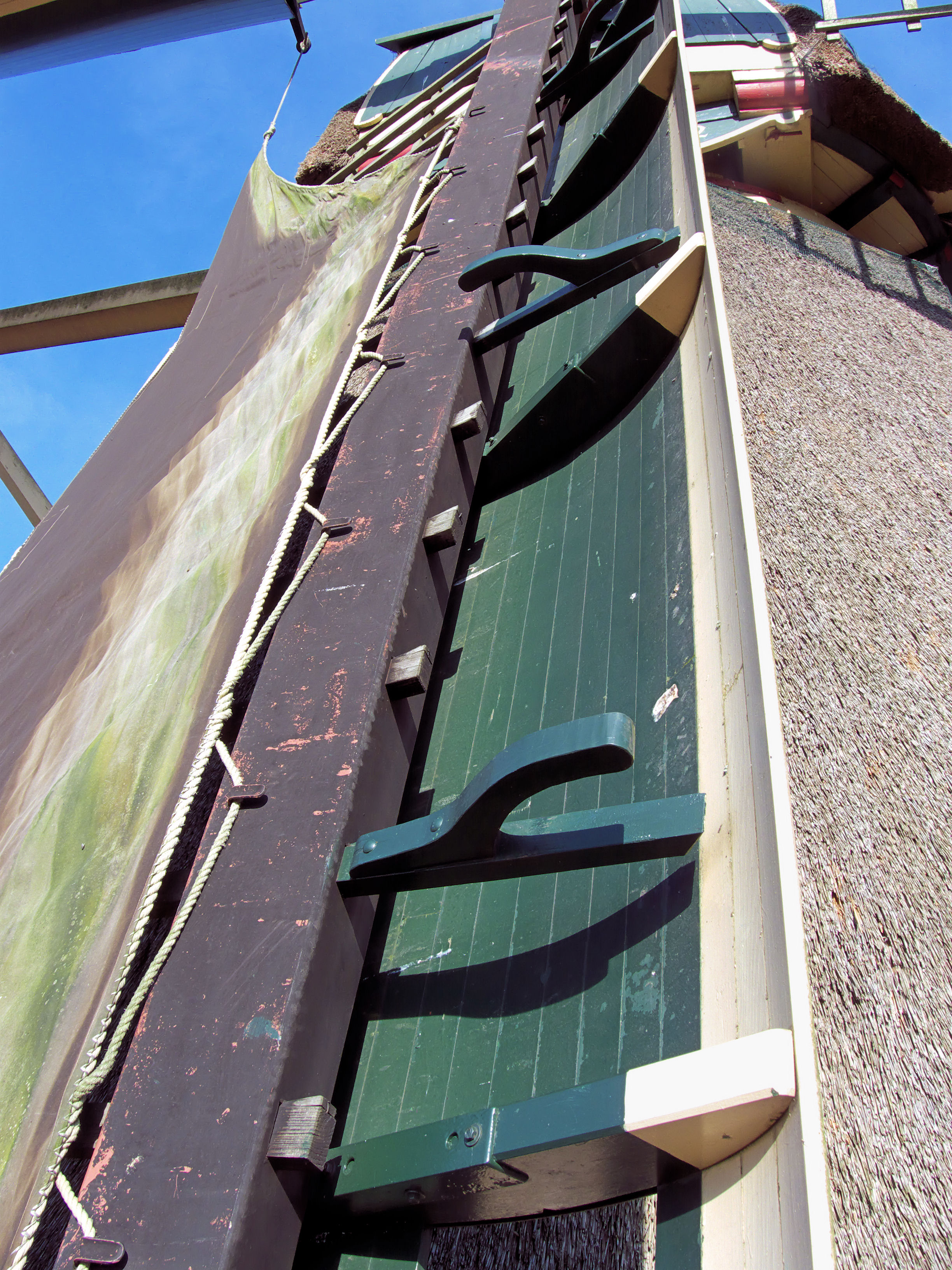
Système Fok et toile, Admiraal, Pays-Bas.
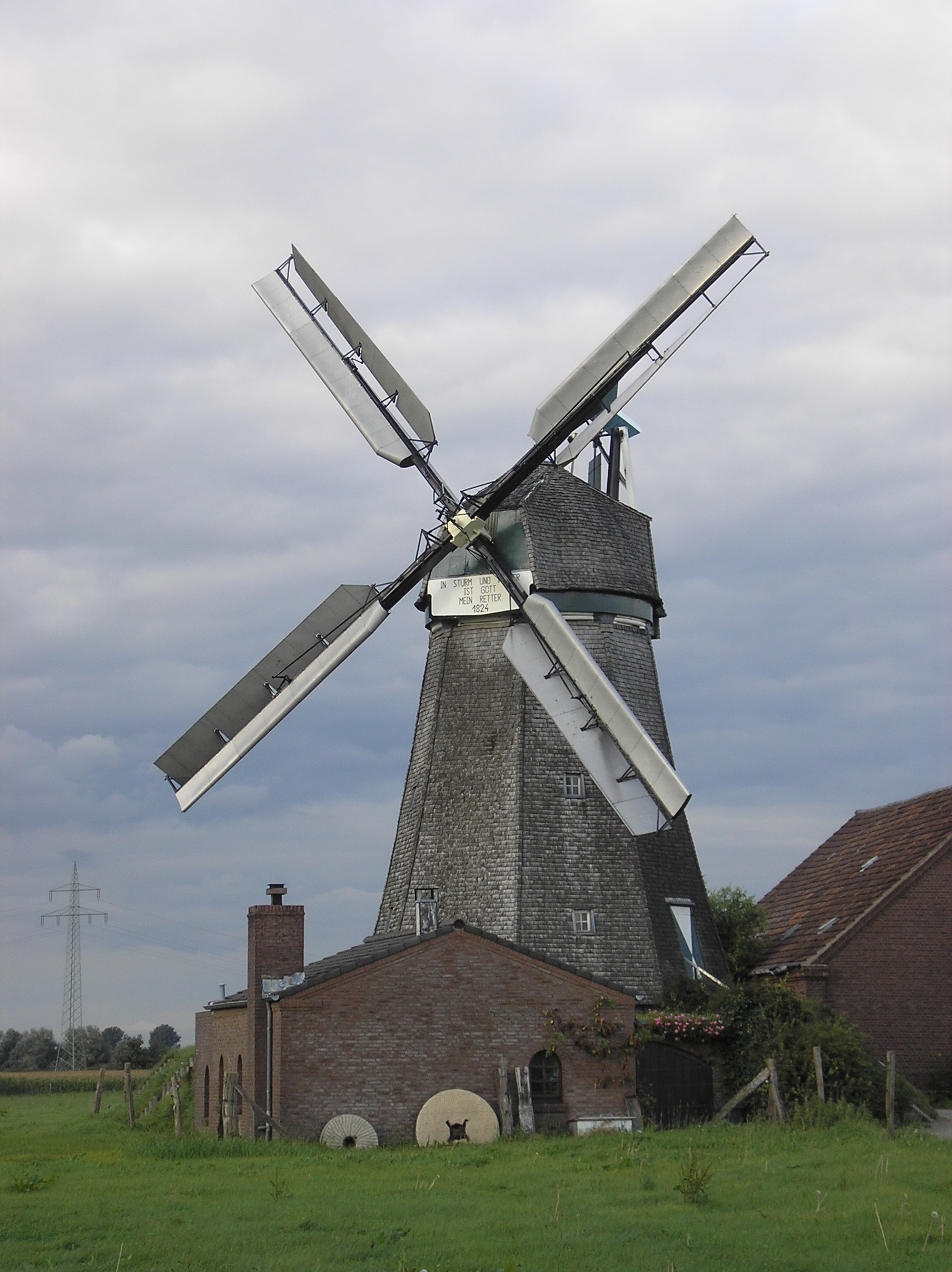
Ailes à système Bilau, Donsbrüggen, Clèves (Allemagne).

#### Langage des ailes de moulins
Les moulins, nécessairement situés en hauteur, étaient aussi des postes d’observation et, grâce aux positions qu’on pouvait donner aux ailes, des moyens de communication, avec leurs messages codés.

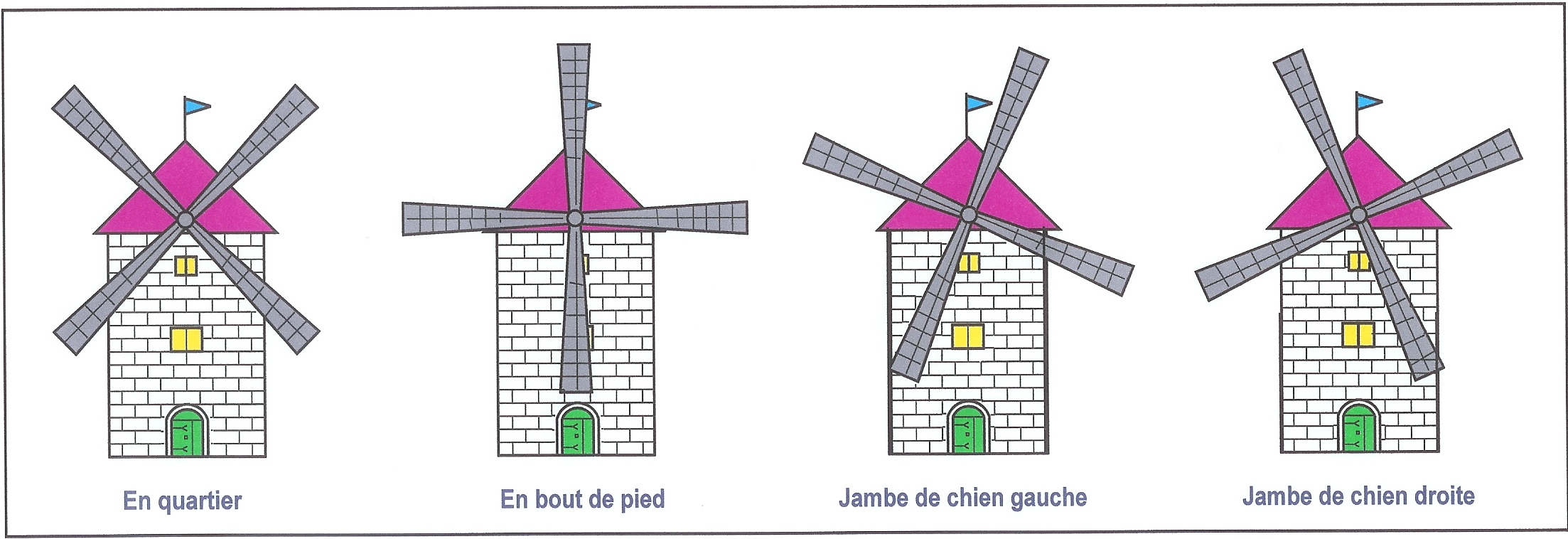

- les ailes arrêtées en croix de saint André (en quartier) signalaient un heureux évènement chez le meunier, que le moulin était au repos, ou le retour au calme dans un conflit militaire ;
- les ailes en croix grecque (en bout de pied) signalaient que le moulin était prêt à travailler ou appelaient au rassemblement ;
- inclinées à gauche, position « venante », elles annoncent un heureux événement comme un mariage ou une naissance, ou alertaient d'un danger militaire ;
- inclinées à droite, elles annonçaient un deuil chez le meunier ou dans le village, ou un danger militaire écarté.

Les ailes étaient toujours orientées vers le lieu de l'événement.

### Orientation du moulin
L'orientation des moulins à tour de taille moyenne se fait en actionnant le guivre, longue perche en bois solidaire de la calotte ou de la toiture tournant sur un chemin de glissement. Ce levier externe descendant jusqu'à terre, dit aussi queue du moulin, est opposé aux ailes. Il est actionné soit manuellement, soit par traction animale (un âne était souvent préposé à ce travail), soit à l'aide d'un treuil. Il peut être maintenu dans sa position par deux servantes fourchues. Au milieu du XIXe siècle, ce levier est remplacé par un treuil à l'intérieur du moulin, appelé « tourne-au-vent », qui s'engrène dans une crémaillère circulaire.
Dans les moulins caviers de l’Anjou, l’âne laissé sur la terrasse circulaire indiquait spontanément la direction du vent, en se plaçant à l’opposé, abrité par la tour, là où le vent n’affectait pas ses oreilles sensibles.

#### Fantail
En 1745, le forgeron anglais Edmund Lee invente un dispositif d’orientation automatique, le fantail, parfois appelé en France « papillon » ou « moulinet d’orientation ». Il s’agit d’ailes disposées perpendiculairement aux ailes principales et solidaires soit de la calotte (dans le cas d’un moulin-tour), soit du corps du moulin dans le cas d’un modèle « chandelier » et reposant alors sur un chemin de roulement au sol. En faisant tourner ce moulin miniature, le vent provoque la rotation de la calotte, jusqu’à ce que, se trouvant parallèle au fil du vent, il cesse de tourner : les ailes principales sont alors face au vent, en position optimale. Le fantail se retrouve principalement en Grande-Bretagne, au Danemark, en Allemagne. Il y en a peu en France, on peut en voir un au moulin de l’Épinay, à La Chapelle-Saint-Florent (Maine-et-Loire), installé en 1928.

### Mécanisme intérieur et meules

#### Transmission

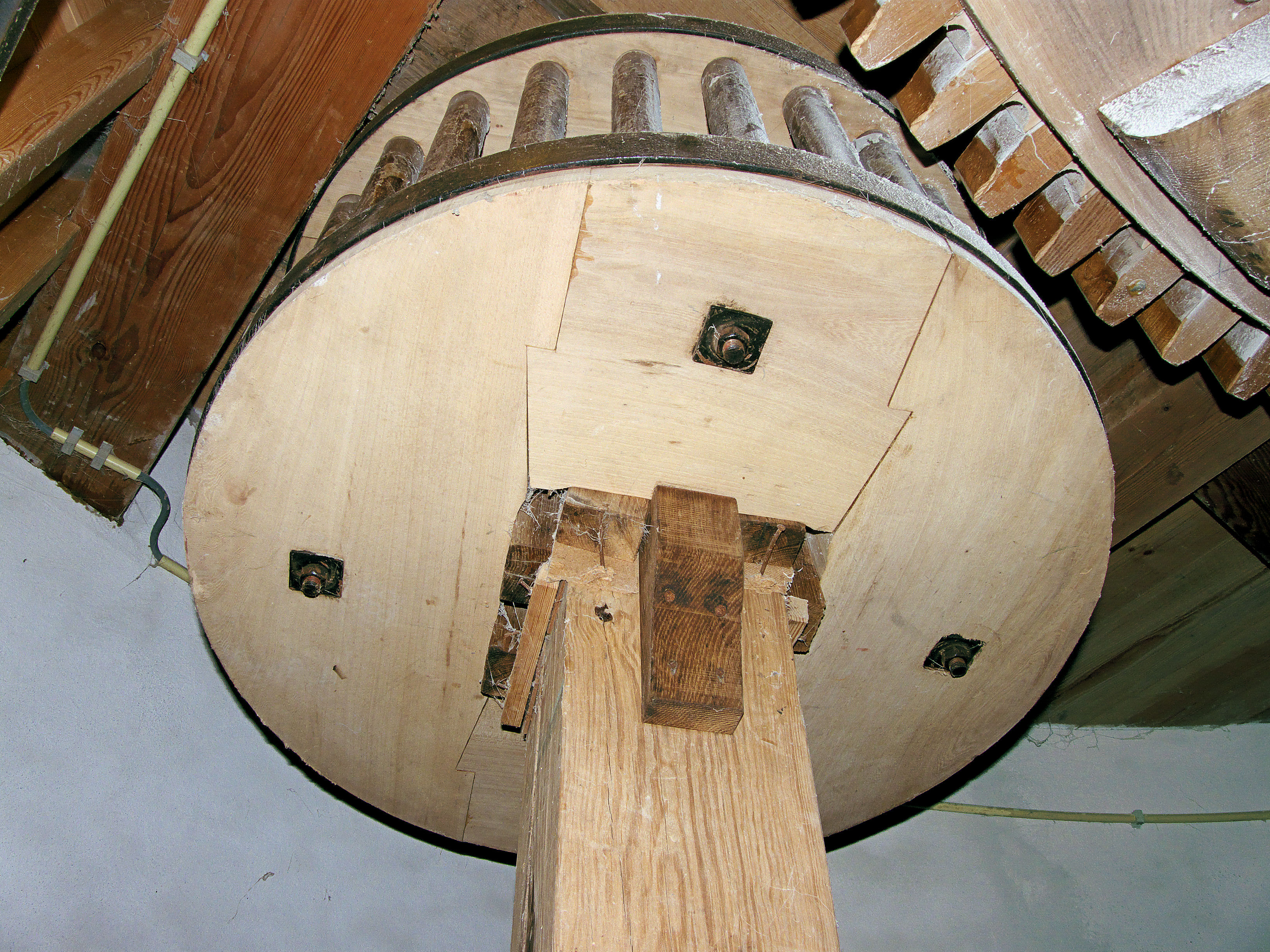
Moulin Oog in 't Zeil, Cothen ; lanterne et rouet.

La transmission du mouvement à l'axe vertical des meules se fait par un engrenage constitué du « rouet », roue solidaire de l'arbre des ailes, munie de dents en bois dur, les alluchons, qui engrènent sur la « lanterne » à fuseaux solidaire de l'axe vertical.

#### Frein
Le rouet est entouré dans sa moitié supérieure par le frein : une bande de métal qui maintient des éléments jointifs en bois, formant mâchoire du frein. L’ensemble est maintenu pressé contre le rouet par un contrepoids. Une corde, le hardeau, ou une chaîne permet de relever le contrepoids et donc de libérer le frein pour permettre la libre rotation des ailes. Les éléments du frein en bois sont de section plus large que celle du rouet. Par l’usure, il se crée un creux qui augmente la surface de contact et donc l’efficacité du freinage. Pour assurer l’immobilité totale des ailes, on bloque une des ailes au moyen de deux pieux fourchus assujettis au sol. D’autres moyens sont possibles en fonction du type et de l’architecture du moulin.
Les ultimes types d’ailes développées principalement aux Pays-Bas incluent des aérofreins, comme sur les ailes d’avion, actionnés automatiquement par la force centrifuge afin de réguler l’allure dans les vents forts. L’inconvénient est qu’ils perdent toute efficacité lorsque le meunier actionne le frein principal pour arrêter le moulin. Pour cela, certains aérofreins pouvaient aussi être actionnés manuellement de l’intérieur.

#### Meules
La meule unique est directement actionnée par l’arbre vertical. Lorsqu’il y a plusieurs meules fonctionnant simultanément, elles sont actionnées par un système d’engrenages à partir de l’arbre vertical.

#### Architecture intérieure
La disposition et l’emplacement des différents organes, principaux et accessoires, dépendent du type de moulin. Dans les moulins chandeliers, l’essentiel est situé dans le corps du moulin. Dans le moulin cavier, la transmission est dans la hucherolle, les meules dans la base maçonnée. C’est dans les moulins-tour que les variations sont possibles : dans la majorité des cas, les meules se trouvent en bas de la tour, mais elles peuvent se trouver en position haute, dans un étage, la base de la tour servant alors au stockage des grains et de la farine, parfois même au logement du meunier. Dans les moulins servant au pompage de l’eau, la partie basse abrite le dispositif d’élévation de l’eau, le plus souvent une vis d'Archimède.

## Utilisations
Les moulins, comme l'indique leur nom, ont d'abord servi à moudre les céréales et autres grains. Ils ont servi aussi à pomper l'eau (pompe à vent), soit pour assécher les zones marécageuses et les polders, soit pour assurer l'irrigation. On les a utilisés pour produire de l'huile, du jus de canne à sucre (moulin à canne à sucre), du plâtre, ainsi que pour le foulage des textiles, ou pour actionner des scieries (Scierie à vent).

Pompes à vent
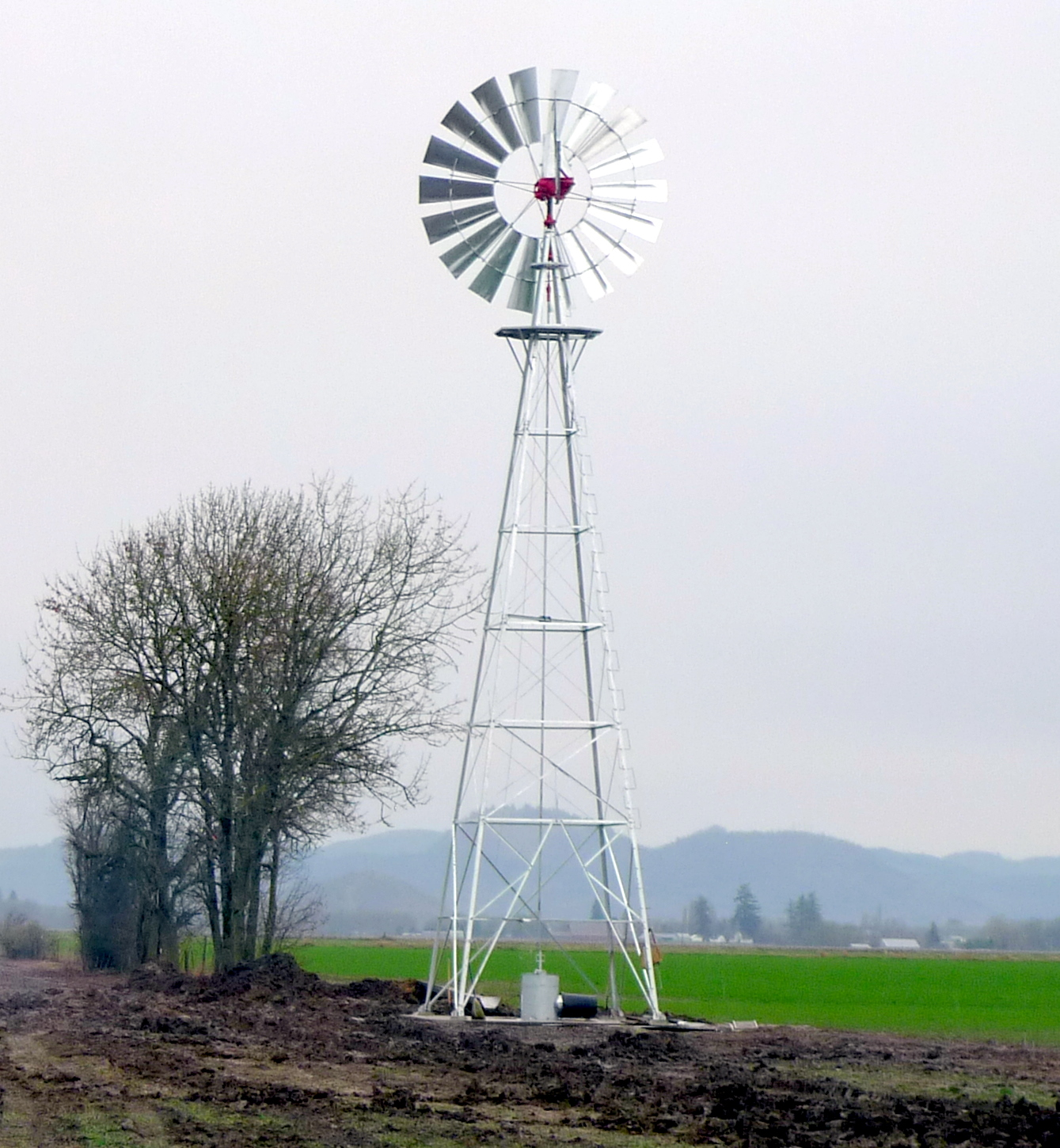
Pompe à vent américaine.
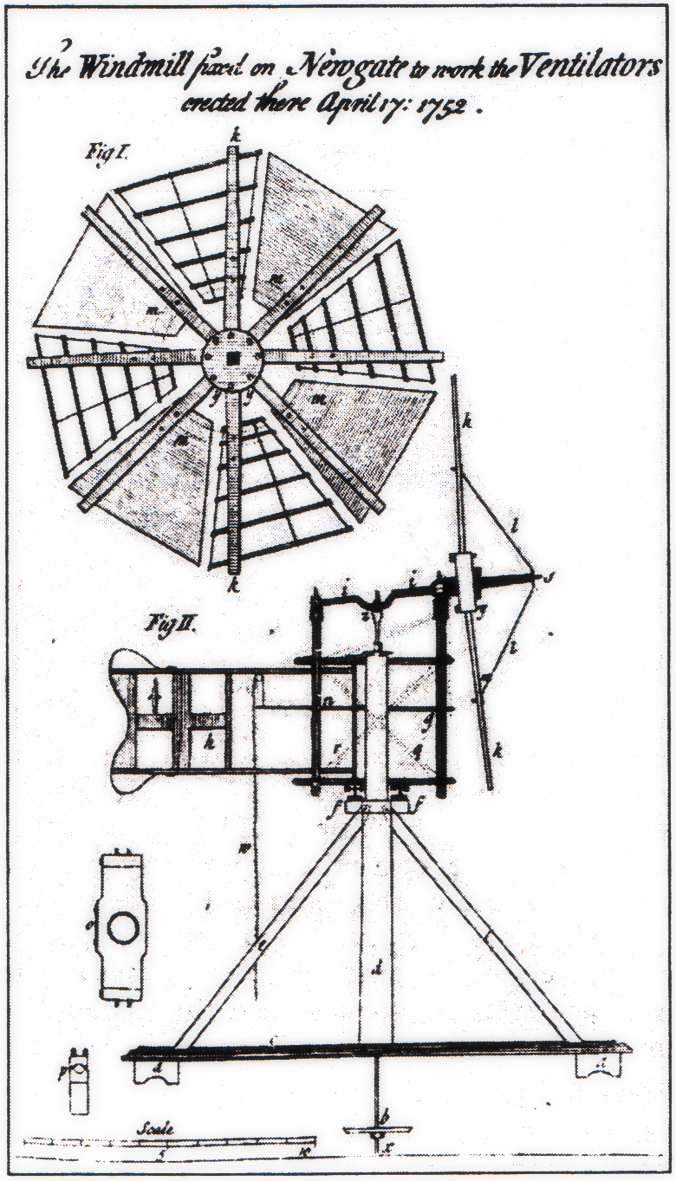
Moulin actionnant le système de ventilation de la prison de Newgate par Stephen Hales, 1750.
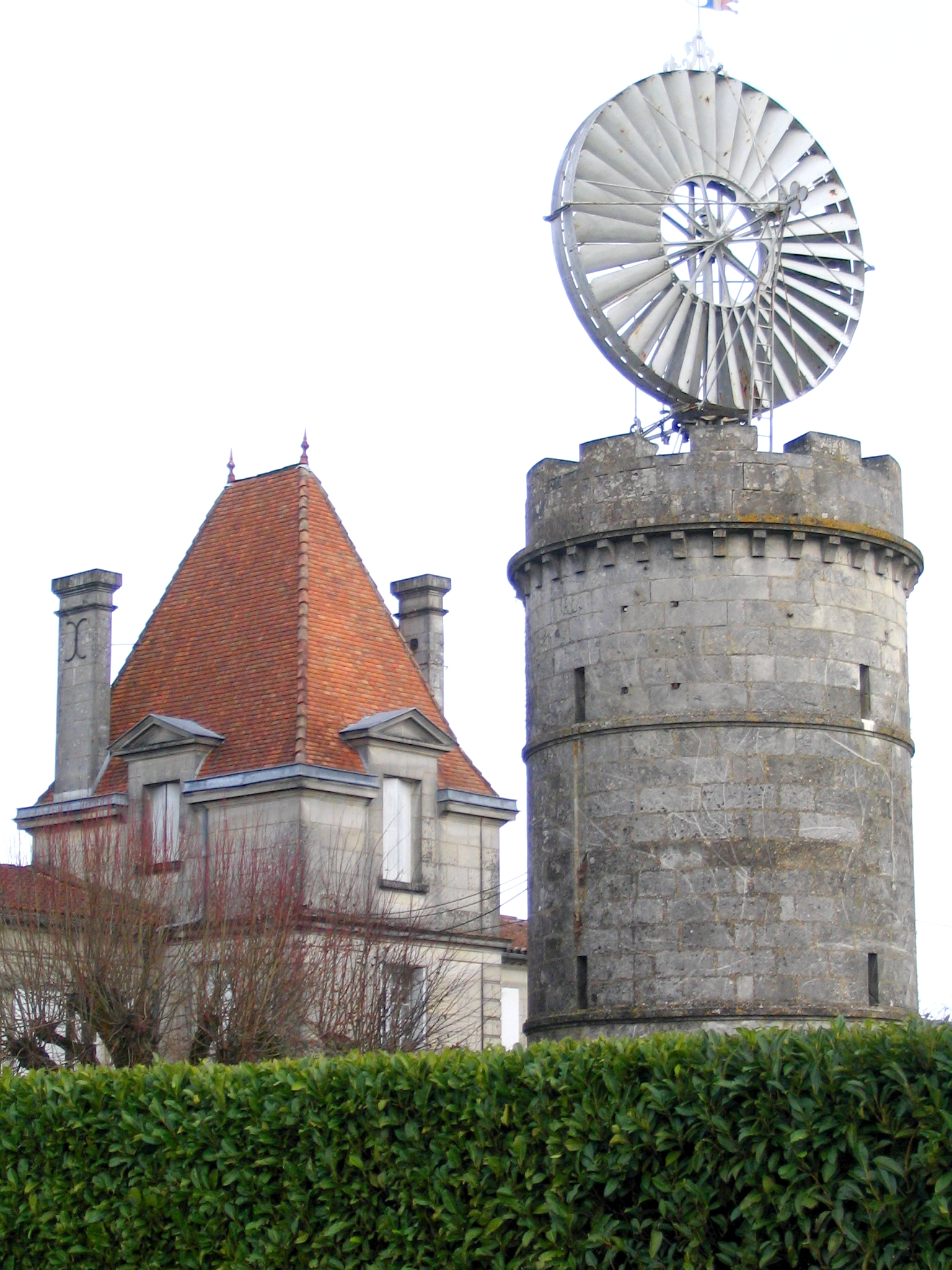
Éolienne Bollée de relevage d'eau sur son château d'eau, lieu-dit « le Clône », région de Pons Charente-Maritime, France.
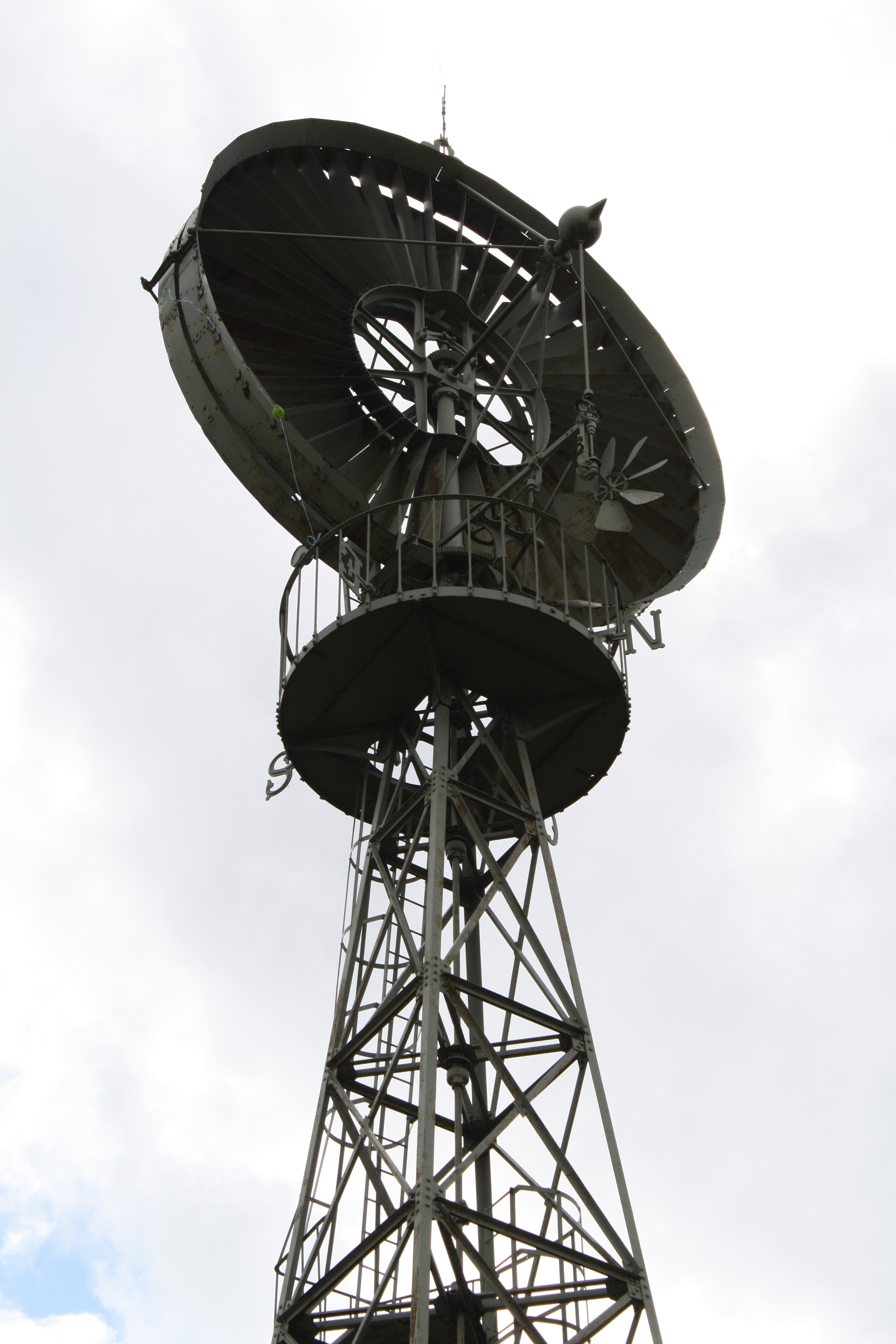
Éolienne Bollée, 1901, à Souilly, France, utilisée pour le relevage des eaux.

Autres types de moulins à vent
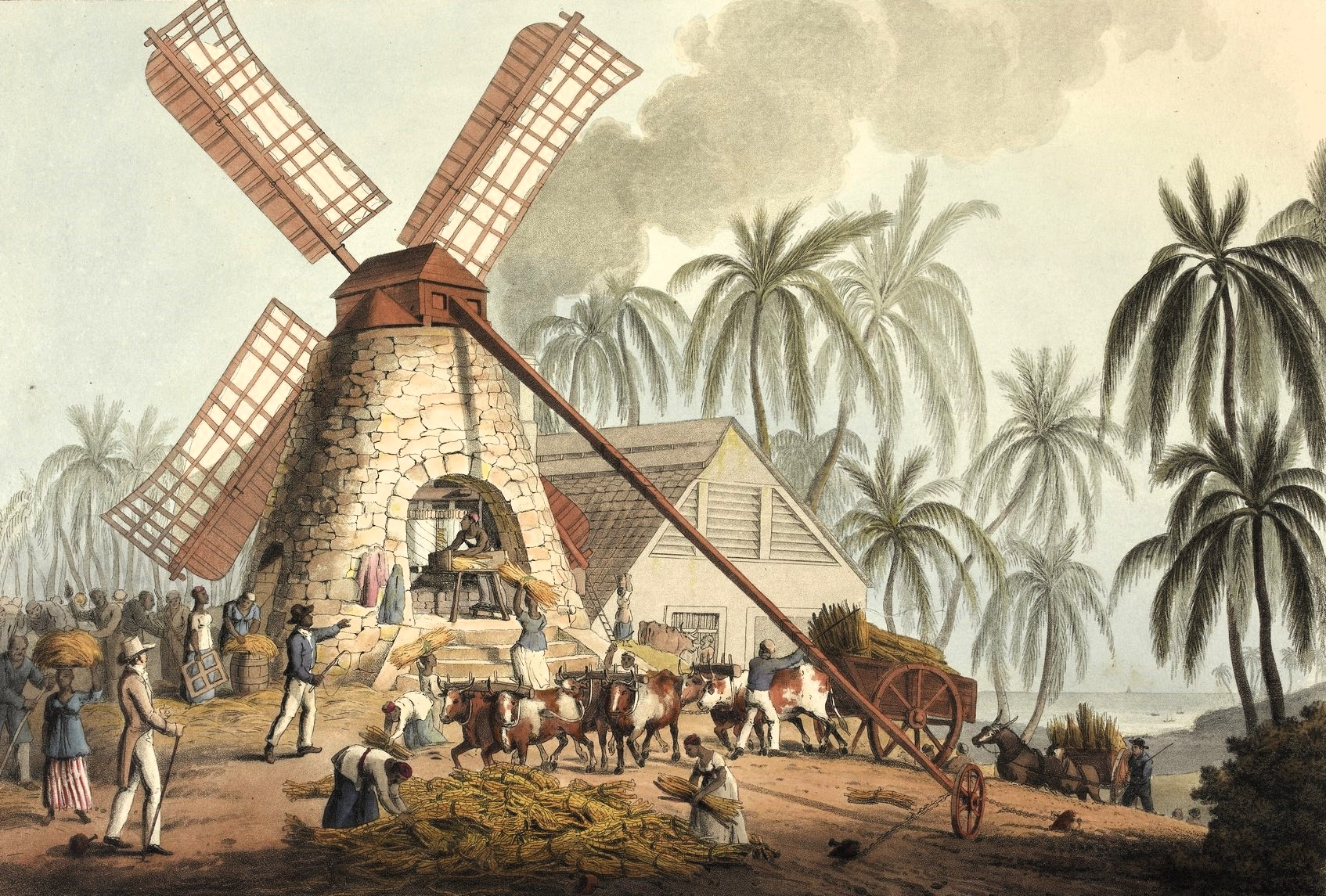
Moulin à canne à sucre, alimenté par les esclaves à Antigua, colonie britannique, en 1823.
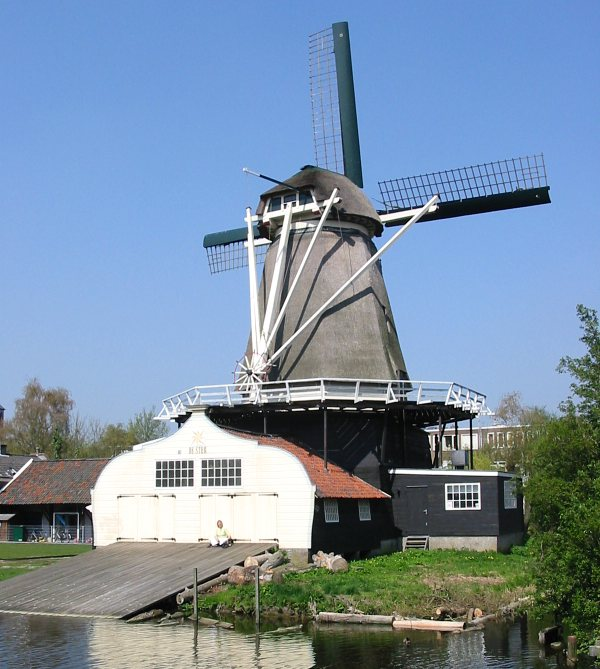
Scie à vent à Utrecht aux Pays-Bas.

Dans le cadre du développement des énergies renouvelables, un moulin à vent peut être restauré et transformé, afin de produire de l'électricité. Il est à noter, que dans ce cas, il est nécessaire de disposer d'un moulin de type « tour », qui permet le positionnement automatique dans le sens du vent, sans alimentation électrique auxiliaire.
Des aides financières, pour produire de l’électricité avec un moulin à vent, peuvent être obtenues, ainsi que des avantages fiscaux (crédit d'impôt) sur le coût du matériel, et une TVA à taux réduit.

## Moulins remarquables

### Angleterre
Le moulin de Maud Foster Tower windmill à Boston dans le comté Lincolnshire mesurant 24.4 mètres est un patrimoine et musée de la ville.

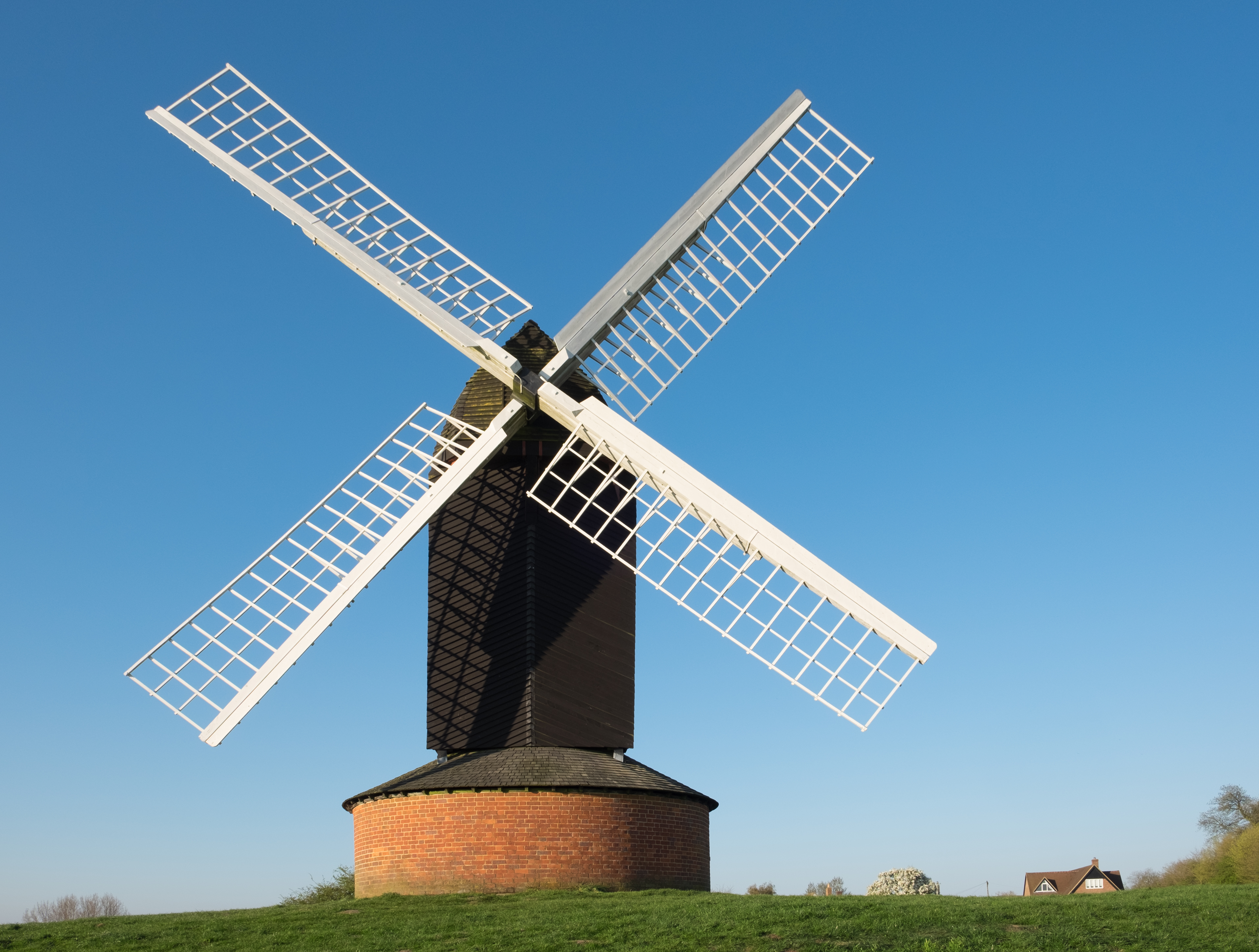
Moulin dans le village de Brill, fin XVIIe siècle. Photo avril 2017.

### Belgique
- Moulin de Thimougies, avait été détruit à la suite de la tempête du 10 janvier 2008 il a été reconstruit en 2020

### Espagne
- Moulins de Consuegra, douze moulins à vent blancs de Castilla-La Mancha datant du XVIe siècle
- Campo de Criptana
- Moulins à vent du Campo de Cartagena.

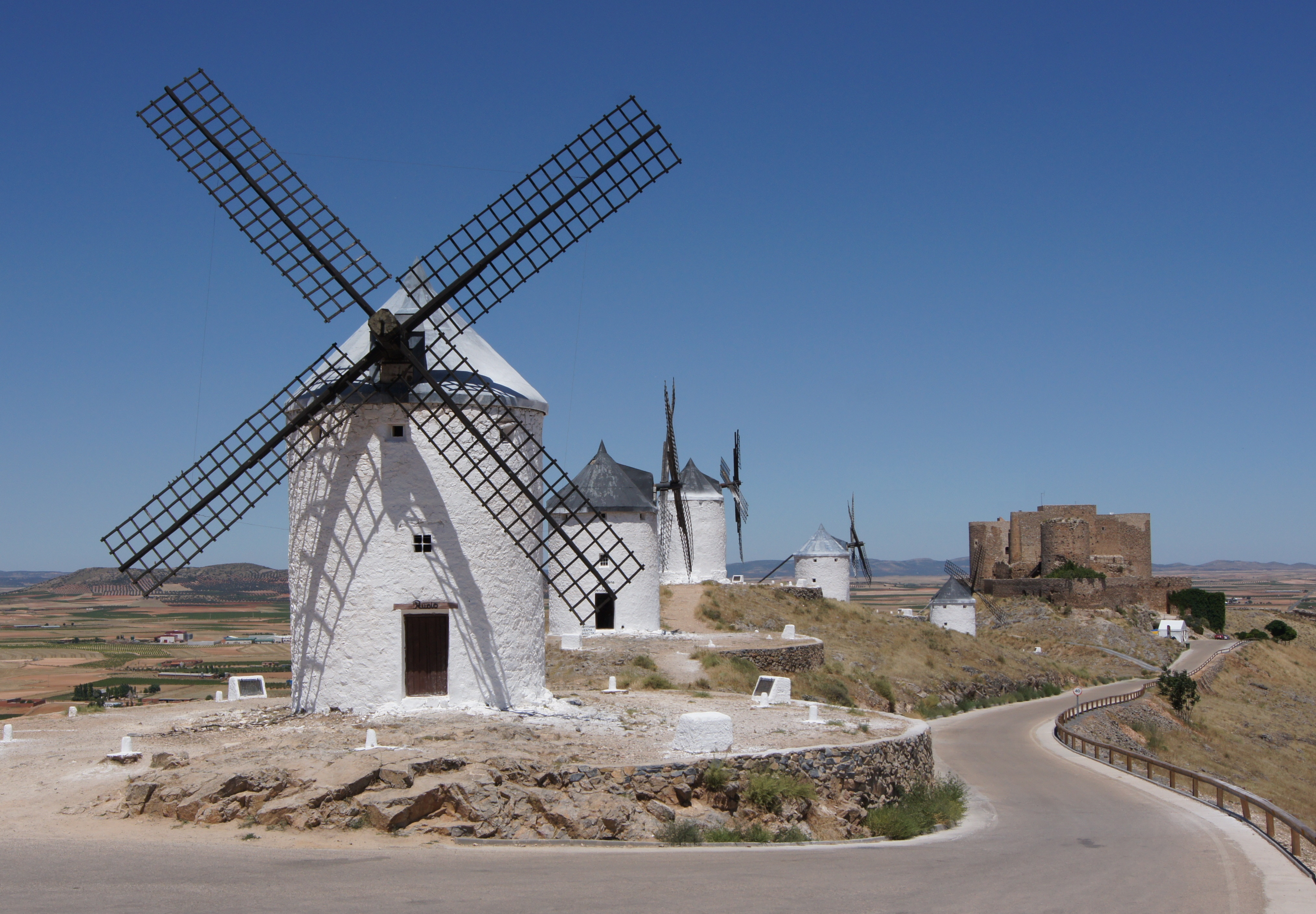
Moulins de Consuegra.
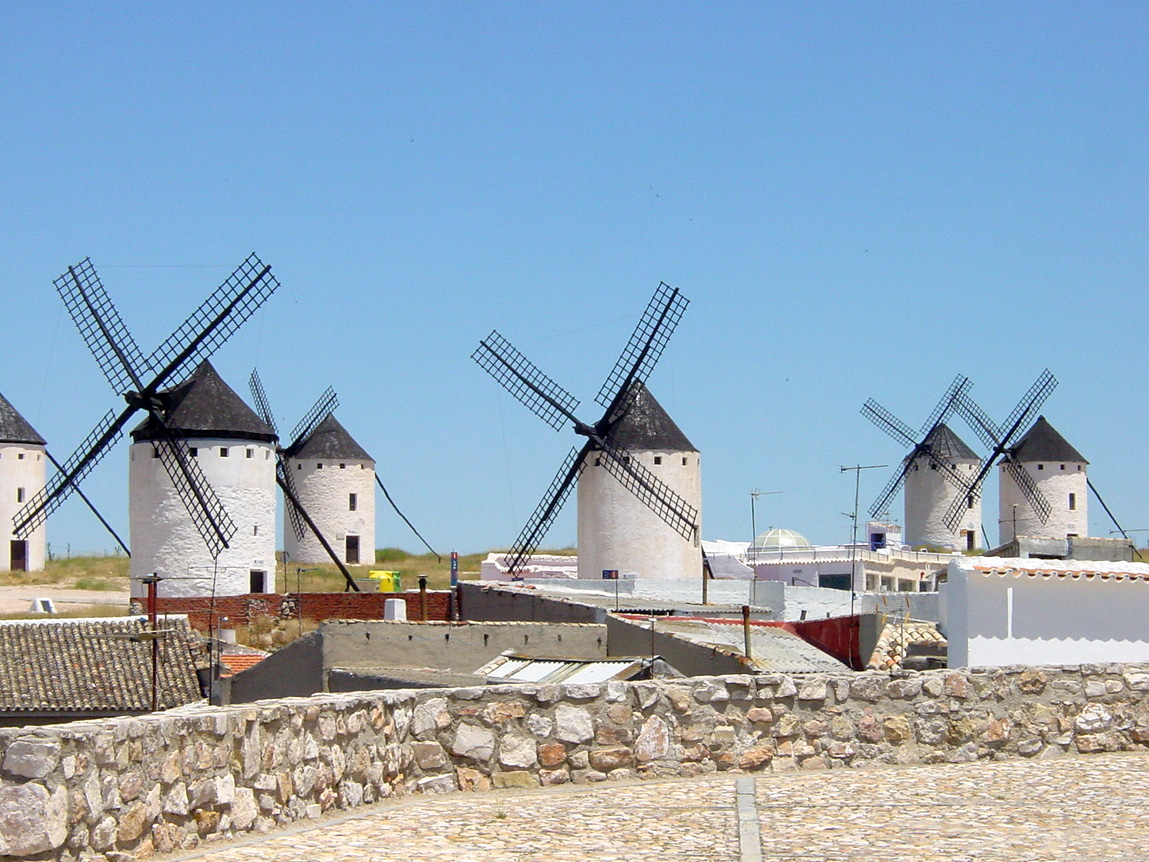
Campo de Criptana.
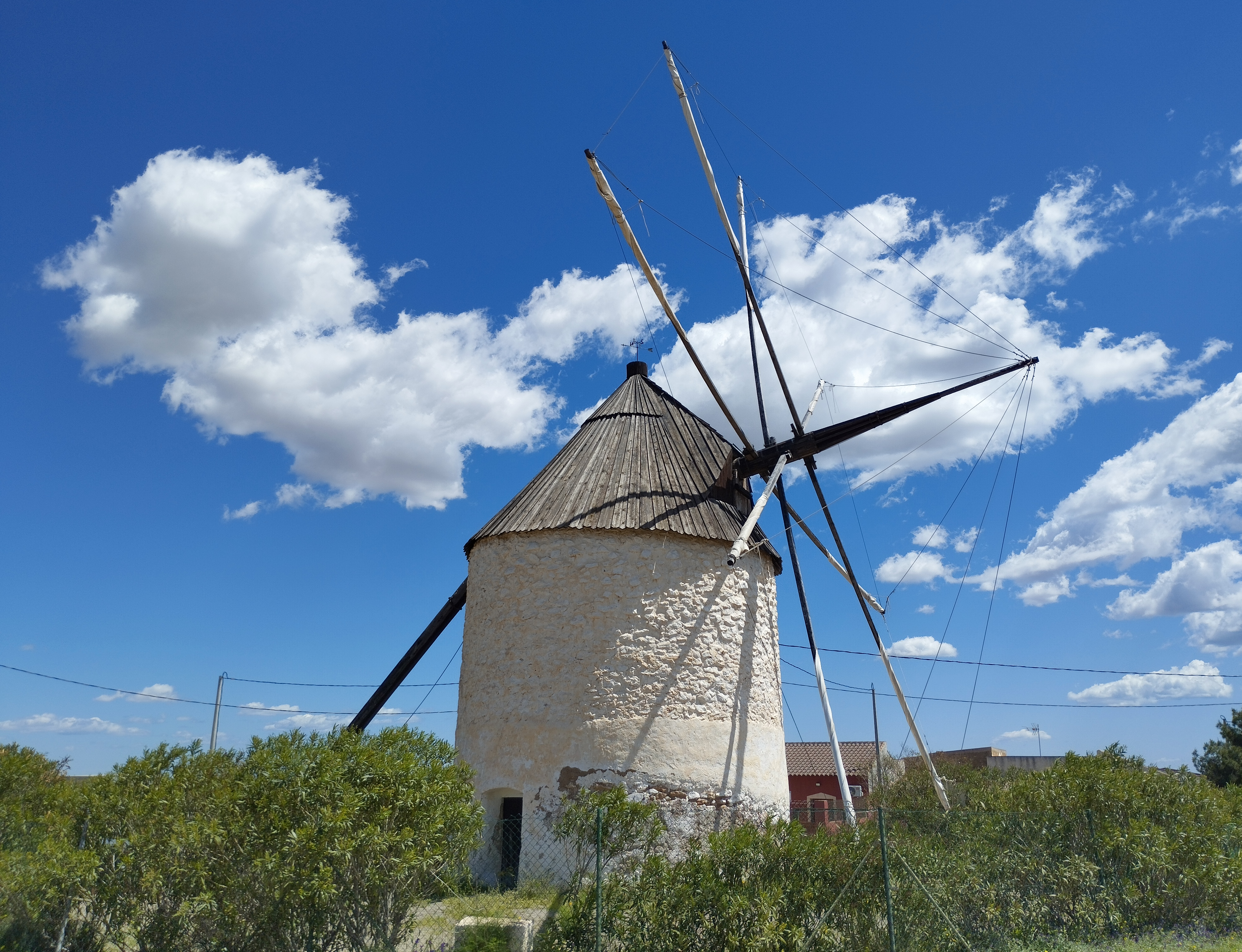
Moulin de Zabala, Carthagène.

### France
- À Azannes (Meuse), un moulin construit en 2003 selon les techniques du XVIIe siècle à l'endroit même où était bâti déjà un moulin, en 1757, qui appartenait à l'évêché de Verdun ;
- À Hondschoote (Nord) le Noord Meulen porte l'année 1127 sculptée sur une poutre ;
- La ville de Marans (Charente-Maritime), ville stratégique et commerciale, fut considérée pendant longtemps comme le grenier à céréales de La Rochelle. La ville comptait douze moulins à vent et un moulin à eau. Aujourd'hui, il ne reste que le moulin banal de la Générelle construit en pierres de taille et antérieur au siège de La Rochelle (avant 1627) et le moulin de Beauregard construit après le siège de La Rochelle m-XVIIe siècle. L'activité du moulin de Beauregard déclina à partir de 1870 avec l'arrivée des minoteries. Il cessa son activité en 1938. À l'abandon, il est racheté par la Ville de Marans en 1994, puis restauré en juin 1999 et ouvert au public depuis juin 2000. Premier moulin restauré en Charente-Maritime, il est toujours le seul de l'Aunis ouvert au public et produisant sa farine de blé Bio. Il est géré par l'association « Les Amis du Moulin de Beauregard ». Le guide farinier accueille le public d'avril à septembre pour des visites guidées rappelant son histoire, son fonctionnement et la production d'une farine de qualité.
- le moulin à vent de Saint-Pierre-de-la-Fage (Hérault) a été rénové en 2006[16] ;
- le Moulin d'Omer de Cucugnan (Aude) a été remis en exploitation en 2006 ;
- le moulin de la Galette, ou « blute-fin », à Montmartre (Paris), est classé monument historique depuis 1939 ;
- un autre moulin à vent historique est celui qui domine le village de Valmy (Marne), lieu de la célèbre bataille de Valmy en 1792 ; le moulin original fut détruit sur ordre de Kellermann, car il offrait une cible à l’ennemi. Reconstruit ensuite, il fut vendu et détruit en 1831. C’est en 1947 qu’un nouveau moulin vit le jour : détruit par la tempête de 1999, il a été restauré à nouveau ;
- le moulin Saint-Pierre de Fontvieille (Bouches-du-Rhône), près d'Arles, a été rendu célèbre par Alphonse Daudet (Lettres de mon moulin) ;
- les moulins de Saint-Jean à la Ciotat (Bouches-du-Rhône), dont l'un encore en état de fonctionnement, datent du XVe siècle ;
- le moulin de Montfuron (Alpes-de-Haute-Provence), village provençal situé à la pointe Est du massif du Luberon, est l'un des seuls moulins à vent de la région ; vieux de 350 ans (construit sous Louis XIV), il est désormais en état de fonctionner à nouveau, ayant été restauré en l'an 2000 ;
- le moulin de Saint-Michel-l'Observatoire (Alpes-de-Haute-Provence), un moulin construit en 1837, en état de ruine de 1855 à 2010, date où il a été restauré. Le 20 juin 2010, il est inauguré et désormais en état de fonctionner à nouveau ;
- le site de Villeneuve-d'Ascq (Nord), où l'on peut visiter deux moulins en bois sur pivot (un tordoir produisant de l'huile et un moulin produisant de la farine), ainsi qu'un musée de molinologie (nombreuses pièces, photos, maquettes) ;
- le moulin de la Roome à Terdeghem (Nord) est un moulin à vent sur pivot produisant de la farine dans un canton ayant six moulins à vent.
- le Moulin de Vertain à Templeuve (Nord). Ce moulin est unique, dans la mesure où il combine une structure de tour cylindrique en briques et un pivot central en bois, autour duquel tournent toiture, mécanisme et tous les planchers.
- le Casteel Meulen, moulin du XVIIIe siècle, à Cassel (Nord), moulin à farine produisant aujourd'hui pour les touristes, Cassel étant connu pour avoir abrité une vingtaine de moulins au XIXe siècle. Il s'agit du premier moulin de la région déplacé et restauré dans un but touristique, en 1949.
- le moulin de Saint-Omer (Pas-de-Calais), qui fait aujourd'hui partie du site de la Maison du Marais. Ce moulin octogonal est un modèle intéressant de moulin destiné à remonter les eaux à l'aide d'une vis d'Archimède en bois. Il a été déplacé depuis le marais de Saint-Omer, ou il portait le nom de moulin de l'Aile.
- le moulin de Hauville (Eure), daté du XIIIe siècle, est un des moulins-tours actionnés par le vent parmi les plus anciens de France ;
- les moulins du Mont des Alouettes aux Herbiers (Vendée), moulin-tour en activité l'été, qui fabrique de la farine de sarrasin. L'un d'entre eux porte le nom de l'écrivain Jean Yole ;
- le moulin de Sannois (Val-d'Oise), un rare moulin en bois à pivot du XVIIIe siècle, le mieux conservé de l'Île-de-France de ce type ;
- le moulin Choix sur la commune de Gastins (Seine-et-Marne) est à la fois moulin-tour à calotte et moulin-pivot. Il est équipé d'ailes Berton, premier modèle à crémaillère (1845). Restauré, il a été mis au vent en 1977. Classé monument historique en 1970.
- le moulin de Bertoire[17] à Lambesc (Bouches-du-Rhône), datant de la fin XVIIIe siècle qui a conservé ses murs, ses meules d'origine installées, en état de tourner, sur le 1er étage voûté en pierre. L'Association CPL a fait appel, en décembre 2010, à la fondation du Patrimoine en France[18], pour lancer une souscription populaire, à compter de janvier 2011.
- Le moulin de Porquerolles (Var), datant du XVIIIe siècle et restauré en 2007.
- L'île de Marie-Galante en Guadeloupe, dite « île aux cent moulins », regroupe un grand nombre de moulins construits au XIXe siècle pour le broyage de la canne à sucre. Le moulin Bézard à Capesterre-de-Marie-Galante est inscrit depuis 1979 aux monuments historiques ; le moulin Murat à Grand-Bourg est classé depuis 1991.
- Le moulin de Bertaud à Bain-de-Bretagne, (Ille-et-Vilaine). Ce moulin de type « petit pied breton », datant du XVIIIe siècle, a été rehaussé et équipé d'ailes Berton au XIXe siècle. Le moulin restauré[Note 1], est visitable, et produit, depuis septembre 2009, plusieurs types de farines (sarrasin, froment, seigle), de la semoule de blé, du gruau, du son, le tout issu de l'agriculture biologique[19].
- À Varennes-sur-Loire :
  - Le moulin cavier « Le Champ-des-Îles », construit de 1822 à 1826, en fonction jusqu'en 1911, restauré en 1992, inscrit aux MH par arrêté du 28 mars 1977 ;
  - Le moulin à vent de La Croix-des-Noues, inscrit aux MH par arrêté du 28 mars 1977.
- Le Moulin de la Cortina à Collioure : un exemple rare de moulin à vent anciennement prévu pour les farines céréales, transformé pour la fabrication d'huile d'olive.

### Grèce
- les moulins à vent font partie des paysages caractéristiques des îles grecques, comme sur l'île de Mykonos.
- La Crète est également réputée pour ses moulins.

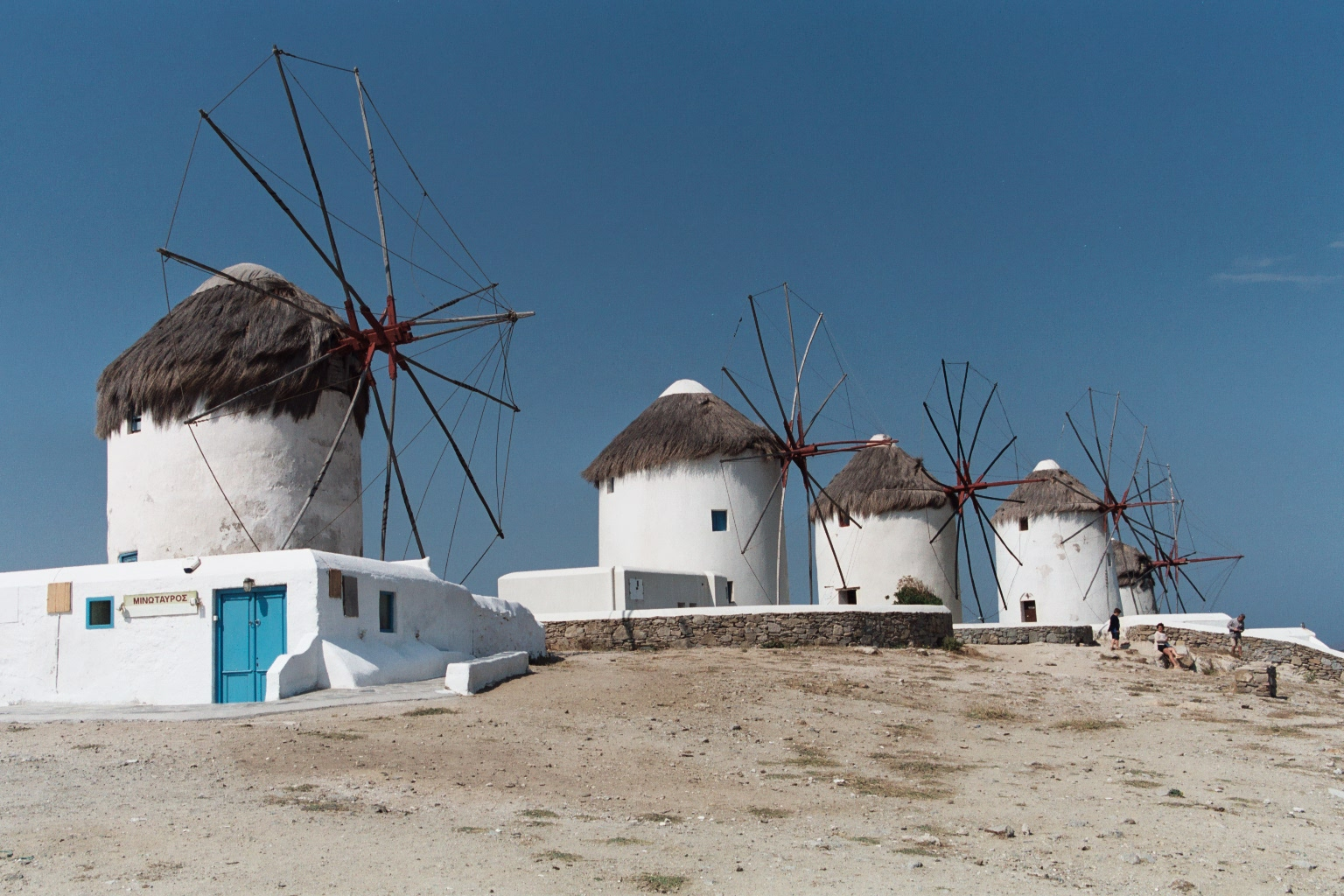
Moulins à Mykonos.
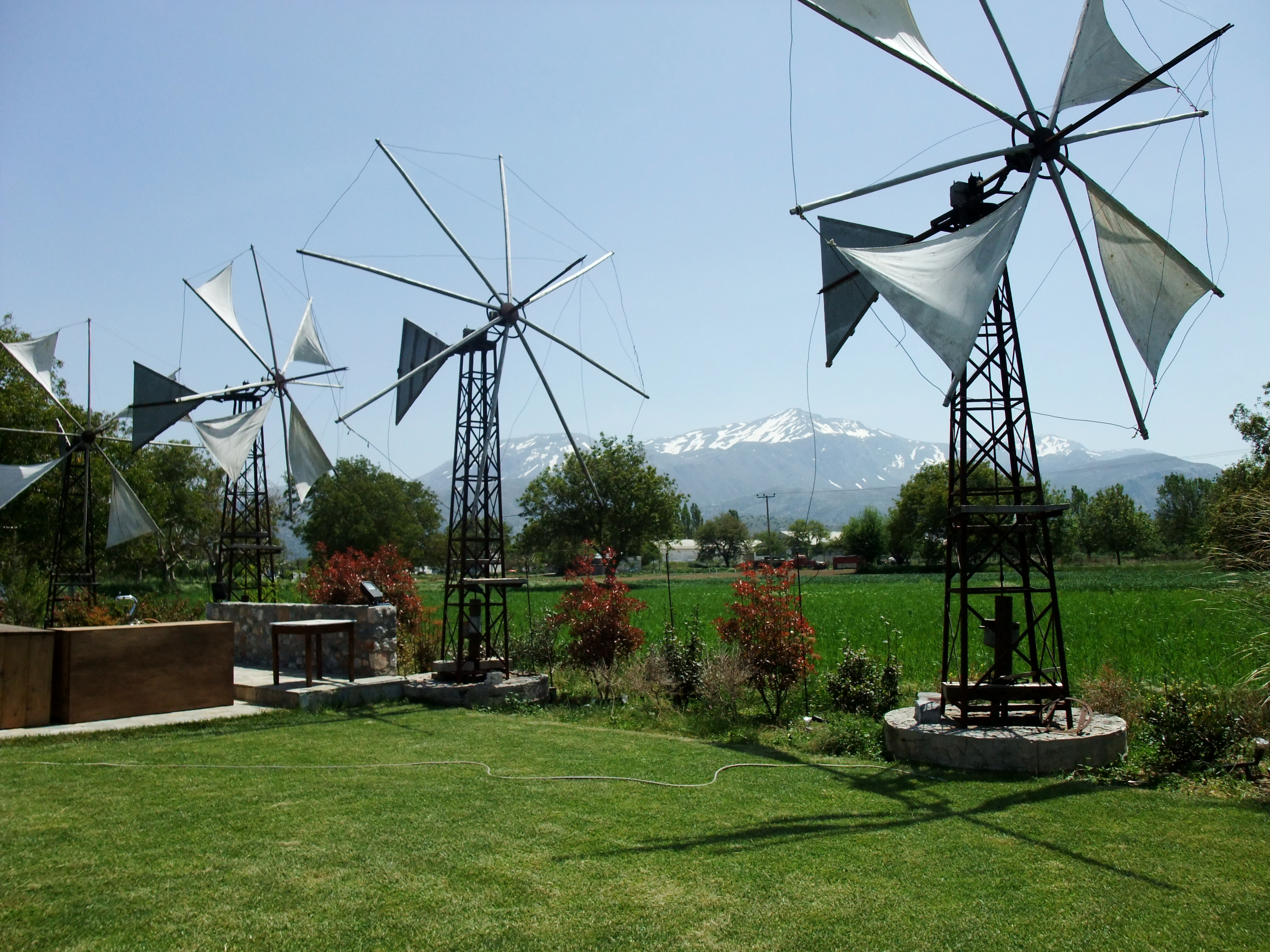
Éoliennes sur le plateau du Lassíthi.

### Israël
- Le moulin de Montefiore, à Jérusalem, édifié en 1857.

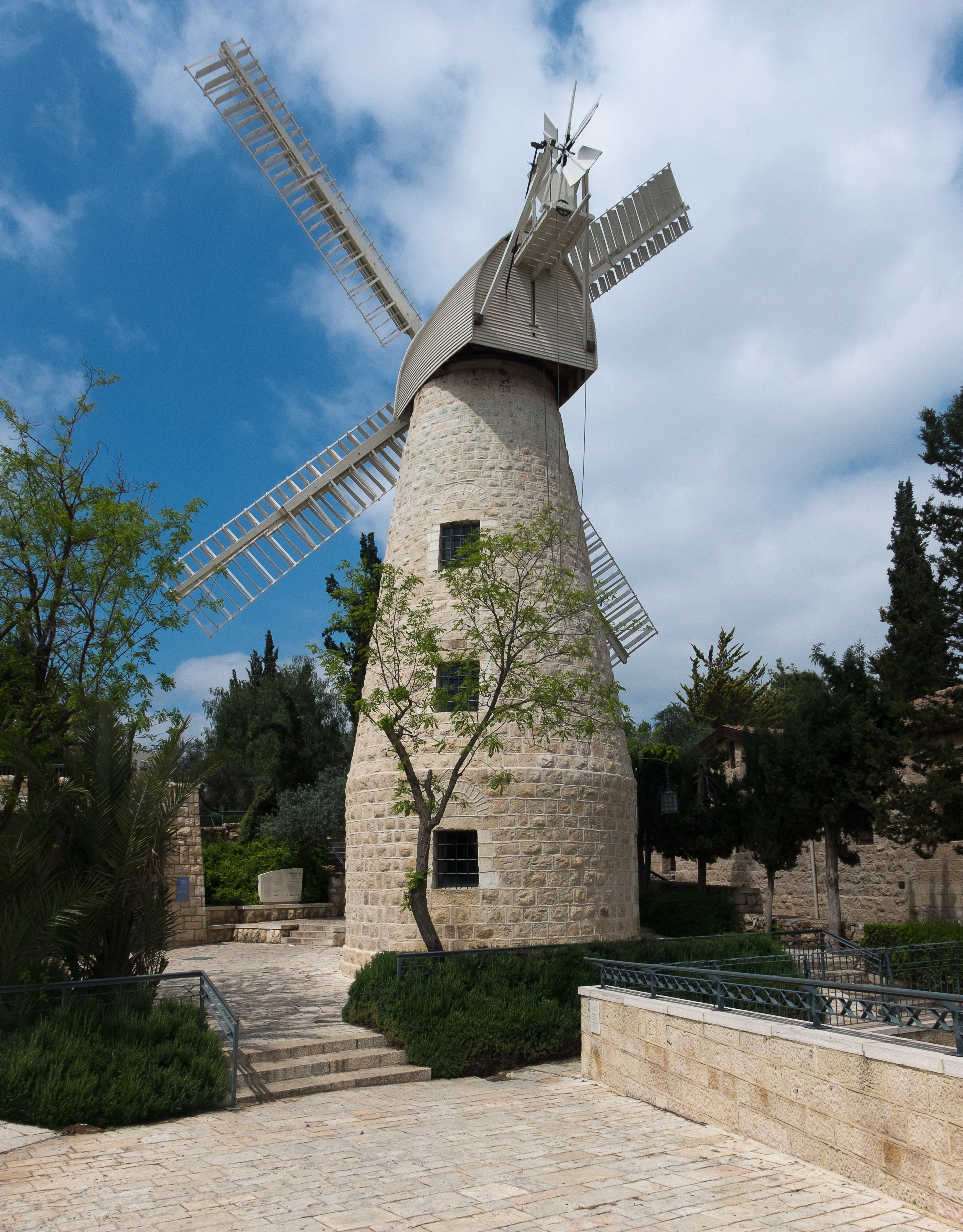
Moulin de Montefiore.

### Pays-Bas
Les Pays-Bas sont le pays qui compte le plus de moulins (plus de 1100) équipés des systèmes les plus modernes. Nombre d'entre eux sont encore en activité notamment pour réguler le niveau d'eau des polders.
- le moulin De Gooyer à Amsterdam ;
- les moulins de polder de Kinderdijk ;
- Les moulins situés dans le village historique et écomusée de Zaanse Schans ;
- les moulins de Schiedam, les plus hauts moulins traditionnels du monde.

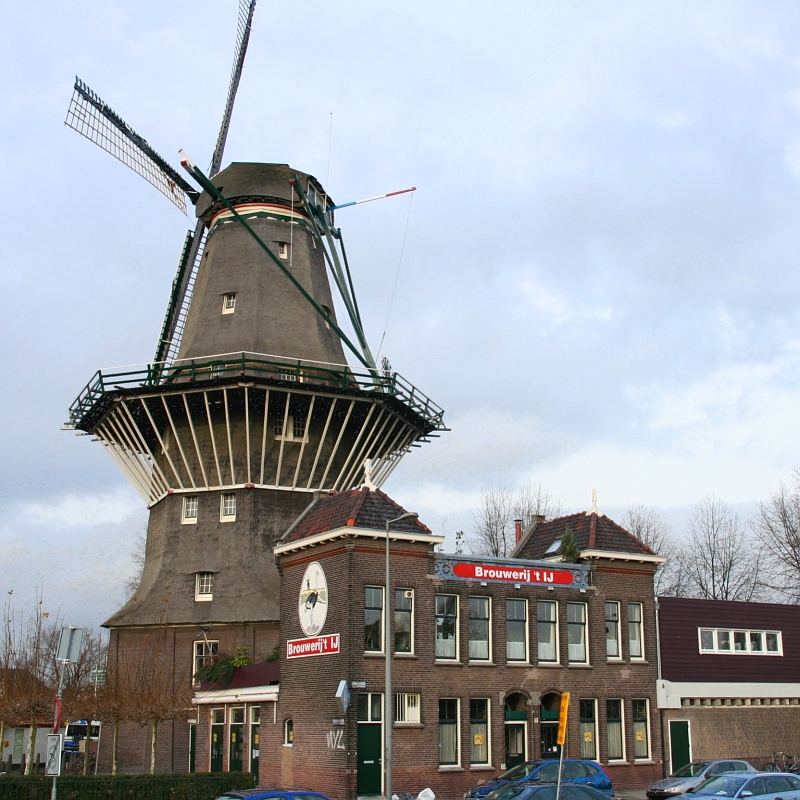
Le moulin de Gooyer et la brasserie 't IJ à Amsterdam.
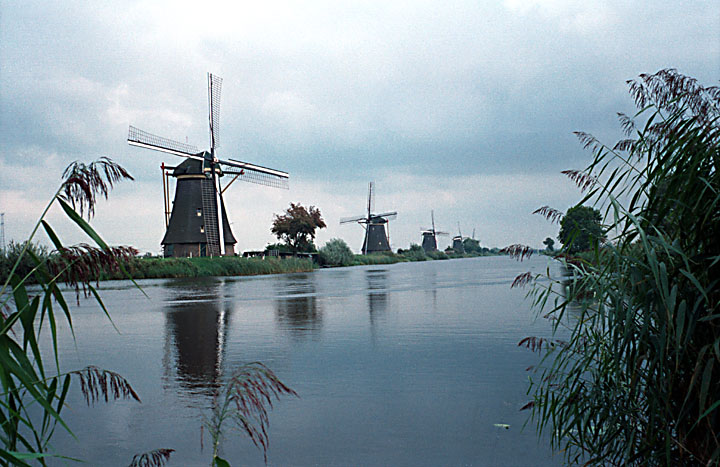
Kinderdijk.
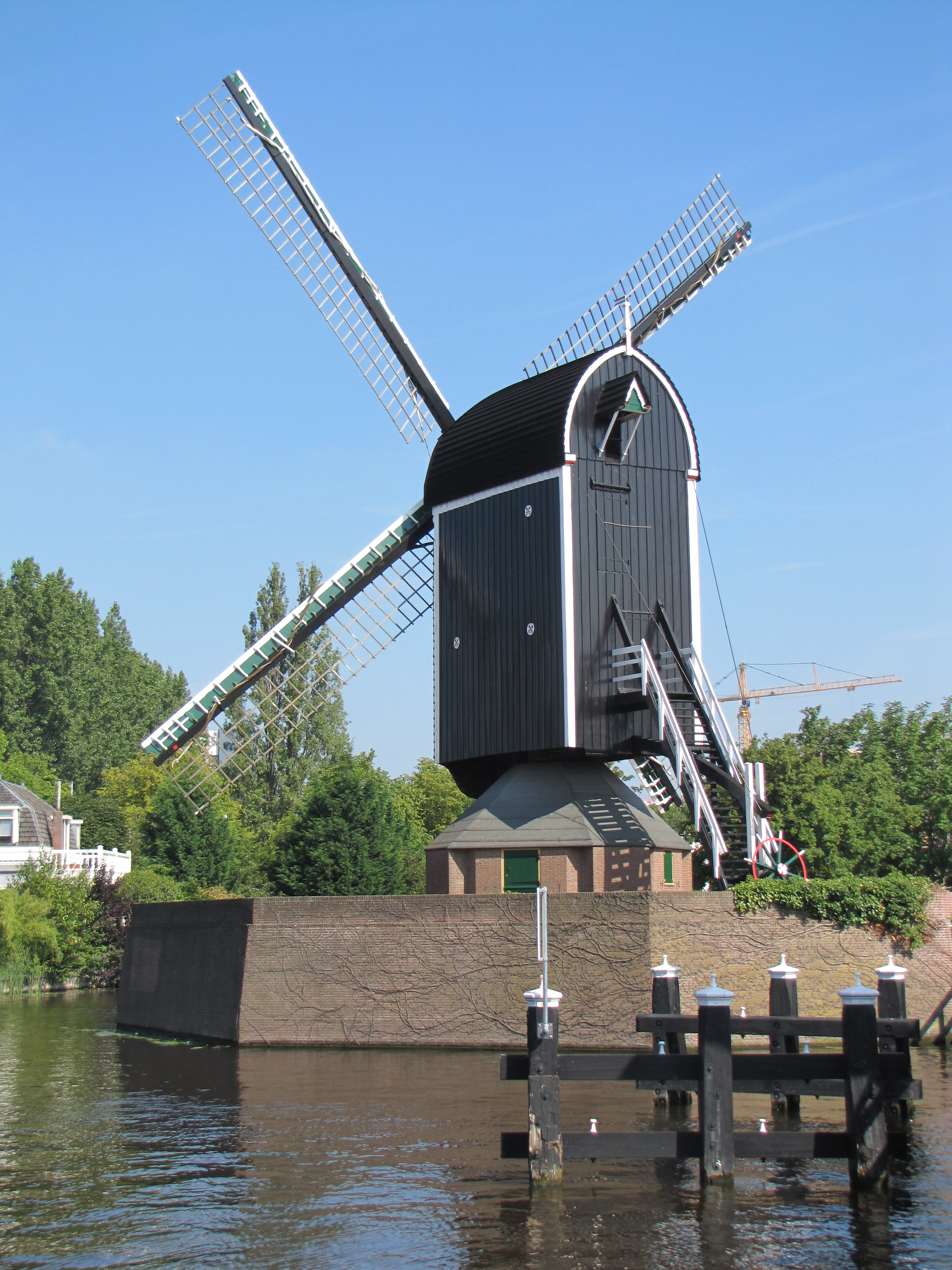
Moulin "De Put" à Leyde.
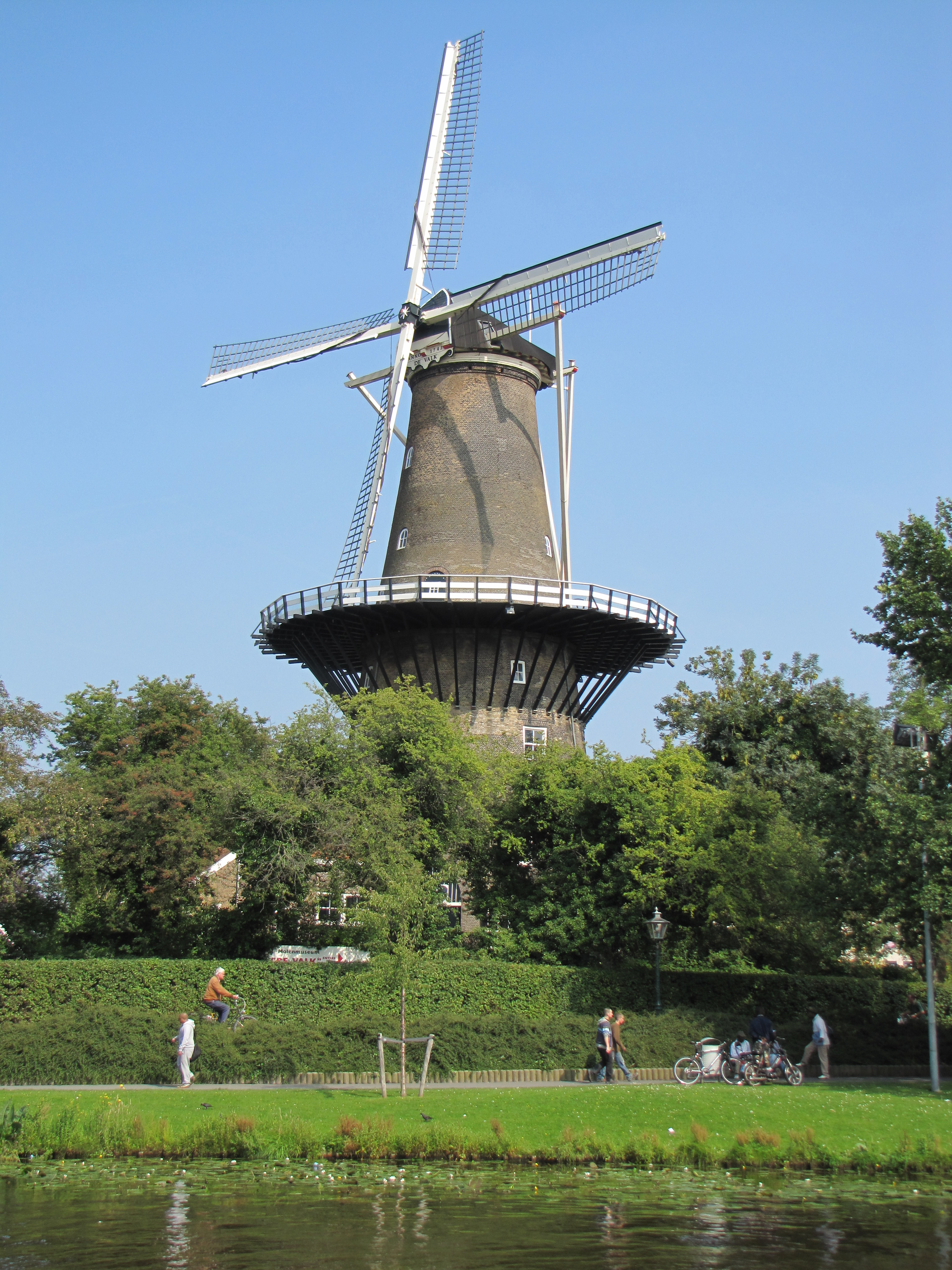
Moulin "De Valk" à Leyde.

### Portugal
Le Portugal possède un très grand nombre de moulins. il s’agit le plus souvent d’un moulin-tour cylindrique, avec toiture conique. Particularité : des poteries accrochées aux ailes produisent en tournant un sifflement avertisseur et indicateur de la vitesse de rotation.

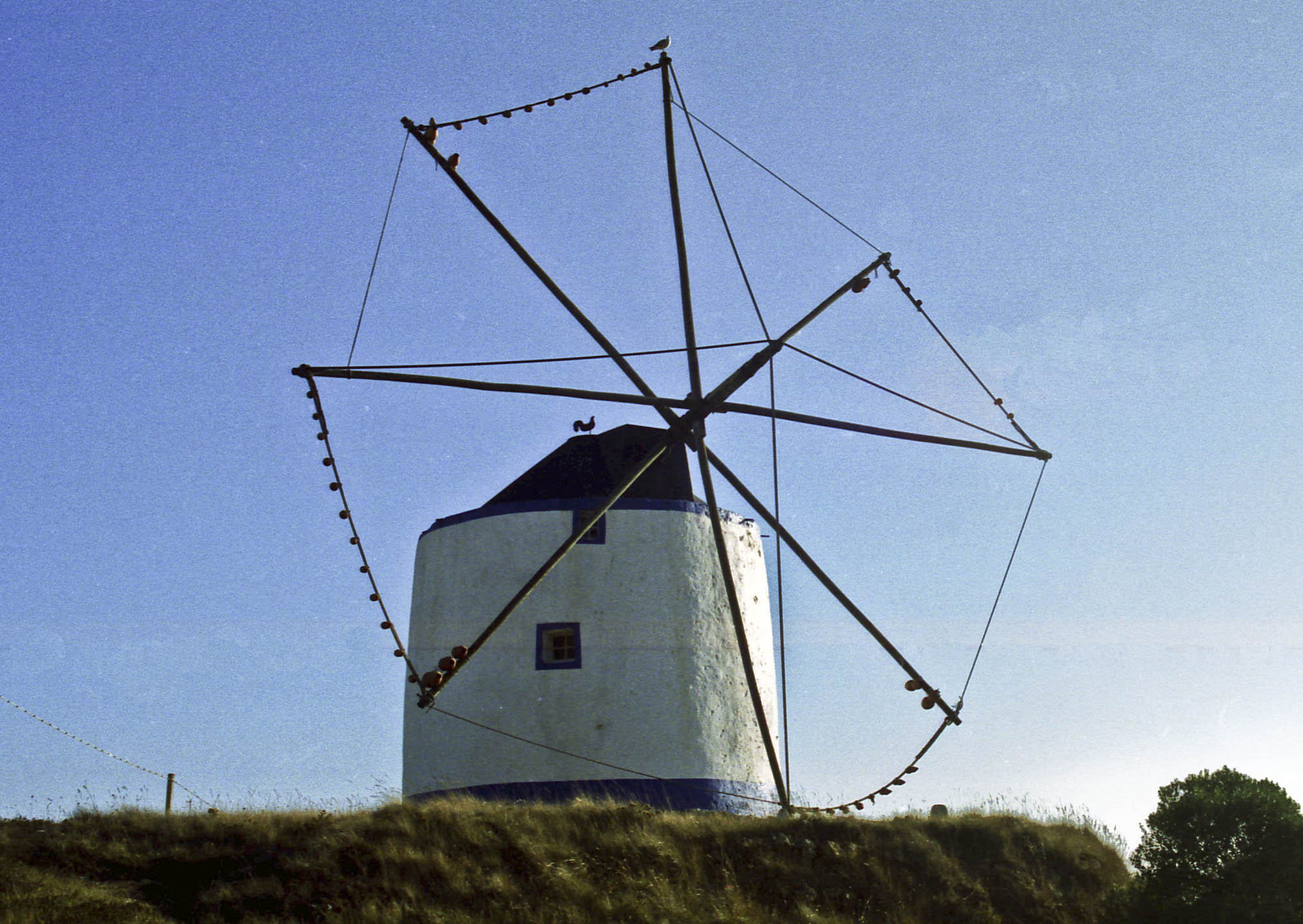
Ericeira.
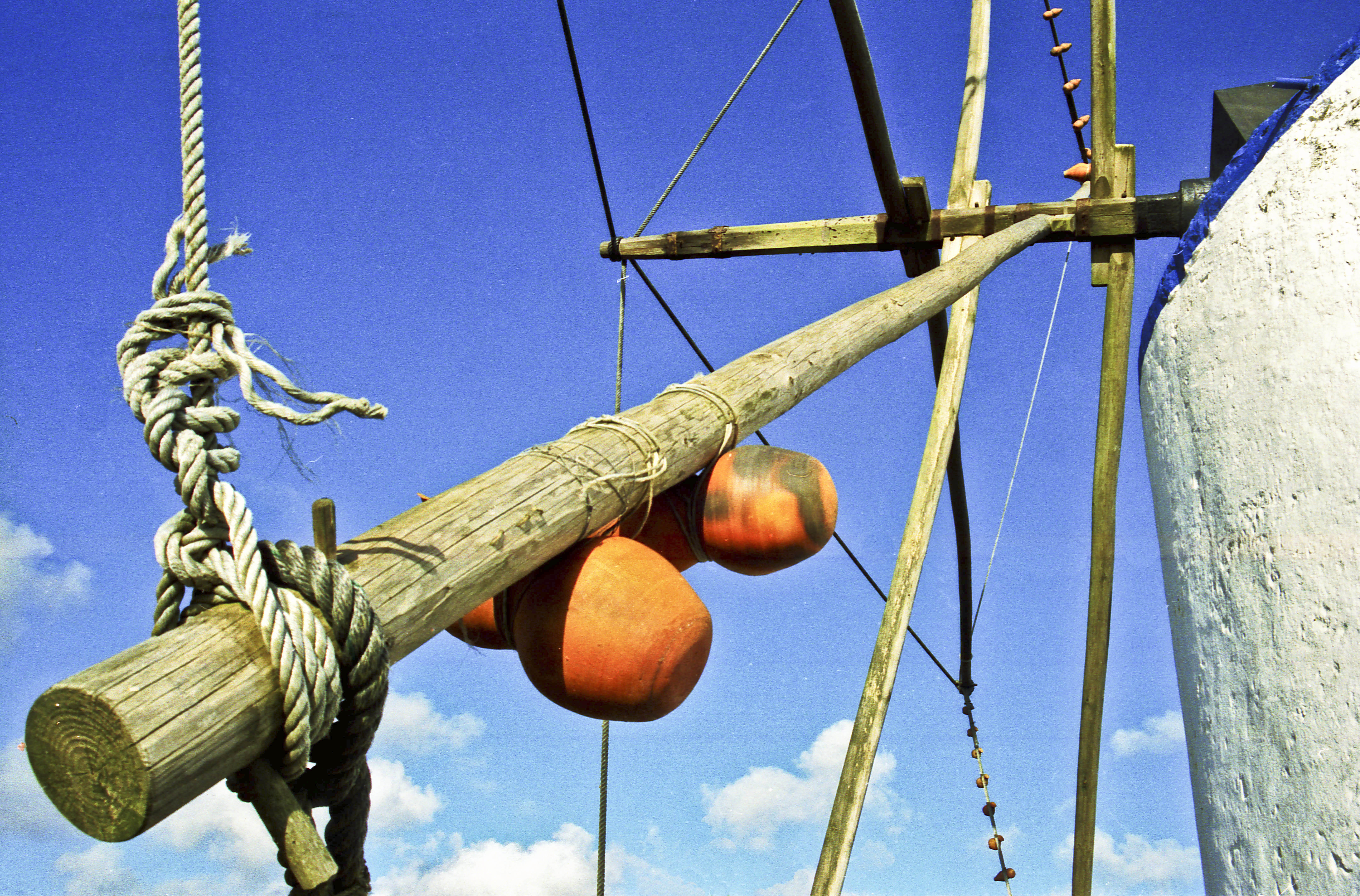
Ericeira, détail des ailes avec les poteries.

### Russie
En Russie plusieurs moulins se trouvent dans les écomusées divers.

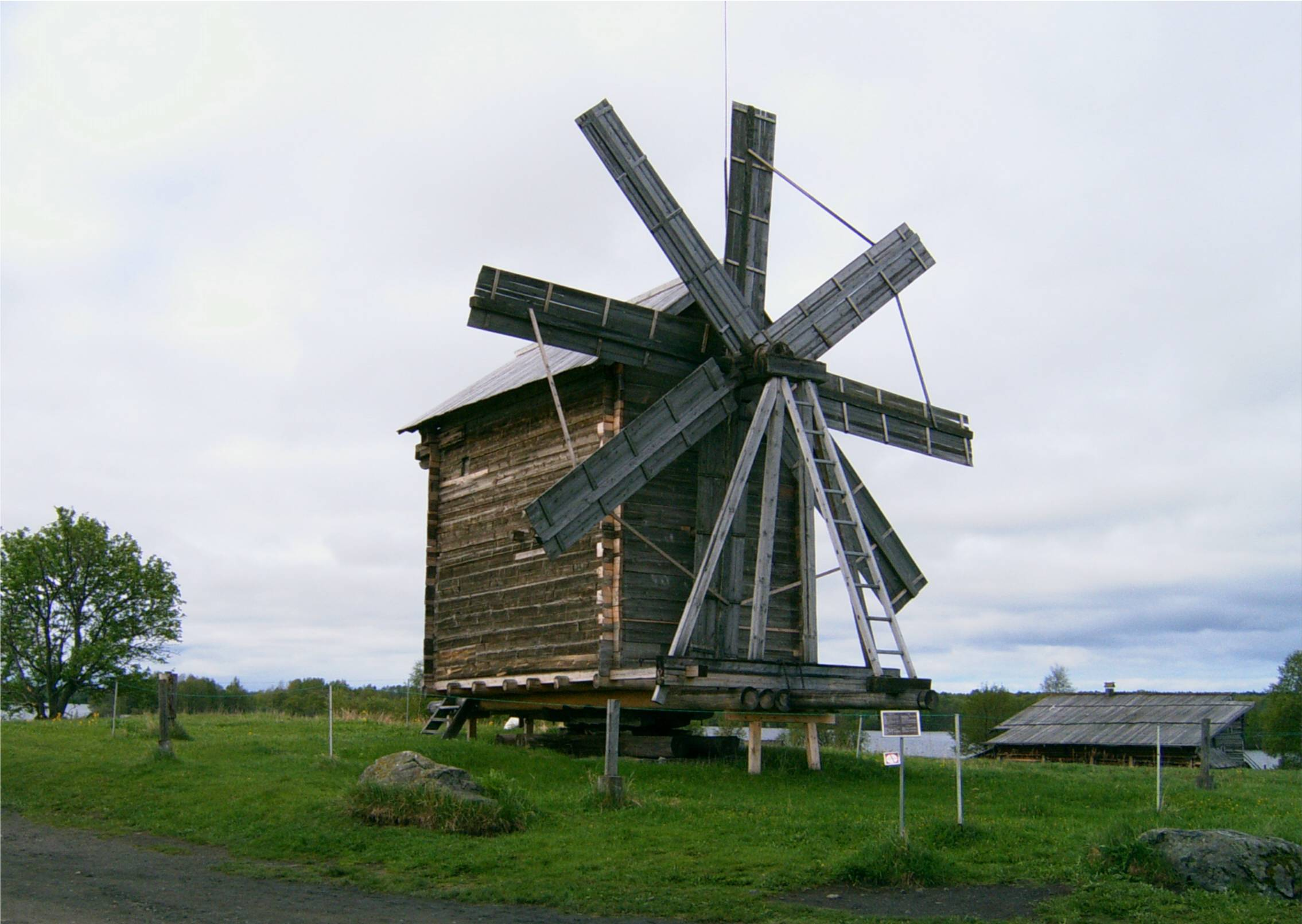
Écomusée de Kiji.
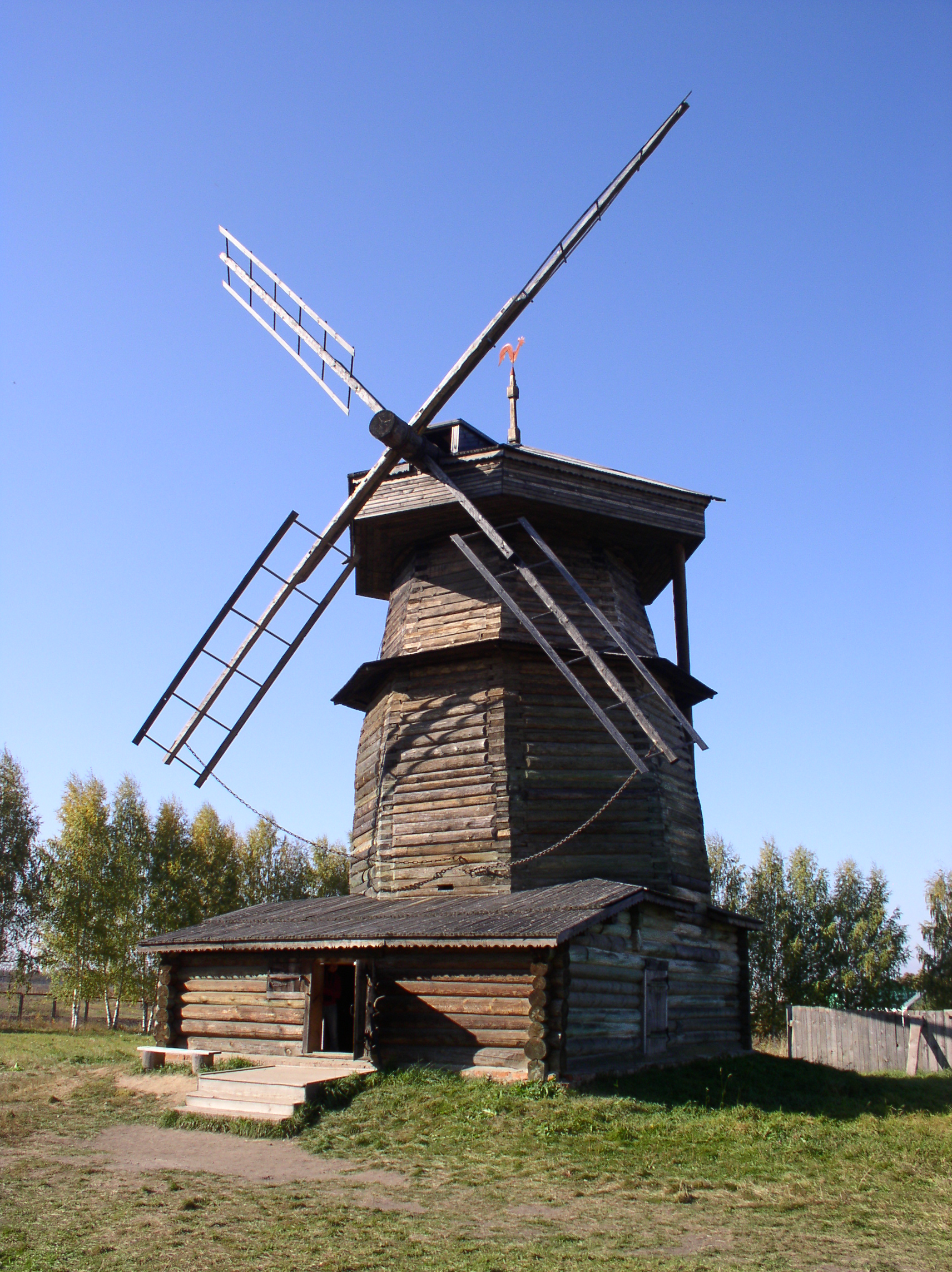
Écomusée de Souzdal.
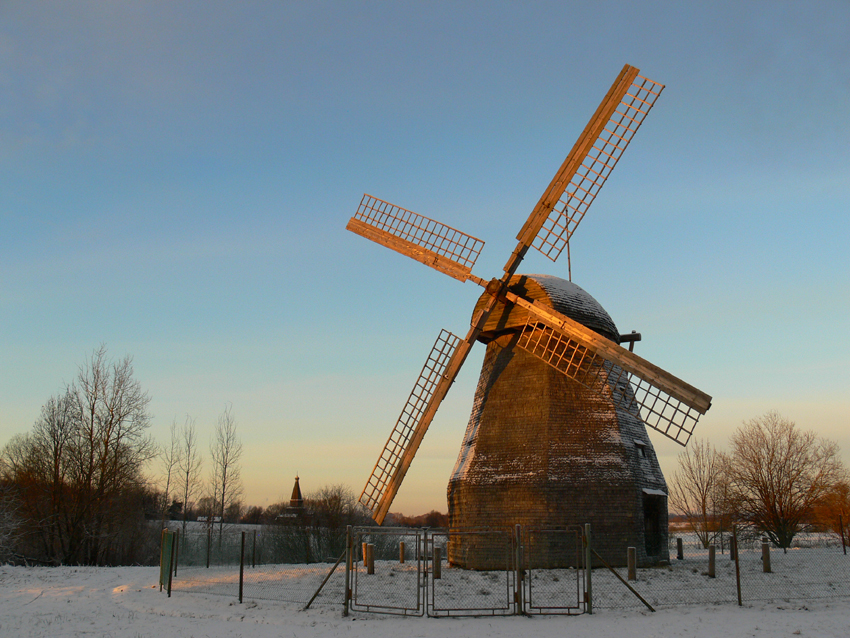
Écomusée Vitoslavlitsi à Novgorod.

### Québec (Canada)

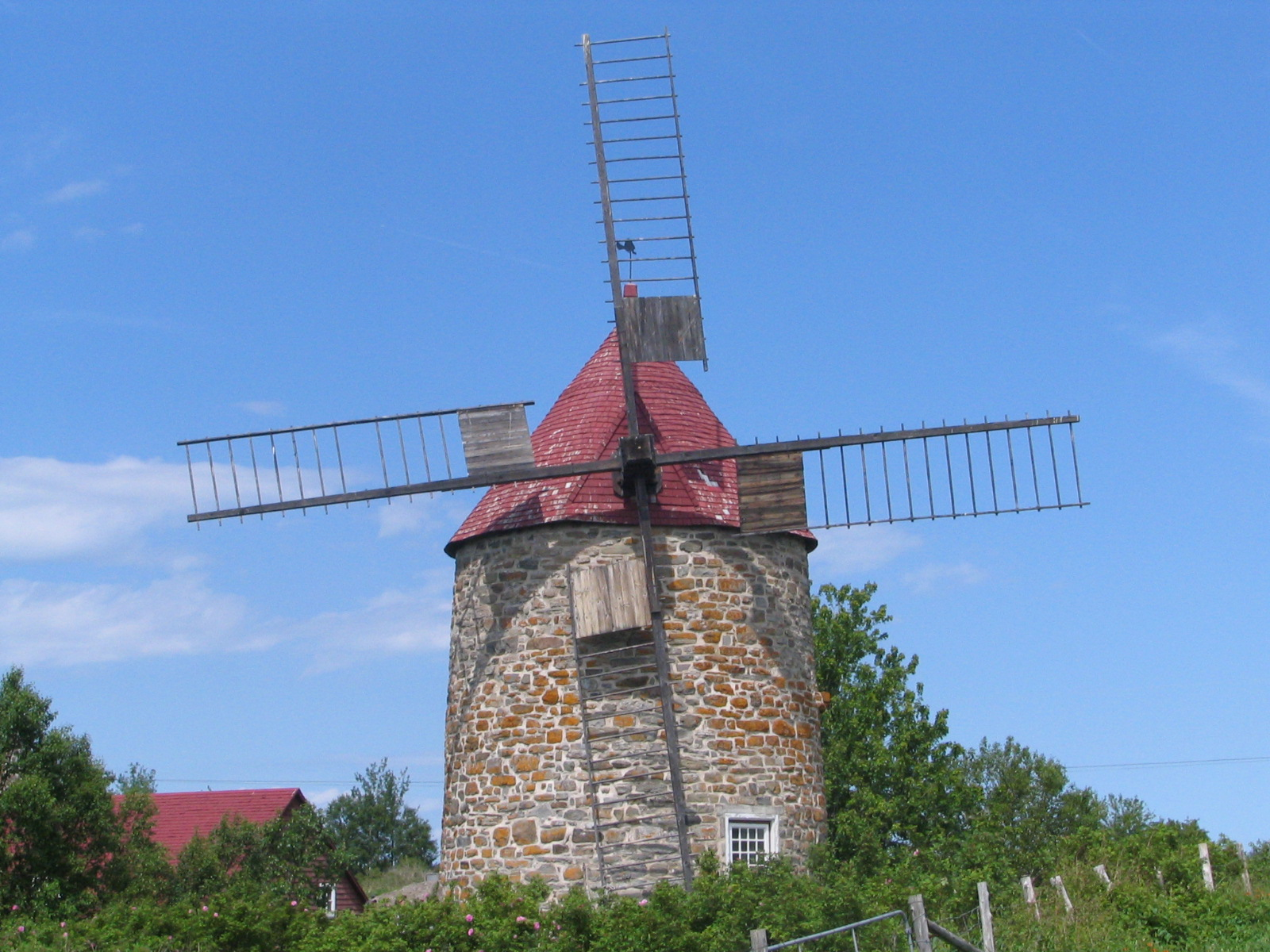
L'Isle-aux-Coudres, Québec (Canada).

## Littérature
La position « en vue », leur présence dans le paysage et dans la vie quotidienne, la personnalité du meunier, personnage à part, ont fait des moulins à vent un élément fréquent de la littérature.
- L’épopée de « l'homme de la Mancha », Don Quichotte de Cervantes met en vedette des moulins à vent, que le personnage principal, devenu fou, prend pour des géants.
- Alphonse Daudet, après avoir acquis le moulin de Fontvieille, publie les Lettres de mon moulin (1870). Une des nouvelles du recueil, le Secret de maître Cornille, évoque la fin des moulins victimes de la concurrence des minoteries. Le curé de Cucugnan décide de recevoir en confession tous ses paroissiens, et de consacrer une journée entière au meunier : façon plaisante de montrer la réputation sulfureuse des meuniers.

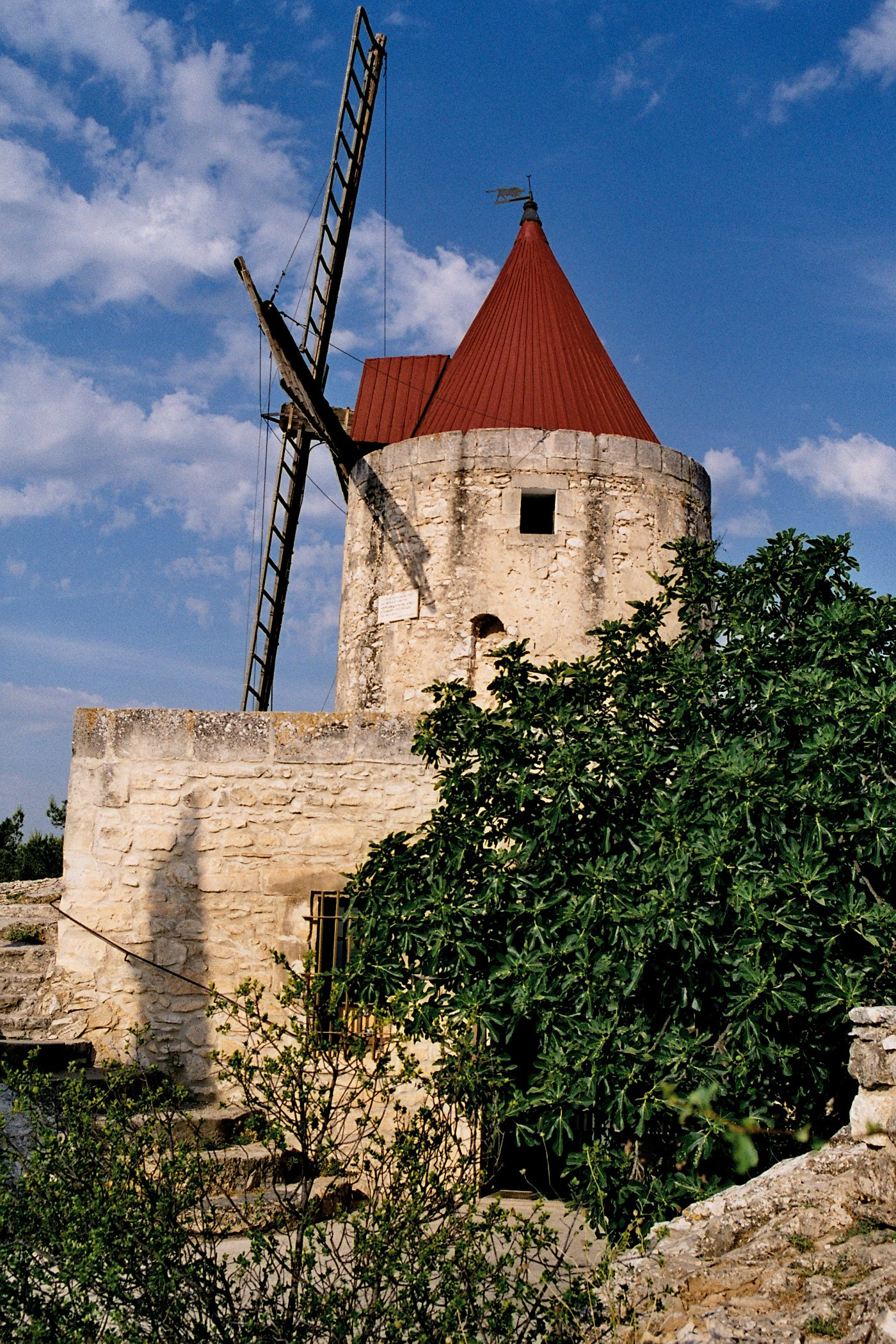
Moulin à vent d'Alphonse Daudet (Alpilles).

## Musique
La chanson traditionnelle française Meunier tu dors, peut-être composée au début du XVIIIe siècle, a pour refrain : « Meunier, tu dors / Ton moulin va trop vite », allusion aux risques de dégâts au mécanisme causés par une vitesse excessive des ailes en cas de fort vent.

## Peinture

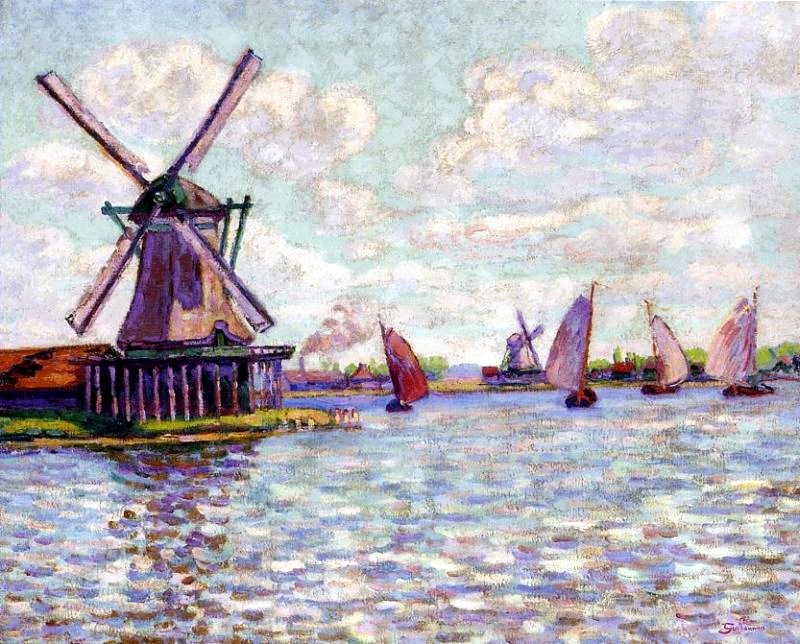
Moulins en Hollande, d'Armand Guillaumin (1904).
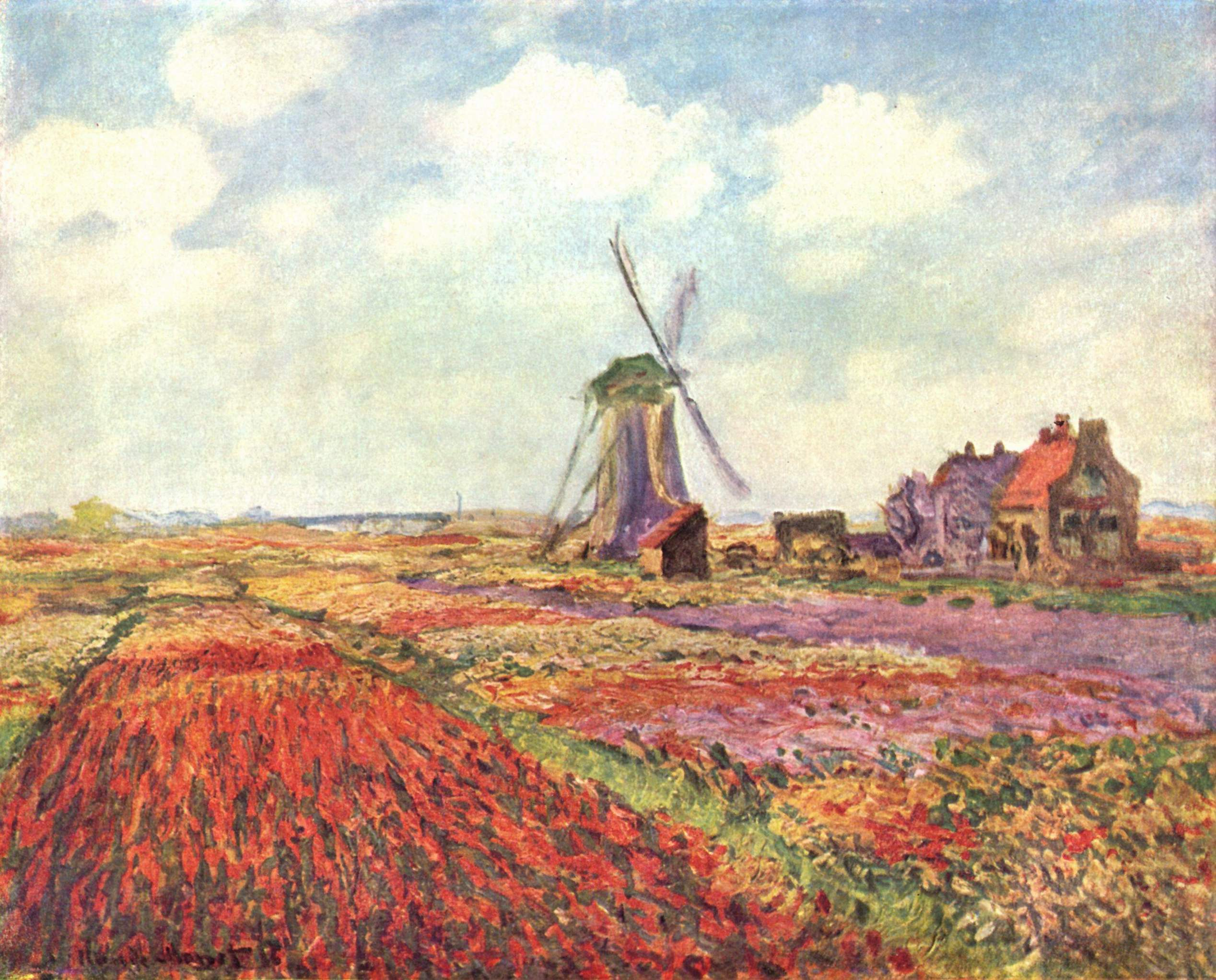
Champs de tulipes en Hollande de Claude Monet.
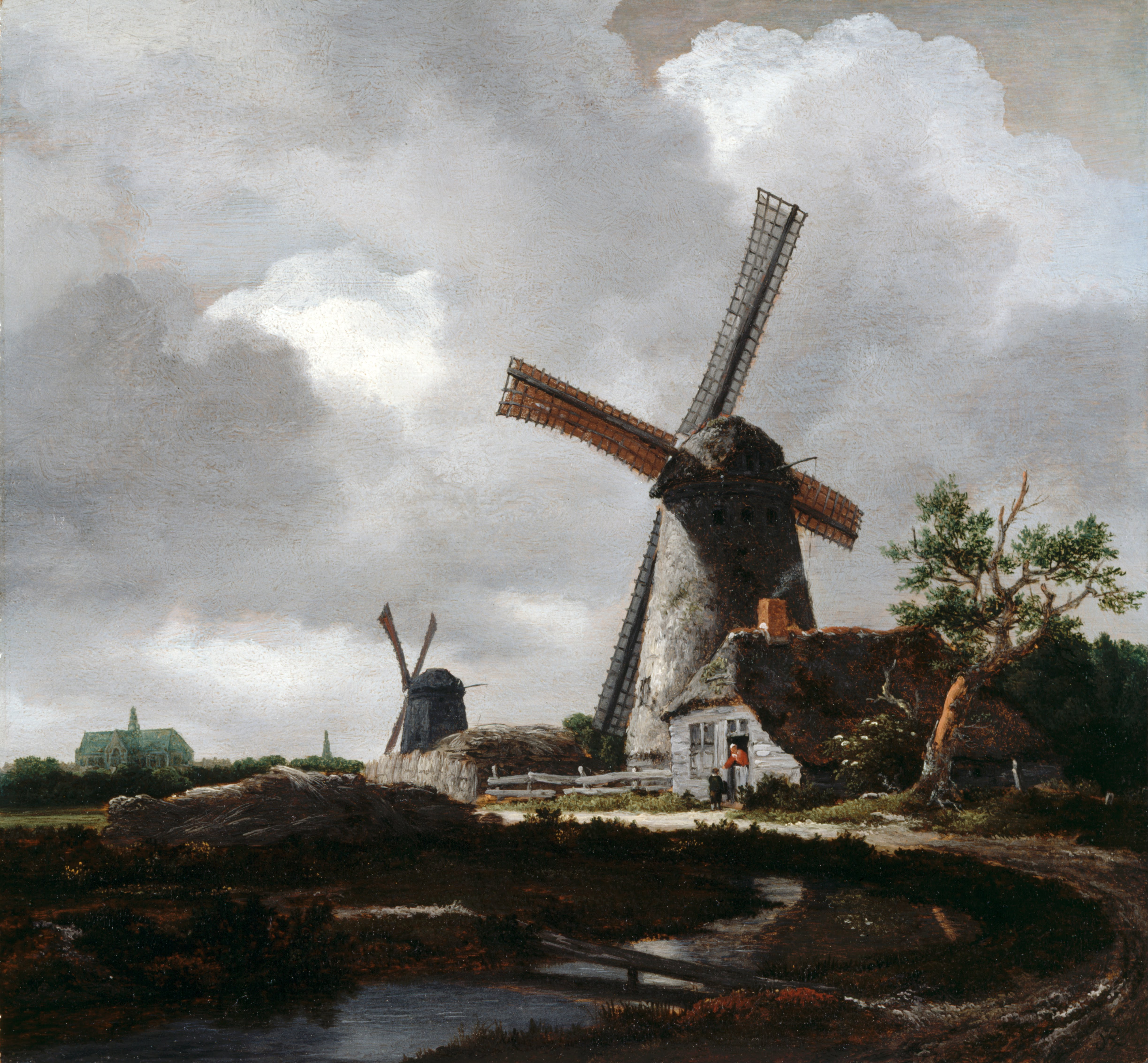
Paysage avec moulins près de Haarlem, de Jacob van Ruisdael.
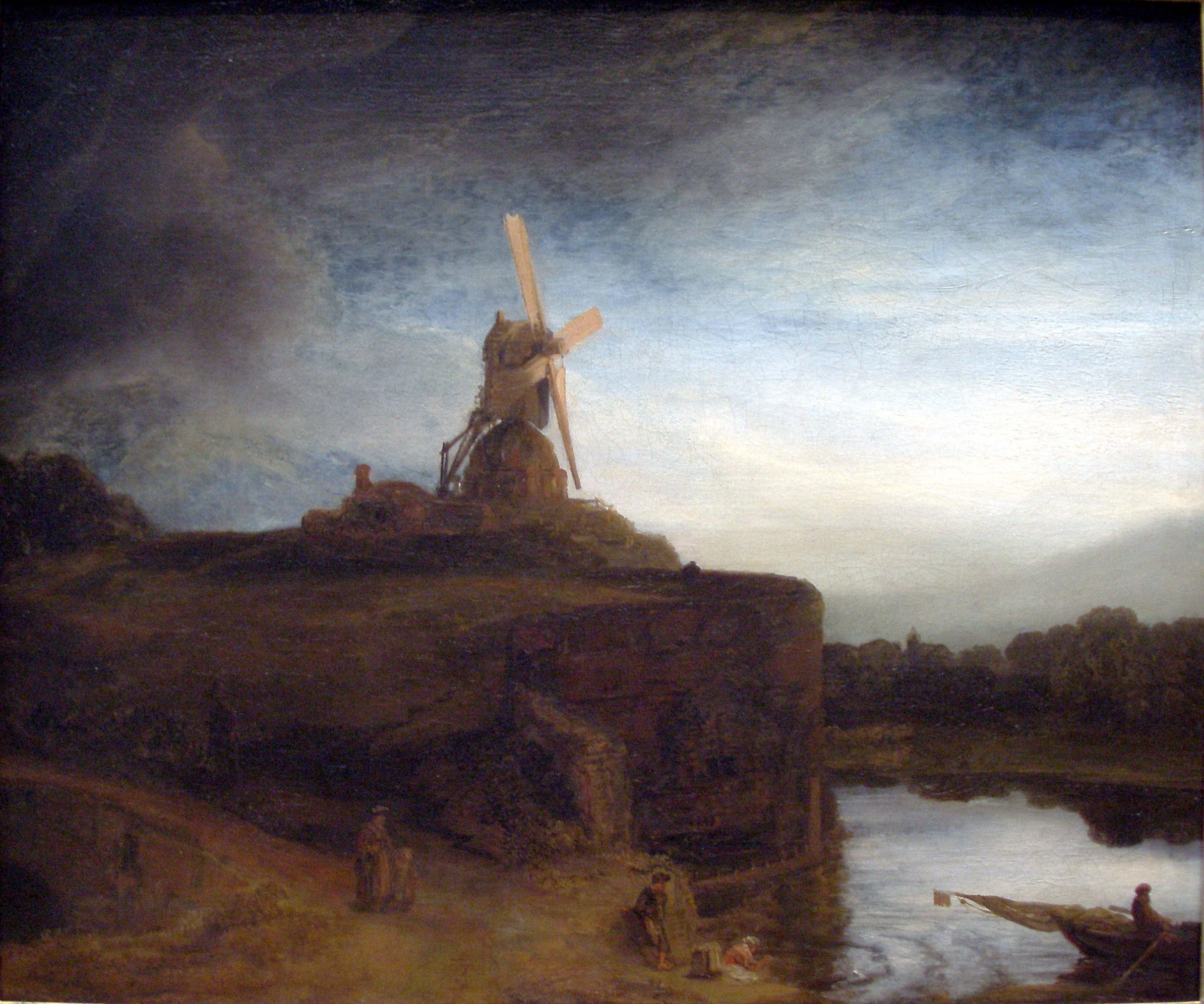
Le Moulin de Rembrandt.
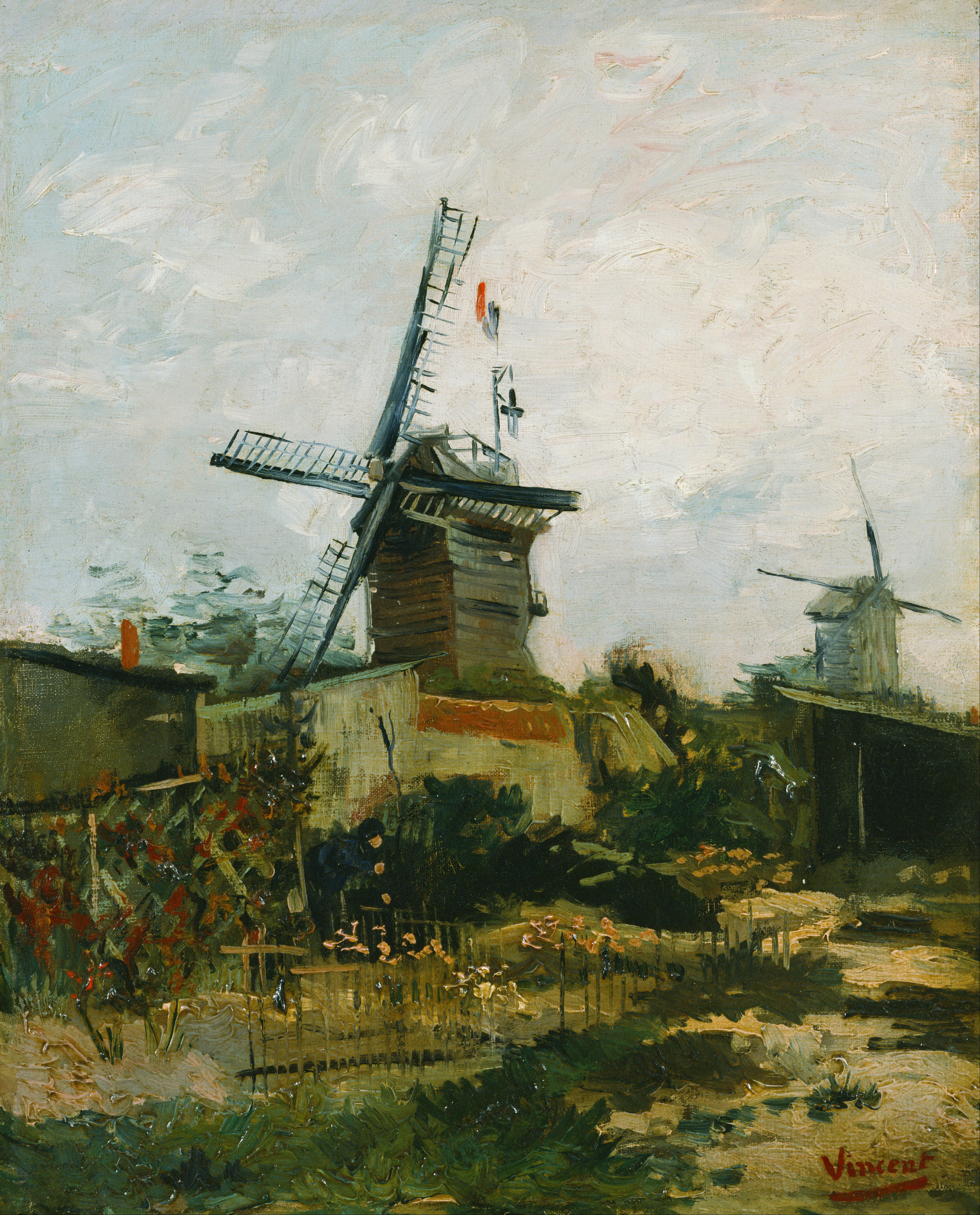
Moulins à Montmartre de Vincent van Gogh.
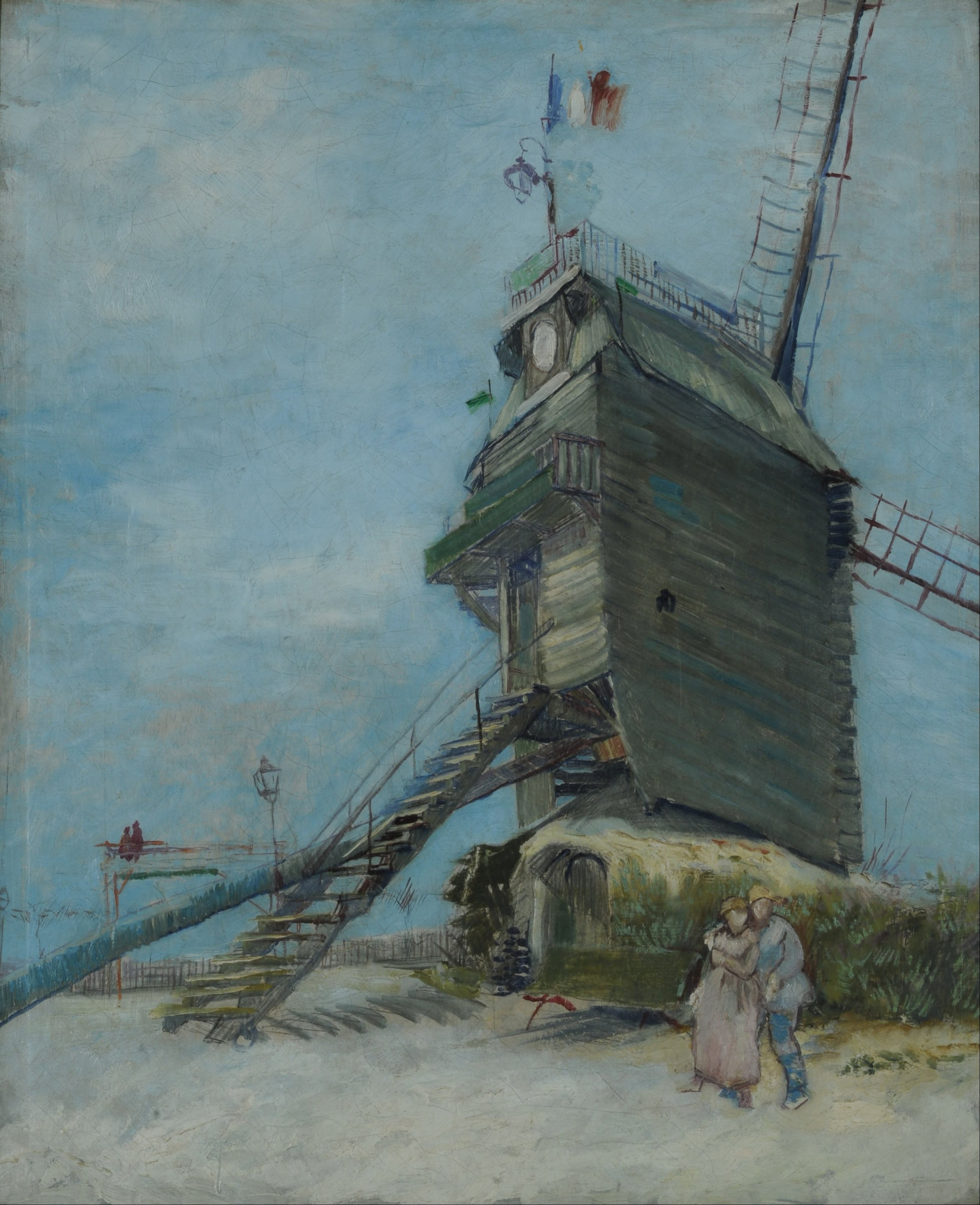
Le Moulin de la Galette, de Vincent van Gogh.
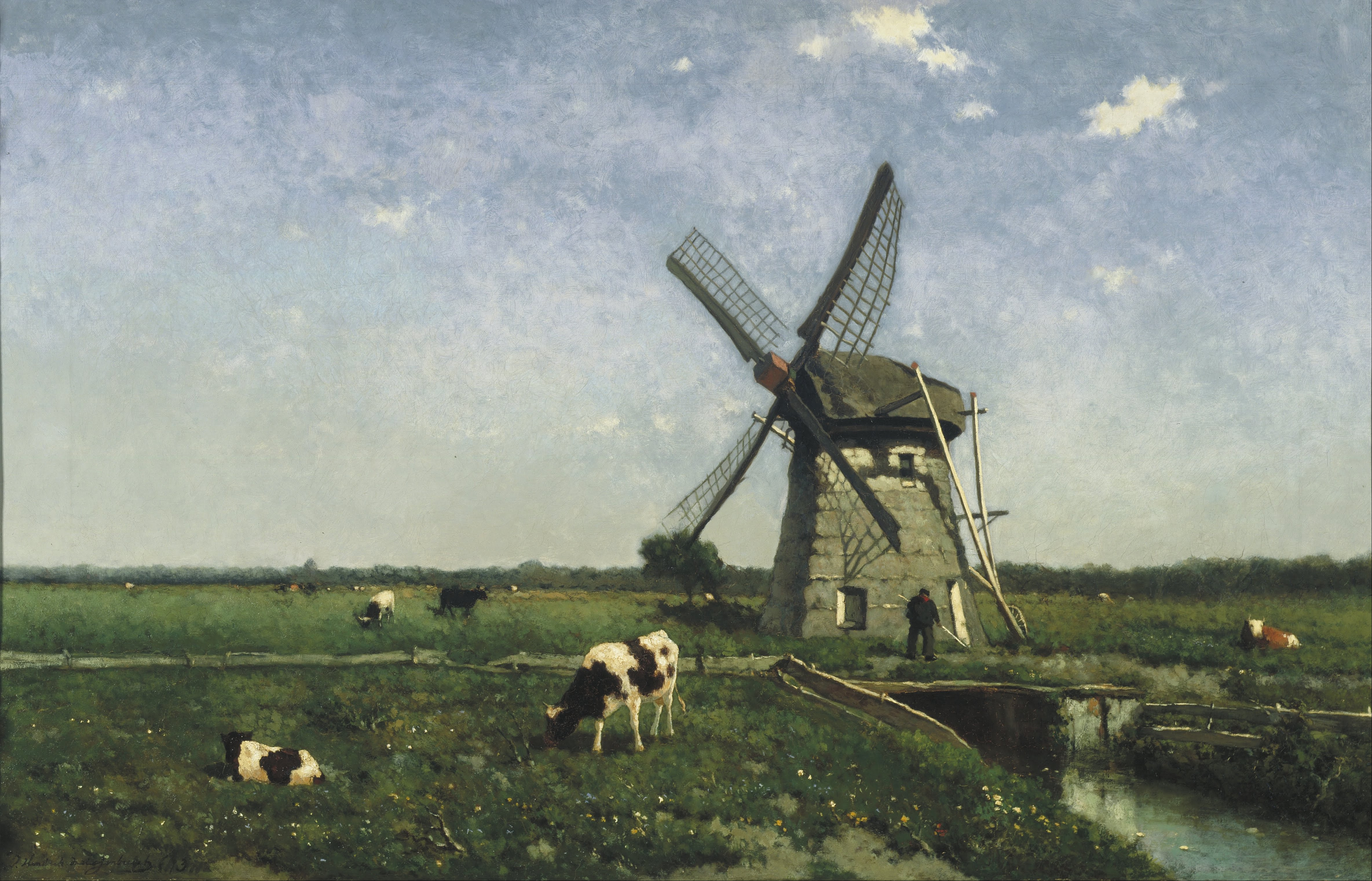
Paysage avec un moulin près de Schiedam, de Johan Hendrik Weissenbruch.
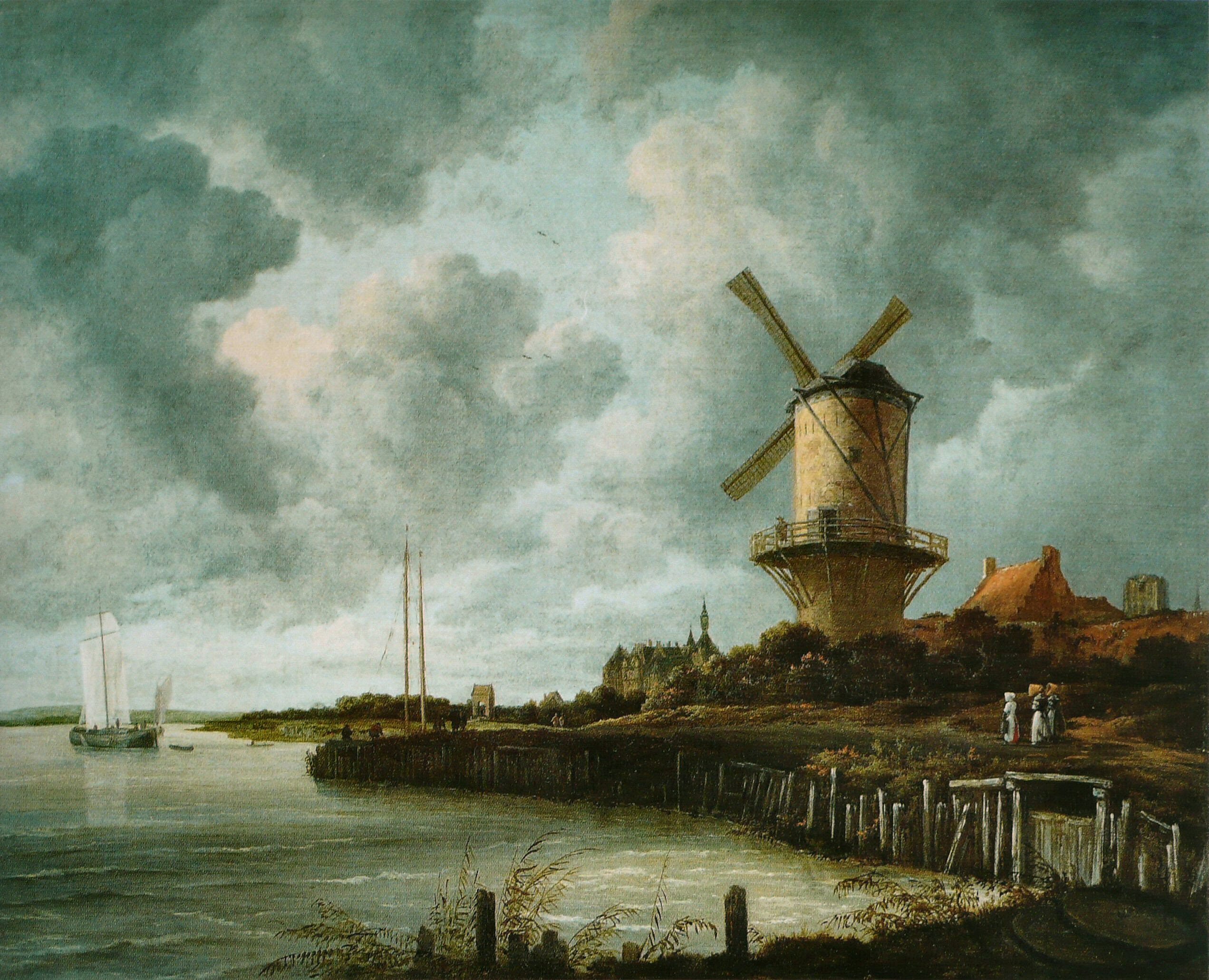
Le Moulin près de Wijk bij Duurstede, de Jacob van Ruisdael.

## Photos artistiques

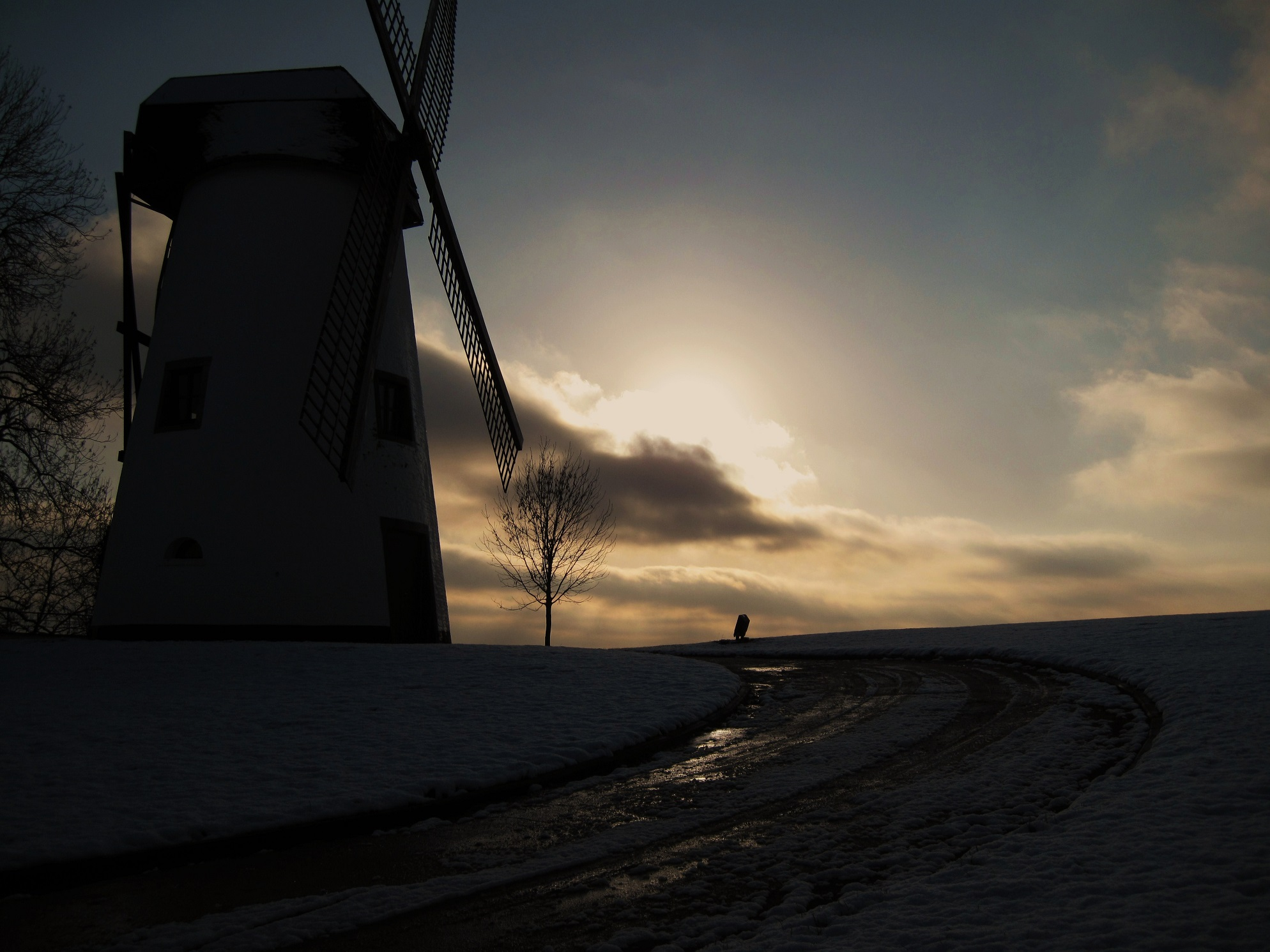
Moulin à vent à Opprebais, Brabant Wallon, Belgique.
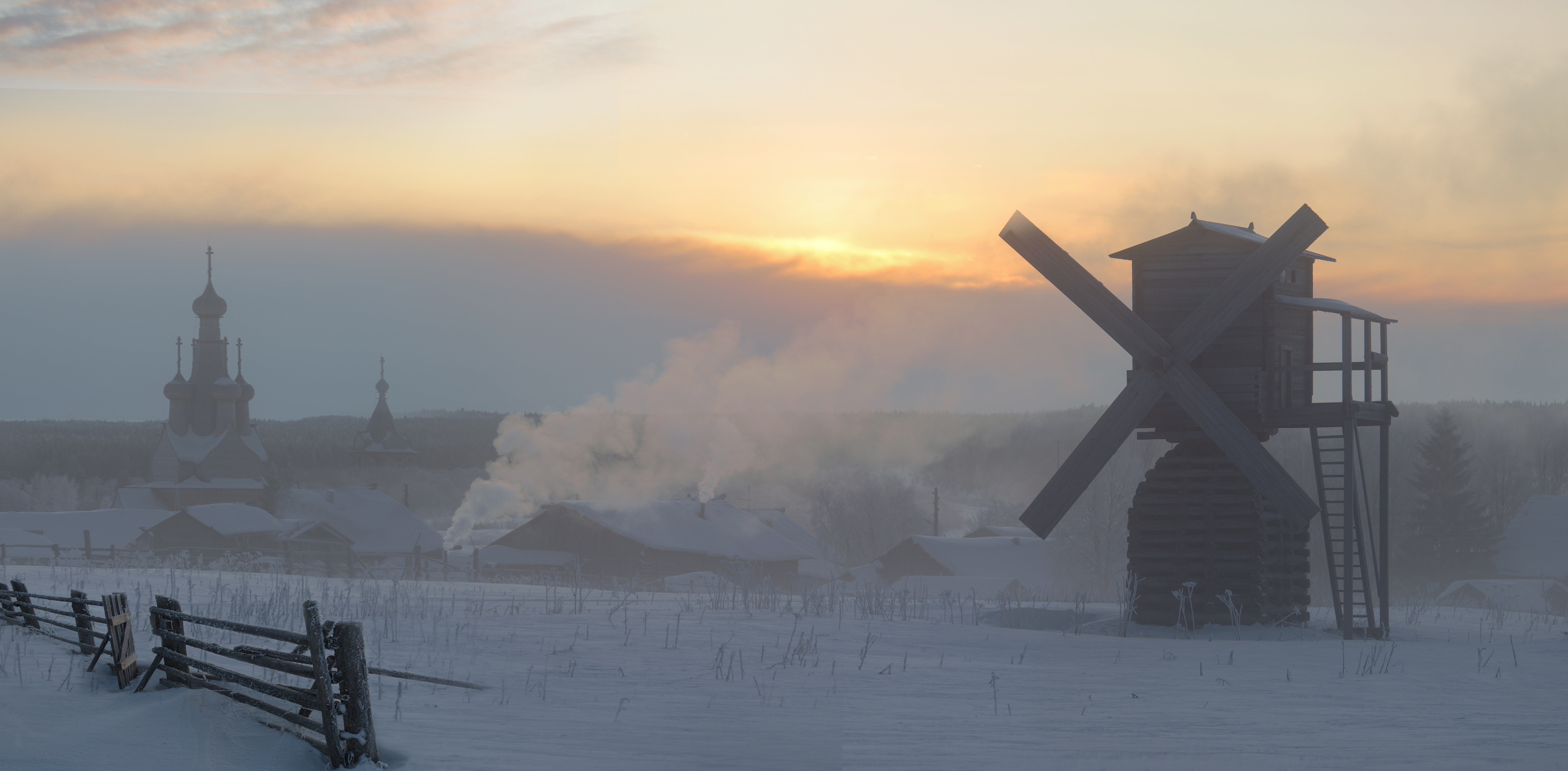
Moulin à vent à Kimja, Oblast d'Arkhangelsk, Russie.
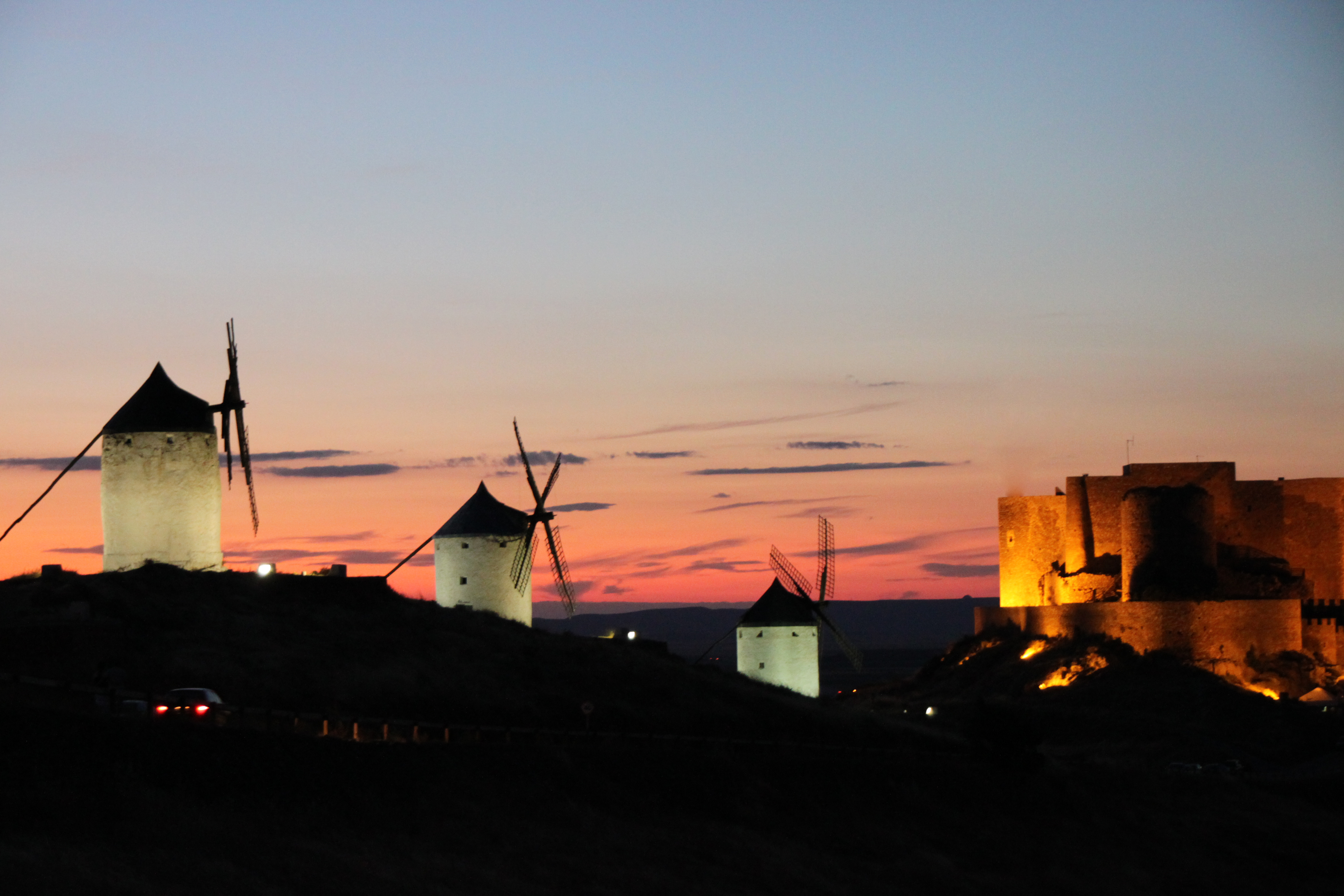
Moulins de Consuegra, nommés d'après des personnages du roman Don Quichotte, Castille-La Manche, Espagne.